# Charles Buisine-Rigot
Pour les articles homonymes, voir Buisine et Rigot.
Charles Buisine-Rigot, né Charles François Alexis Buisine à Lille le 17 juillet 1820, et mort dans la même ville le 2 mai 1893 est un ébéniste, sculpteur et chef d'entreprise français.
Jeune, il suit une brève formation dans le domaine artistique notamment au sein des Écoles Académiques de la ville de Lille, ancêtre de l'école des Beaux-Arts de cette même ville. Puis, il se perfectionne en autodidacte tout en travaillant dans l'atelier de menuiserie familial. Il excelle rapidement en sculpture et en ébénisterie.
En 1845, il prend la direction de l'atelier lillois de son père, lui donne une tournure plus artistique et le développe considérablement. La production de son entreprise , marqué par l'essor du néogothique, est abondante et de qualité. Ses œuvres, mobilier et sculptures destinés aux églises, sont présentes dans le monde entier mais particulièrement dans le Nord de la France. Il travaille notamment sur les chantiers de l'architecte lillois Charles Leroy.
Il meurt en 1893. Son fils Edouard, déjà précédemment associé à son père, reprend la société.

## Biographie

### Les Buisine et l'atelier familial de menuiserie.
Charles-Alexis-François Buisine naît le 17 juillet 1820 à Lille au sein d'une famille catholique et royaliste. Il est le fils de Désiré Buisine, maître-menuisier, et de Catherine Lavaine. La famille Buisine est pieuse. et le père comme le grand-père de Charles sont membres de la Confrérie du Saint-Sacrement,.
Au moment de sa naissance, le grand-père de Charles, Jean-François, est le doyen de la corporation des maîtres-menuisiers de la ville de Lille. Il dirige l'atelier lillois de menuiserie qui se transmet de père en fils depuis 1676.
En 1821, Désiré hérite de l'atelier de son père. Au fil des générations, cet atelier avait pris une tournure de plus en plus artistique. Néanmoins, Désiré dont les compétences en sculpture devaient être limitées, prend l'habitude de travailler avec le sculpteur lillois César Théodore Huidiez. Les œuvres qu'il réalise sont destinées à orner des églises et des hôtels particuliers. Aujourd'hui encore, nous pouvons admirer une clôture de chapelle et une clôture de fonts baptismaux ouvragées dans l'église Saint-André, la chaire de l'église Sainte-Catherine, (dessin de Benvignat et sculptures de Huidiez) ou encore celle de l'église Saint-Étienne, (sculptures de François Rude et Huidiez).

Au début des années 1820, le destin du petit Charles semble donc déjà tout tracé : travailler comme ouvrier-menuisier pour son père puis reprendre un jour son atelier.

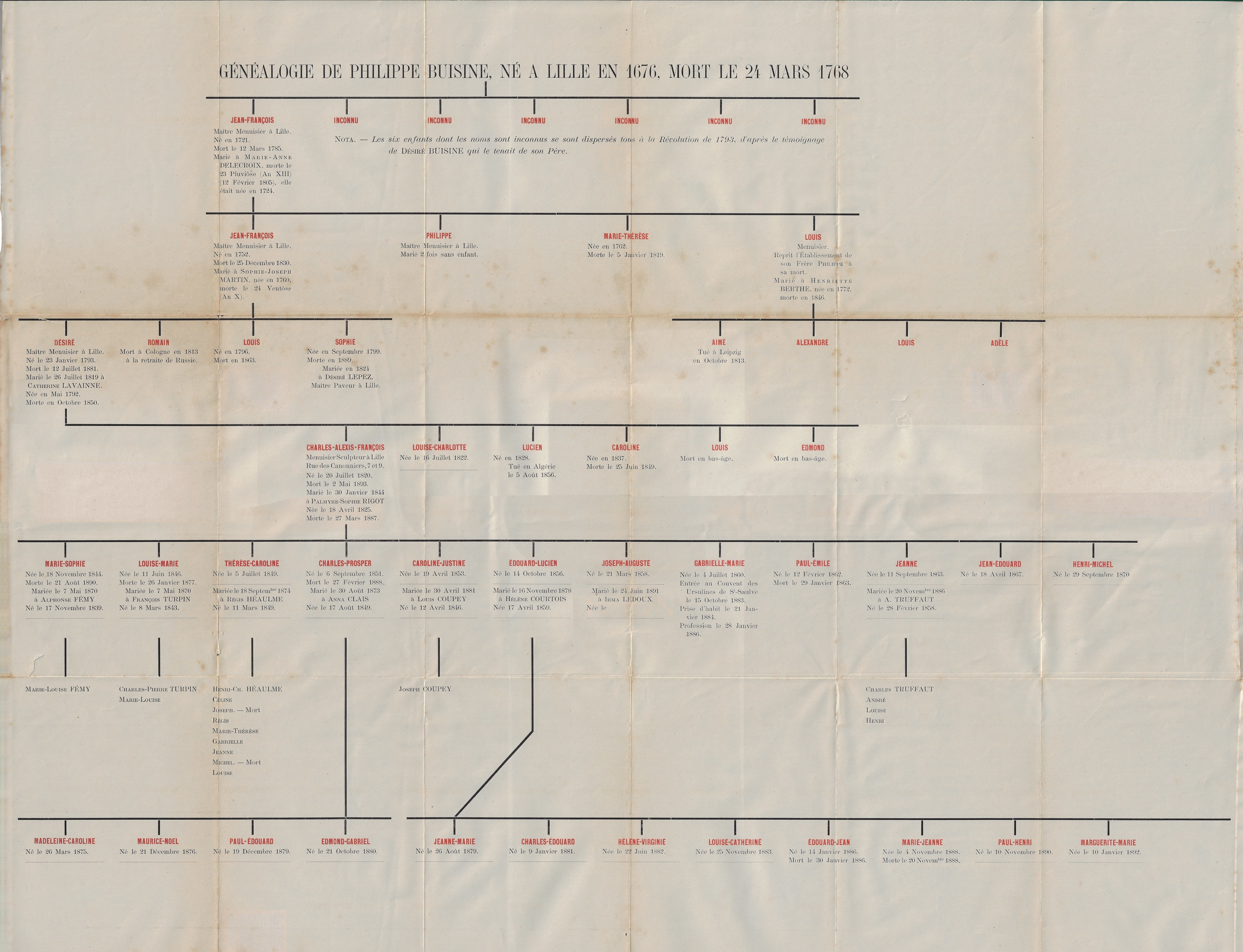
Généalogie de la famille Buisine d'après Edmond Huard
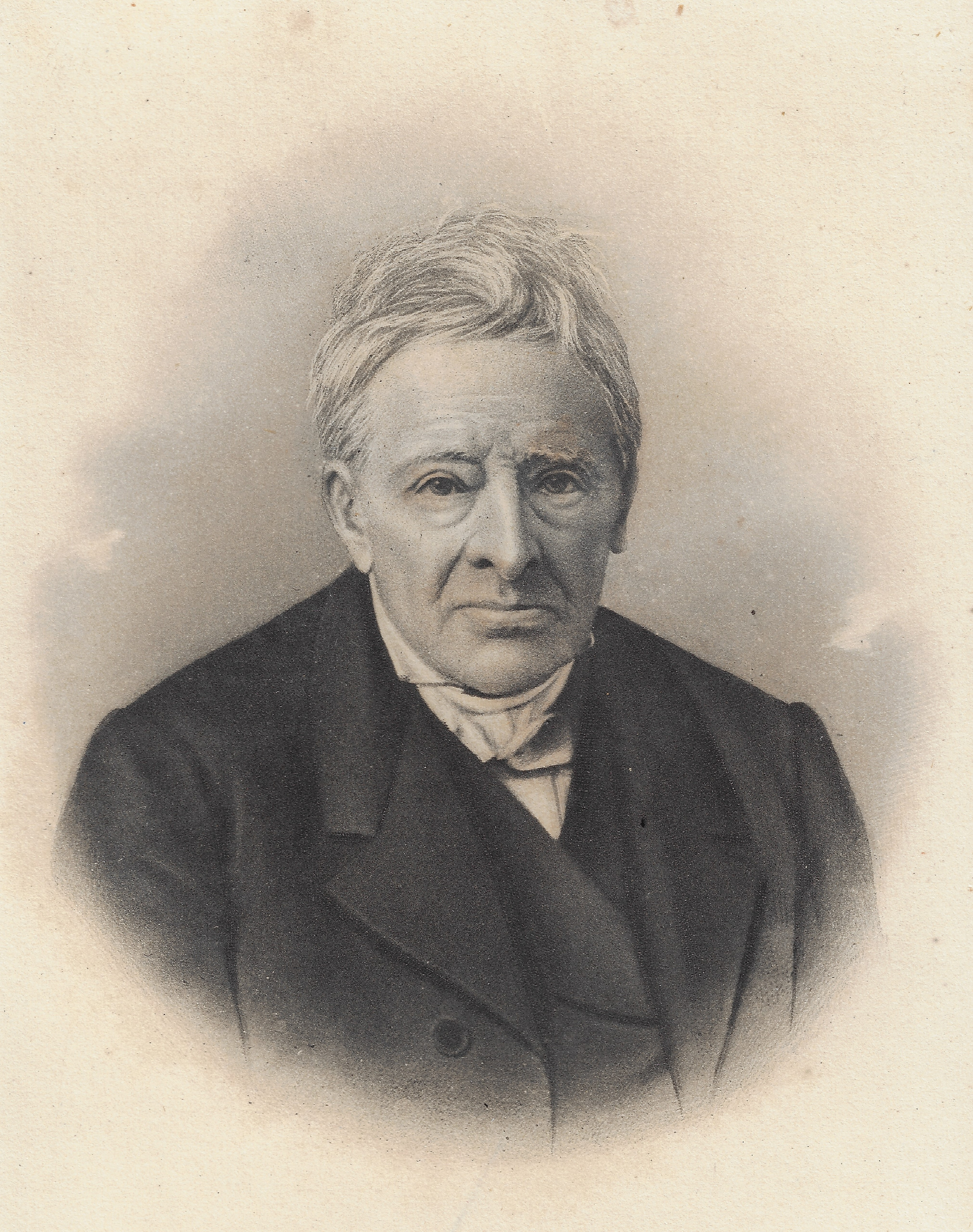
Désiré Buisine, père de Charles
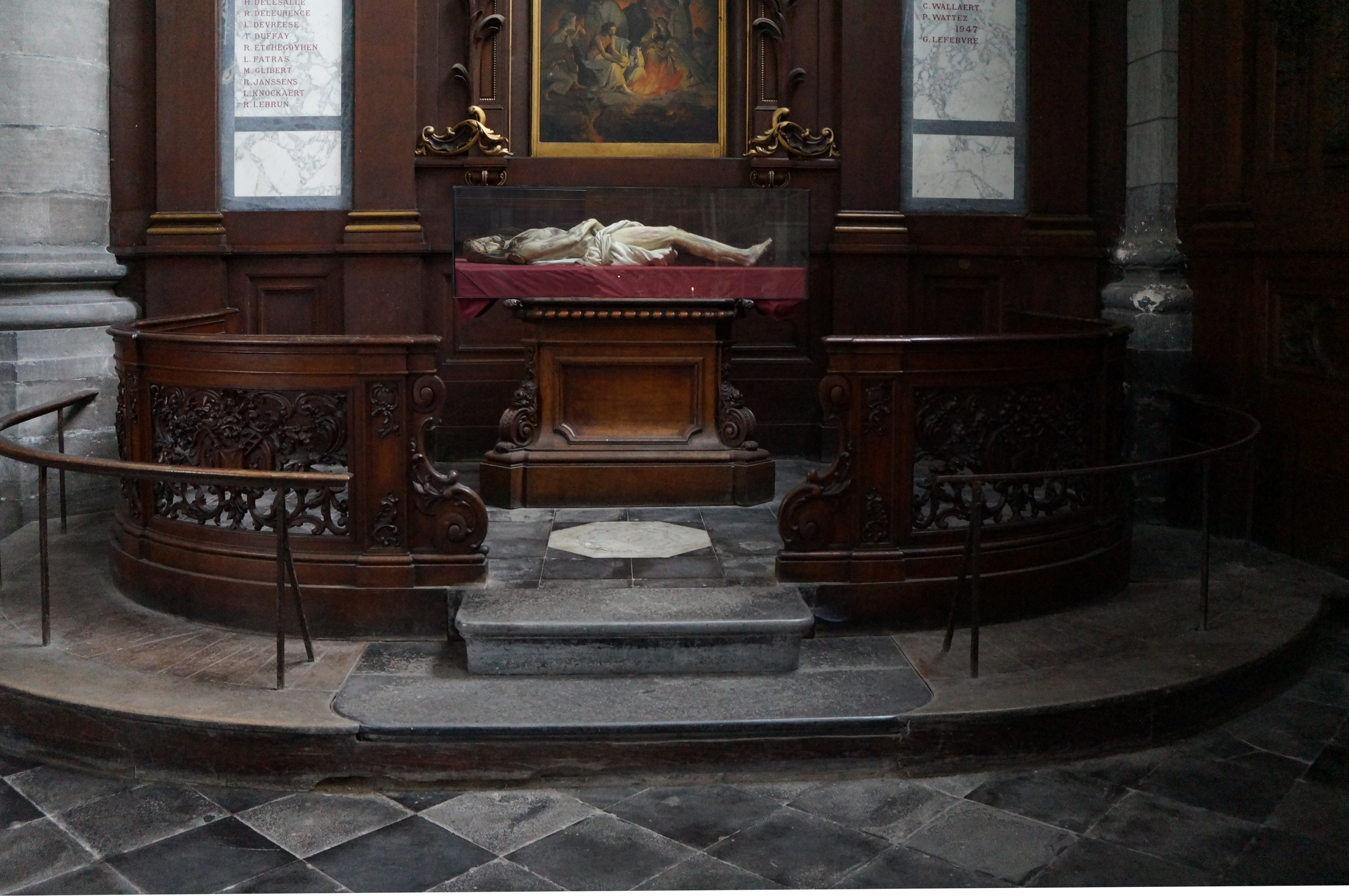
Clôture de chapelle par Désiré Buisine dans l'église Saint-André de Lille

### Des études et un apprentissage difficile

#### Premières écoles
Le jeune Charles est d'abord placé par ses parents sous la direction des Frères de la doctrine chrétienne. Si son premier maître semble comprendre la nature un peu « rude » de son élève et parvint à la canaliser, le second le maltraite et lui inflige des fréquentes corrections avec sa férule (ancêtre de la règle avec laquelle les instituteurs corrigeaient les élèves). Les parents décident donc de retirer leur enfant pour le placer dans une autre école dirigée par un certain Monsieur Buisine, un homonyme habitant le quartier. Une fois parvenu à un âge avancé, alors qu'il compose ses mémoires, Charles se souvient : « On ne s'y trouvait pas très bien mais il n'y était pas question de férule ». Le petit Buisine arrête ses études généralistes après sa première communion.

#### Les écoles académiques de Lille (future école des Beaux-Arts)
Afin de le préparer à son futur métier de menuisier, ses parents l'inscrivent aux Écoles Académiques de la ville de Lille, ancêtre de l'école des Beaux-Arts de cette même ville. Malheureusement, Charles ne semble pas y trouver sa place. Les méthodes d'enseignement de son professeur ne lui conviennent pas et passer des « leçons entières sur un œil, sur un nez » l'ennuie. Il souhaiterait avancer plus vite. De plus, catholique pieux et royaliste, il est victime des moqueries et brimades de ses camarades dont la moralité lui paraît douteuse. À nouveau, ses parents décident de le retirer de l'école et, le jugeant assez âgé, le placent comme ouvrier dans l'atelier familial. Il a alors 15 ans.

#### Ouvrier dans l'atelier familial
D'après son biographe, Edmond Huard, les premières années de Charles dans l'atelier ne sont « pas très brillantes ». Il apprend facilement l'art de la menuiserie mais s'ennuie de la monotonie de l'atelier. Il prend plaisir à en sortir pour aller sur les chantiers avec les ouvriers.
À la même période, il prend des cours de violon auprès d'un certain Monsieur Noguerre. Il apprend rapidement à jouer de cet instrument puis participe à des animations de soirées familiales. Sa mère, voyant que son travail dans l'atelier pouvait pâtir de ses sorties et de ses distractions, lui interdit de continuer d'en jouer. Bon gré, mal gré, il se consacre pleinement à la menuiserie et surtout à la sculpture.

### Un brillant autodidacte
Il reprend son apprentissage en autodidacte. Dans ses moments de loisir, il se perfectionne en dessin et se met sérieusement à la sculpture. Il prend l'empreintes de belles sculptures de porte qu'il cherche ensuite à reproduire. Ses parents voyant ses efforts songent un temps à lui faire reprendre ses études auprès d'un bon sculpteur mais ceux-ci abandonnent face au coût d'un tel enseignement. Cela ne décourage aucunement Charles qui continue de travailler dur en autodidacte.
En 1840, à 20 ans, son père lui confie la gestion d'un projet consistant en la création de deux autels pour une église de village. Les parties les plus simples sont confiées à un menuisier local tandis que les parties artistiques sont confiées à M. Buisine. Charles et deux ouvriers sont envoyés sur place pour exécuter le travail. Jour après jour, il note les coûts et toutes les dépenses. Néanmoins, à la fin du chantier, en calculant les bénéfices, il se rend compte que son père est en perte de 100 francs. À partir de ce jour, il devient très vigilant sur les dépenses et les prix de revient.

### La maturité (1841-1843)

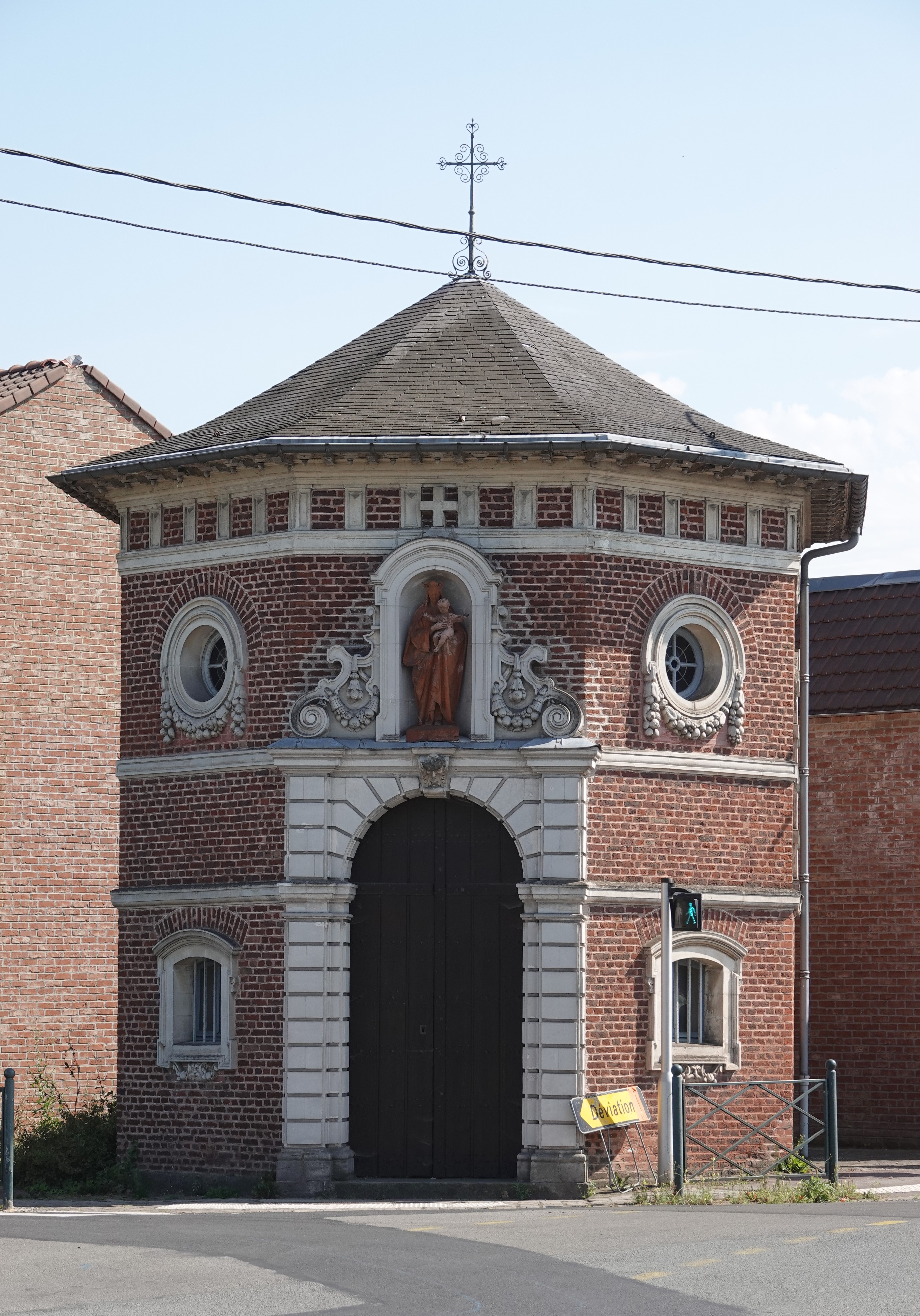
Chapelle du Lazaro

Charles est désormais un homme mûr aussi bien artistiquement que psychologiquement. Il s'éprend un temps d'une femme mais ses parents s'opposent à cette relation naissante.
Vers 1842, il réalise les sculptures décoratives du Café français à Lille grâce à son cousin Charles Prosper Stalars qui obtient le marché de sa décoration. L'œuvre terminée, la critique est très positive et les journaux rendent hommage à son talent. Les commandes se mettent alors à affluer. Cette même année 1842, il fournit les sculptures de la chaire de l'ancienne église de Wazemmes puis, en 1843, les parties sculptées en pierre de la chapelle du Lazaro.

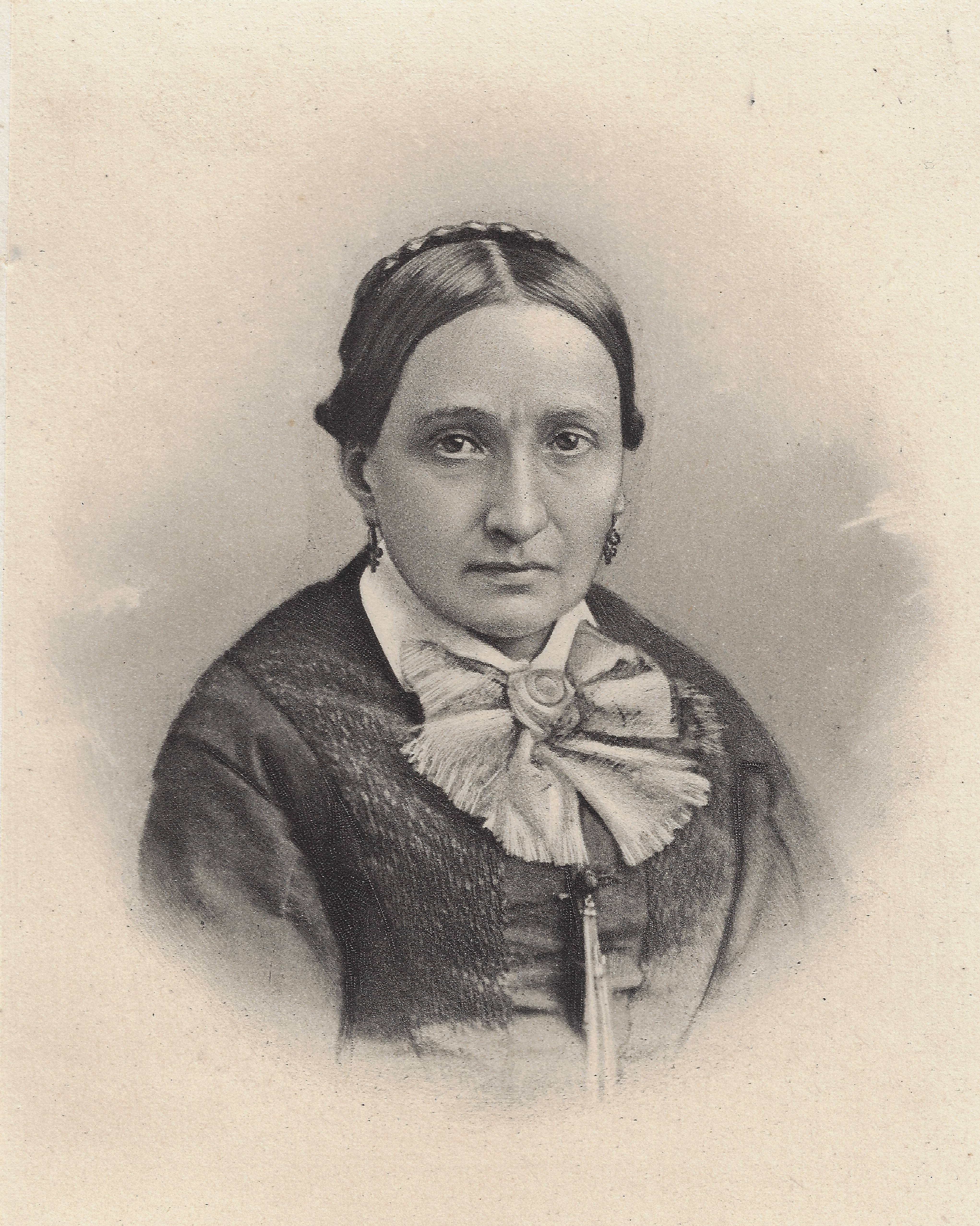
Palmyre Rigot, épouse de Charles Buisine

Charles songe alors à fonder une famille. Son cœur s'éprend de Palmyre Rigot (1825-1887), fille de Nicolas Rigot, prospère patron d'une brasserie d'hydromel. Il se marie le 30 janvier 1844 en l'église Sainte-Catherine de Lille. Par la suite, il ajoute le patronyme de son épouse au sien et se fait appeler Buisine-Rigot.
Charles et Palmyre sont profondément épris l'un de l'autre et cet amour durera toute la vie de Charles. Ensemble, ils ont douze enfants dont les naissances s'échelonnent de 1844 à 1870,.
Palmyre seconde son mari, lui apporte régulièrement ses conseils et, surtout, se charge de la tenue des livres de l'entreprise.

### Charles à la tête de la prospère entreprise familiale (1845-1870)

#### Les ateliers
Vers 1844-1845, Charles prend la direction de l'atelier de menuiserie de son père Désiré Buisine (1793-1881),.
En 1857, cet atelier est situé au 9 rue des canonniers à Lille. Vers 1860, il procède à un agrandissement par l'achat du numéro 7,,.
Dans ces locaux, les grands travaux peuvent être montés sous des lanterneaux (baies vitrées ouvrantes) élevés à la hauteur des voûtes d'église. Le bureau du patron domine l'espace et permet de voir l'ensemble des ouvriers d'un seul regard. Ces derniers sont, au maximum, 80. Parmi ceux qui collaborent à ses œuvres se trouvent "des dessinateurs, des modeleurs, des ornemanistes, des statuaires, des sculpteurs, des menuisiers". Il est apprécié de ses ouvriers.

#### Charles, la ville de Lille et Notre-Dame de la Treille
En 1854, l'archevêché de Cambrai et la ville de Lille célèbrent le sixième centenaire des premiers miracles de Notre-Dame de la Treille. Les festivités doivent durer 9 jours et se terminer par une grande procession de clôture le 2 juillet. La préparation de cet évènement appelé "Jubilé séculaire de Notre-Dame de la Treille" mobilise le clergé et une grande partie de la population lilloise. Charles Buisine dessine un grand baldaquin néogothique mobile destiné à porter à travers la ville la statue de Notre-Dame de la Treille, palladium de Lille. Ce char-baldaquin, appelé la "châsse gothique" par les contemporains, est d'une hauteur de 7 m,. Pour l'aider dans son travail de fabrication, il s'adjoint l'aide du sculpteur douaisien Blavier,. La polychromie est réalisée par son cousin Charles Stalars,. 

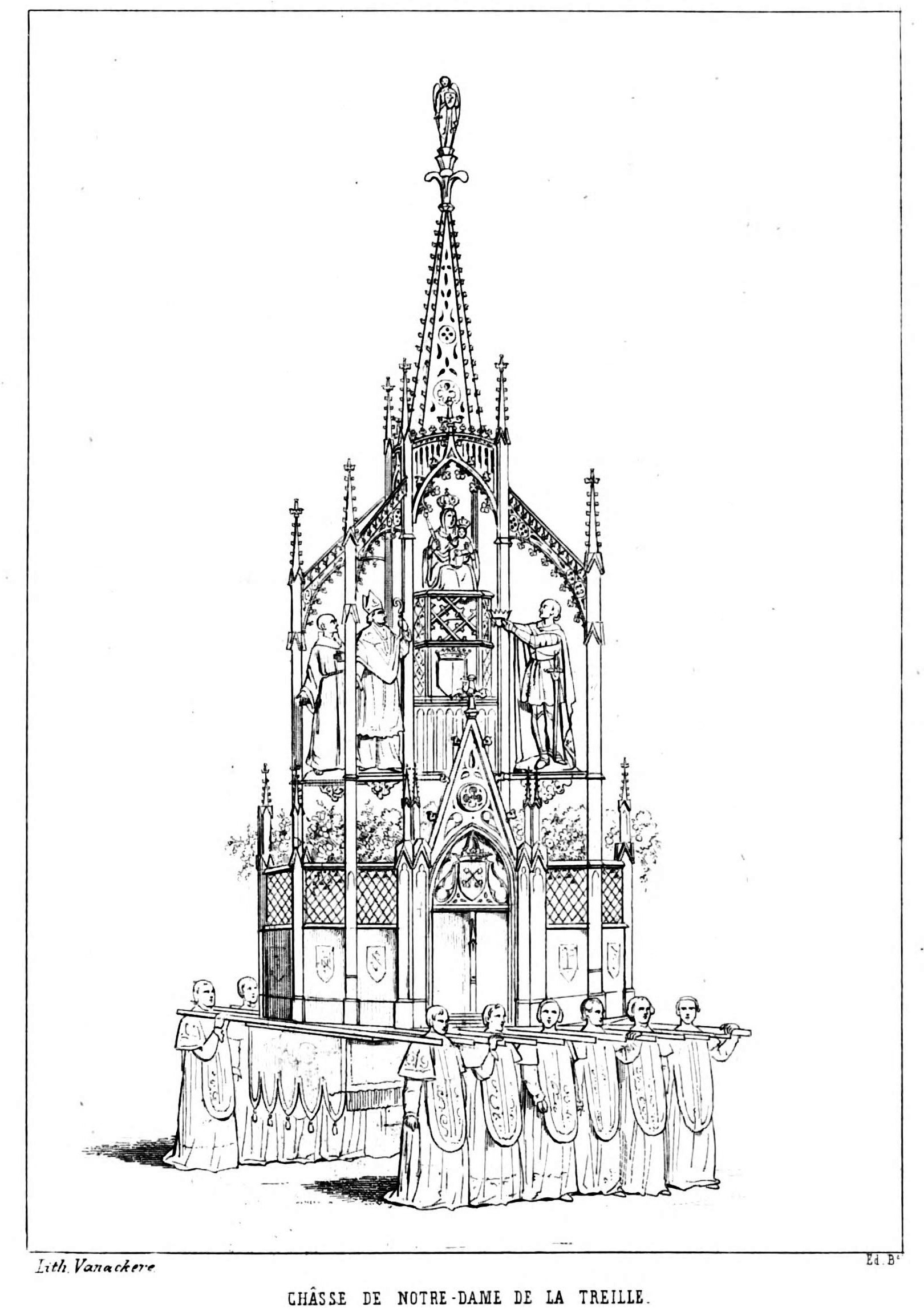
Dessin de 1854 présentant la châsse gothique réalisé par Charles Buisine
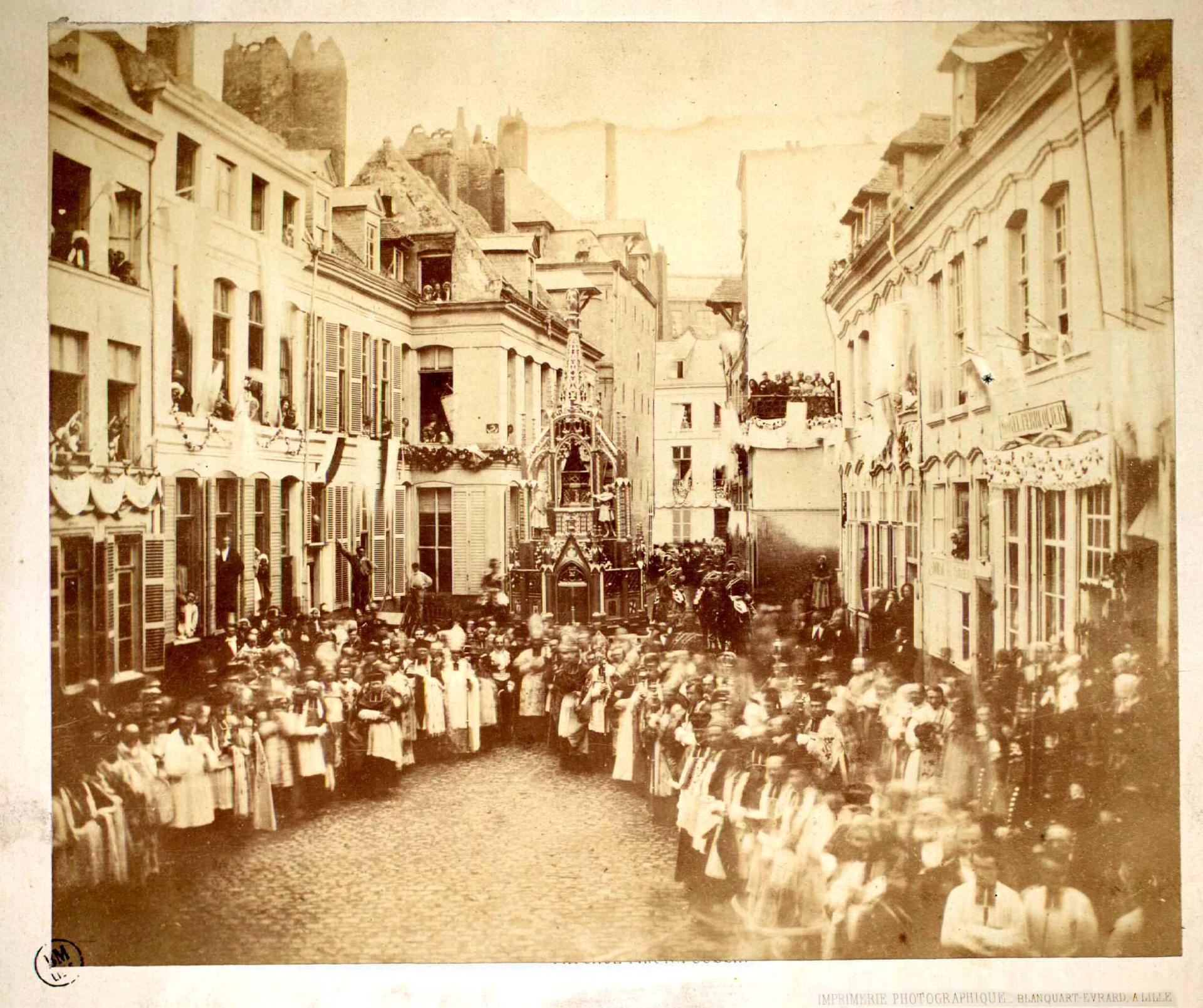
Photographie de 1854 : Les évêques et le clergé au moment du départ de la procession

#### Les succès commerciaux
Le succès d'abord régional devient national. Edmond Huard, biographe de Charles, mentionne des œuvres, malheureusement non datées, dans les villes françaises suivantes: 

« Lille, Arras, Amiens, Saint-Omer, Calais, Boulogne, Dunkerque, Rouen, Vannes, Brest, Paris, Dijon, Soissons, Laon, Vervins, Saint-Quentin, Beauvais, Senlis, Chartres, Chateauneuf, Châteauroux, Toulouse, Lyon, Montpellier, Perpignan, Strasbourg [...], Cette, Agde, Cannes, etc. »

Sa réussite devient même mondiale: 

« Citons en Angleterre : Londres, Glascow, Leeds, Manchester, Liverpool, Limerick, etc. 
En Chine, plusieurs églises à Shang-Haï. 
En Afrique, ce sont des travaux considérables à l'Ile Bourbon et à Durban (Cap). »

### L'apogée (1870-1885)
Les années 1870 et le début des années 1880 marque l'apogée de la carrière de Charles Buisine-Rigot.

#### L'exposition romaine de 1870
Charles participe en 1870 à l'Exposition romaine relative à l'art chrétien organisé par le pape Pie IX à l'occasion du concile Vatican I. Cette exposition qui se veut une exposition universelle de l'Eglise catholique doit montrer "l’union des arts, de l’industrie et de la religion". Des artistes et des manufactures du monde entier y expose leur production. Charles y présente plusieurs dessins, un confessionnal de l'église Saint Maurice de Lille, un ensemble d'autels avec retables et les stalles destinées à l'église de l'Immaculée Conception de Saint-Omer. Il reçoit une médaille d'encouragement mais aussi une critique mitigée de la part du redoutable camérier du pape Xavier Barbier de Montault.
Si tout va bien au point de vue professionnel, Charles vit une première épreuve dans la mort de sa fille bien-aimée, Louise, le 26 janvier 1877. Mariée en 1870, elle était tombée malade à la suite de sa première grossesse et était devenu infirme à la suite de la deuxième.

#### Les stalles de l'église Sainte-Catherine de Lille
En décembre 1877, il livre pour sa paroisse Sainte Catherine de Lille, un important ensemble de 60 stalles réalisées d'après les plans de l'architecte de Tourcoing Maillard-Desurmont,. Elles sont établies sur deux niveaux (stalles hautes et stalles basses) et présentent 72 figures de saints. Parmi ces saints figurent des docteurs de l'Église, des fondateurs d'ordre religieux, des saints de France et des saints de la région. Cette œuvre monumentale parachève la longue liste de travaux de Charles pour cette église Sainte-Catherine pour laquelle son père avait déjà travaillé (cf. partie "Œuvres" de cet article) 
En 1878, l'entreprise participe à l'Exposition universelle de Paris et gagne une médaille d'or.

#### La chaire de la cathédrale d'Arequipa
À la même époque, il remporte le marché pour la fourniture de la chaire de la cathédrale d'Arequipa, et ce, face à d'autres concurrents basés en Espagne, Italie, Belgique, Royaume-Uni. Elle nécessite 15 mois de travail et est acheté au prix de 25 000 francs. C'est une réussite esthétique incontestable. L'œuvre est encore célèbre aujourd'hui dans la région d'Arequipa en raison du diable représenté dans la partie basse. C'est un monstre semblant sortir des entrailles de la terre, à la queue de dragon, aux ailes de chauves souris et à la partie haute humaine. Son visage exprime la folie . Sa queue couverte d'écailles s'enroule autour de la colonne soutenant la cuve tandis que, poing levé dans un geste désespéré, il semble adresser sa colère à Dieu. La chaire est livrée en 1879 et est bénite le 1er janvier 1880. 

Chaire de la Cathédrale d'Arequipa
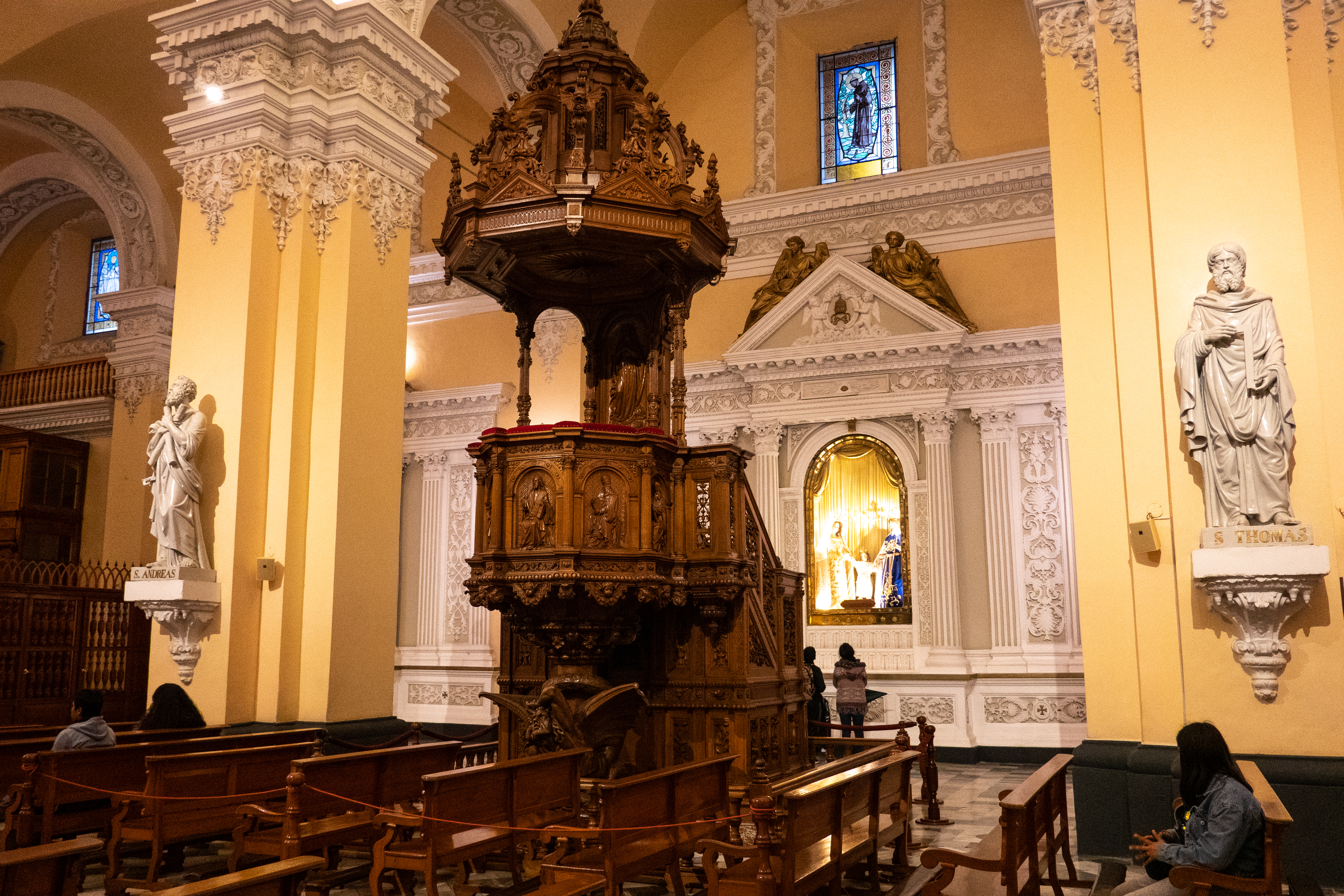
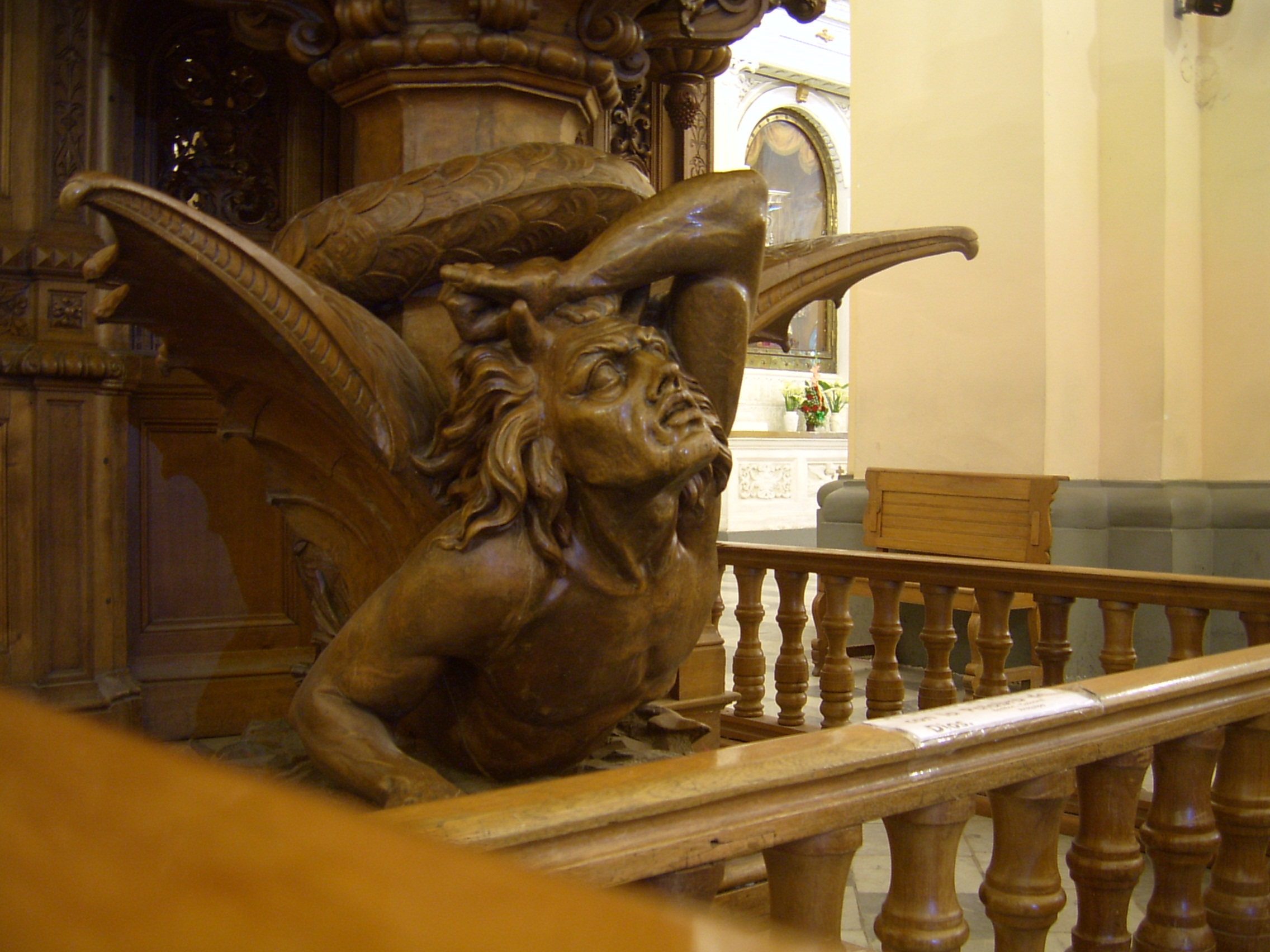

La notabilité de Charles lui permet également de jouer un rôle politique, certes minime, mais remarqué par la presse de l'époque. Pour appuyer la cause royaliste et sensibiliser l'opinion, il organise des grands banquets en 1879 et 1880 dans ses ateliers.

#### Chevalier de l'ordre de Saint Grégoire-le-Grand
Au mois de mai de cette même année 1880, et grâce à l'appui de l'archevêque de Cambrai, il est fait chevalier de l'ordre de Saint-Grégoire-le-Grand par le pape Léon XIII. Cet ordre récompense ceux qui ont rendus de grands services à l'Église catholique. Dans le cas de Charles Buisine, il s'agit, bien sûr, de ses « remarquables travaux de sculpture ».
Malheureusement, la joie de cette reconnaissance est vite ternie. Le 17 juillet 1881, le père de Charles, que celui-ci avait recueilli chez lui, décède. Désiré était devenu le pilier de la famille et s'occupait des enfants. Toute la maisonnée en est donc profondément affectée.

#### Exposition des arts industriels de Lille en 1882
C'est également vers 1880 que Charles s'adjoint ses deux fils ainés : Charles Prosper Buisine (1851-1888), dit "Buisine-Clais" ou encore "Charles Buisine, fils ainé", et Edouard Buisine (1856-1935). Ensemble, sous la dénomination "Buisine-Rigot et fils", ils participent à l'Exposition internationale d'art industriel organisé au Palais Rameau de Lille en 1882. L'entreprise y expose deux autels, un de style néobyzantin en chêne polychromé et l'autre de style néogothique en chêne, ainsi qu'une cheminée. C'est un grand succès ; l'entreprise repart avec une médaille d'or attribuée par le jury international et reçoit deux autres médailles. Néanmoins, la société "Buisine-Rigot et Fils" n'est officiellement créée qu'en 1884.

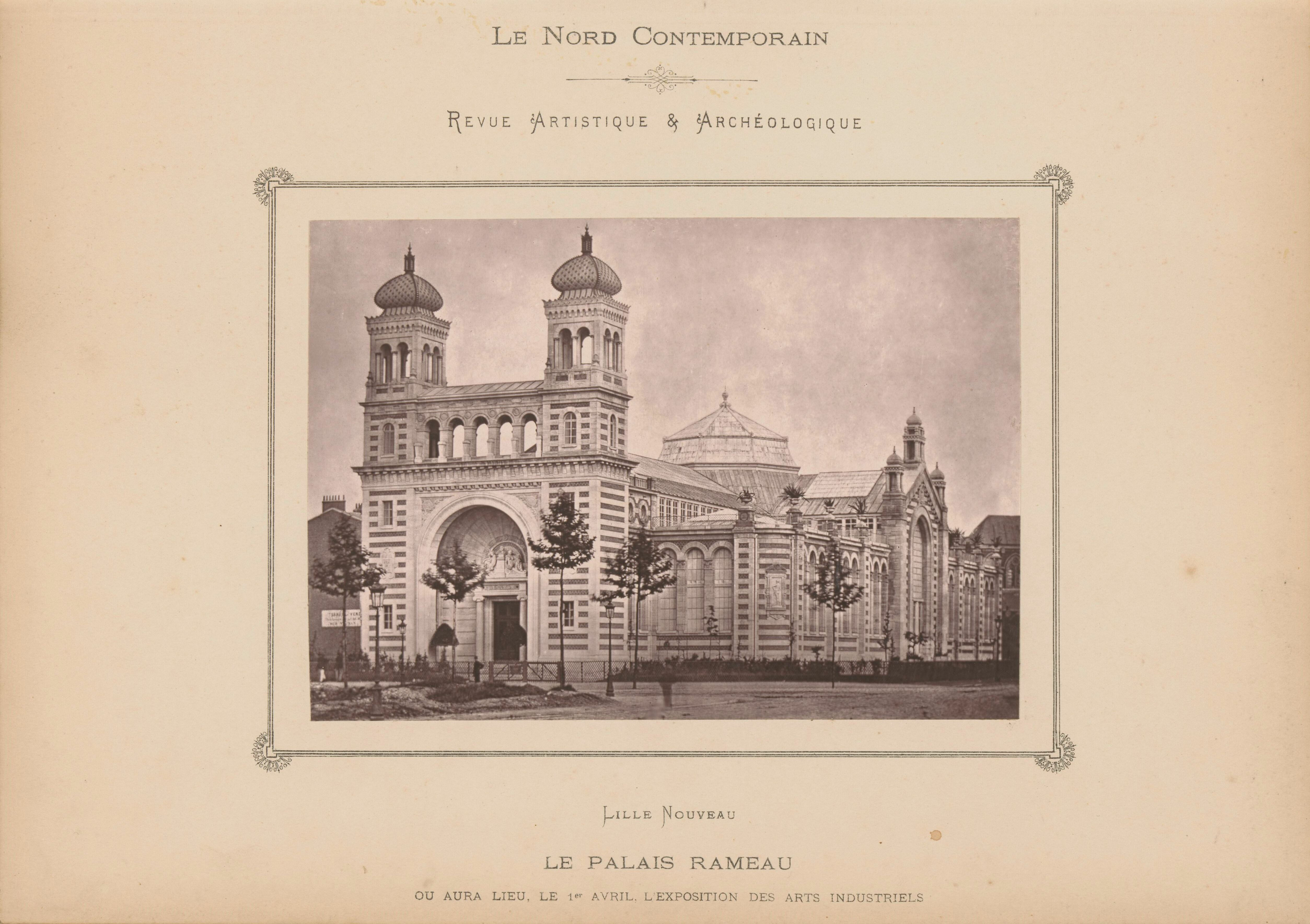
Le Palais Rameau de Lille vers 1882
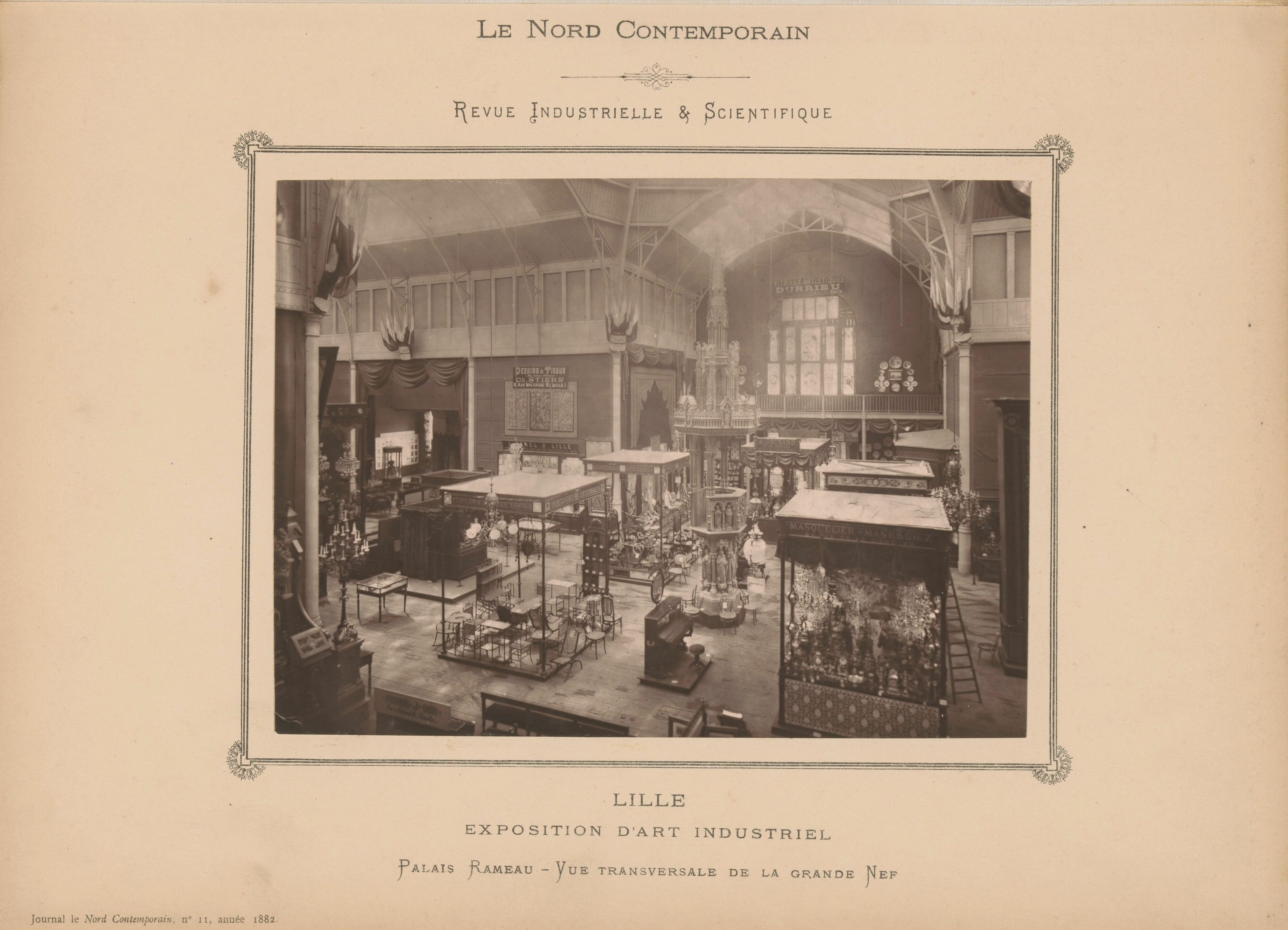
Vue transversale de la nef du Palais Rameau lors de l'Exposition d'art industriel

#### Pèlerinage à Rome et rencontre avec le pape Léon XIII
En 1885, Charles effectue un pèlerinage à Rome et visite les monuments antiques et les églises. Il est très impressionné par ce qu'il voit. Il écrit « Quelle ville extraordinaire ! quelle splendeur, quelle richesse ! ». Tout en admirant la qualité artistique et la richesse des œuvres païennes, il admire la « puissance » des martyrs chrétiens qui ont renversé l'ordre païen. Au cours de ce pèlerinage, il rencontre le pape Léon XIII en personne mais manque de défaillir quand il doit lui embrasser les mains : « J'ai éprouvé une émotion tellement vive qu'en me relevant, j'ai failli tomber ».

### Le temps des épreuves (1887-1893)

#### Mort de Palmyre (1887)
Au début de l'année 1887, l'état de sa femme, souffrante depuis plusieurs années, se dégrade rapidement. Elle reçoit les derniers sacrements. Alors que son état semblait s'améliorer, elle meurt le dimanche 27 mars au moment où Charles assiste à la messe dominicale. Pour lui, c'est un choc immense dont la douleur subsistera jusqu'à la fin de sa vie.
Il délaisse alors un peu ses affaires et s'appuient sur ses deux fils, Edouard et Charles Prosper, pour faire tourner l'entreprise. Fidèle à sa foi catholique, il prie beaucoup et pratique l'aumône pour le repos de l'âme de son épouse. Pour le réconforter, sa famille, ses amis et des ecclésiastiques lui écrivent mais rien n'y fait, sa peine est immense.

#### Mort du fils ainé (1888)
Malheureusement, le malheur continue de s'abattre sur Charles. Le 27 février 1888, son fils ainé, Charles Prosper (dit aussi « Buisine-Clais ») meurt des suites d'une pleurésie contractée des années auparavant. C'est une perte importante pour l'entreprise car il possédait des talents de dessinateur reconnus par tous.
Désormais seul chez lui, il passe son temps à peindre des fleurs à l'aquarelle, peintures qu'il offre à des amis ou à de la famille. Il réalise également des portraits de son épouse et de lui-même qu'il donne à ses enfants.

#### Grand incendie des ateliers (1890)
Le 5 mars 1890, un incendie éclate dans son atelier. Le brasier dévient rapidement virulent et les secours appelés en urgence arrivent vers midi. Charles participe à la lutte contre le feu et parvient à sauver une partie des dessins. Néanmoins, une autre partie des archives est perdue ainsi que des travaux en cours d'exécution et des stocks de bois.
Après l'incendie, les locaux sont rebâtis avec plus d'unité et modernisés. Ils occupent désormais plus de 1 000 m2. La lumière et l'air y pénètrent abondamment. Une machine à vapeur est installée. Néanmoins, la joie de cette réouverture est de courte durée car une autre fille de Charles décède de maladie, Marie, le 21 août 1890.

### Fin de vie et décès (1893)

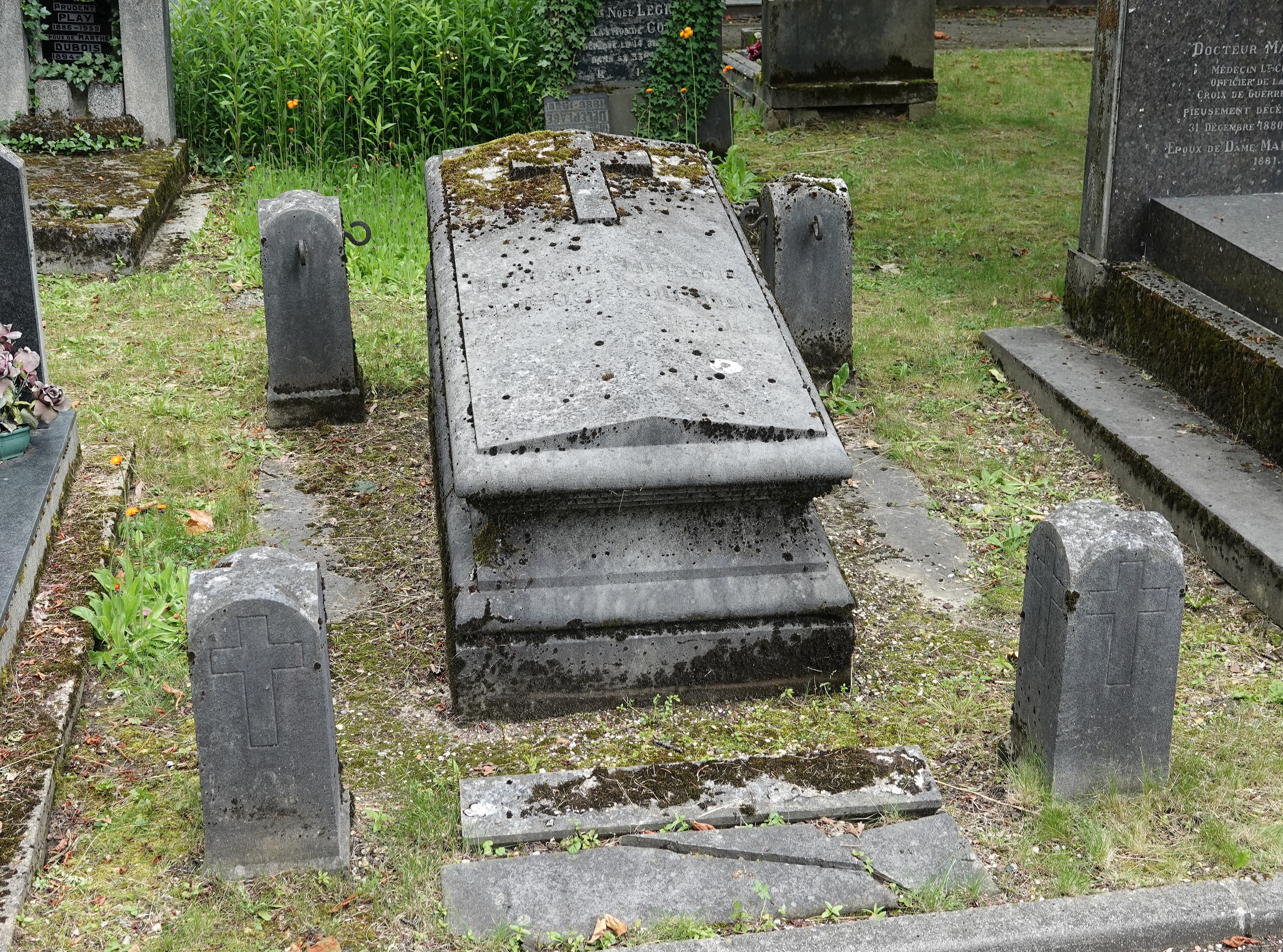
Tombe de Charles Buisine au cimetière de l'Est de Lille, localisation B17, face A11-30

Quelque temps plus tard, il tombe malade d'une mystérieuse maladie et subit plusieurs traitements sans résultats. Il trouve néanmoins consolation dans la foi et dans l'amour de ses enfants.
Il meurt le 2 mai 1893 à Lille, pieusement, à l'âge de 72 ans. Ses funérailles attirent des gens de tous horizons dont de nombreux ecclésiastiques. Il est enterré au cimetière de l'Est et repose aujourd'hui avec sa femme Palmyre dans une tombe au nom de son fils Edouard et de sa belle fille Hélène Courtois.
Quelque temps après sa mort, Marie-Alphonse Sonnois, archevêque de Cambrai, visite les ateliers Buisine désormais dirigés par Edouard, le fils de Charles.

## Personnalité
Charles Buisine incarne l'idéal bourgeois catholique de la fin du XIXème siècle, celui d'un homme ayant prospéré grâce à son travail et son talent, bon père de famille, charitable et bon chrétien.

### Caractère et apparence
Buisine est un homme à l'esprit fort et indépendant. Talentueux, peut être surdoué dans son enfance, il se révèle un brillant autodidacte. Une fois adulte, son apparence un peu rude le fait ressembler à un soldat. Il aime vivre simplement, ne boit pas et se nourrit frugalement. S'il ne souhaite aucun luxe dans ses vêtements, il aime néanmoins qu'ils soient parfaitement propres. Il est aussi très ordonné dans son quotidien. Il se déplace avec une canne de jonc et ne tolère aucun parapluie. Un de ses plaisirs est de fumer sa pipe en terre grise qui, si elle se brise, est remplacée automatiquement par une identique.
Néanmoins derrière cette apparence un peu rude, il s'avère être un homme raffiné, sensible voir émotif. Profondément amoureux de sa femme, il n'a pas de plus grand bonheur que d'être avec elle et avec ses nombreux enfants,. Accordant beaucoup d'importance aux valeurs familiales, il s'occupe de son père dans son grand âge et de sa sœur non mariée en les accueillant à son domicile.

### Religion
Catholique pieux, il assiste régulièrement aux offices religieux avec sa famille et prie régulièrement au cours de sa journée de travail. À Lille, il avait l'habitude de se découvrir et de réciter un Ave Maria quand il passait devant une statue de la Vierge Marie.
Sociable, il est membre, comme toute sa famille, de la société de Saint Joseph. Cette société fondée par Edouard Lefort en 1836 regroupe des jeunes de toutes conditions. Il s'agit d'un des premiers patronages catholiques où les gens se rassemblent pour se divertir.
Charitable, il fait partie de la société de Saint-Vincent-de-Paul et nourrit parfois lui-même les pauvres.

### Opinion politique
Royaliste comme tous les membres de sa famille, il rencontre en 1848 le Comte de Chambord à Wiesbaden pour lui présenter ses hommages. Après la guerre de 1870, il est même un des « membres les plus ardents du parti légitimiste de Lille ». Il organise des banquets en 1879 et 1880 dans ses ateliers destinés à sensibiliser l'opinion à la cause royaliste. Quelque temps après la guerre, il se présente également comme candidat royaliste au conseil municipal du faubourg Saint-Maurice mais il n'est pas élu.
Bien que fortement opposé aux idées républicaines et ayant même été arrêté brièvement pour avoir osé crier « À bas la république ! », il finit par accepter cette dernière à la suite du ralliement de Léon XIII.

## Elèves et apprentis
Charles Buisine-Rigot a formé au cours de sa carrière plusieurs apprentis dans ses ateliers :
- Gustave Pattein, ébéniste, sculpteur, fondateur de l'entreprise portant son nom à Hazebrouck et spécialisé dans l'ameublement d'église et la statuaire religieuse. Il est présent dans les ateliers vers 1872[27].
- Léopold Lefebvre, sculpteur, fondateur des ateliers Lefebvre-Lenclos de Beuvry et spécialisé dans l'ameublement d'église et la statuaire religieuse.
- Albert Darcq (1848-1895), sculpteur, présent dans l'atelier vers 1866[28],[29].
- Charles van de Poele (1846-1892), fils d'un fabricant de meubles, il est présent dans l'atelier vers 1865[30]. Il s'intéresse à l'électricité très tôt et déménage aux États-Unis en 1869. Van Depoele dépose 249 brevets dont celui sur le chemin de fer électrique en 1883 et surtout le tramway électrique en 1890.

## Descendance

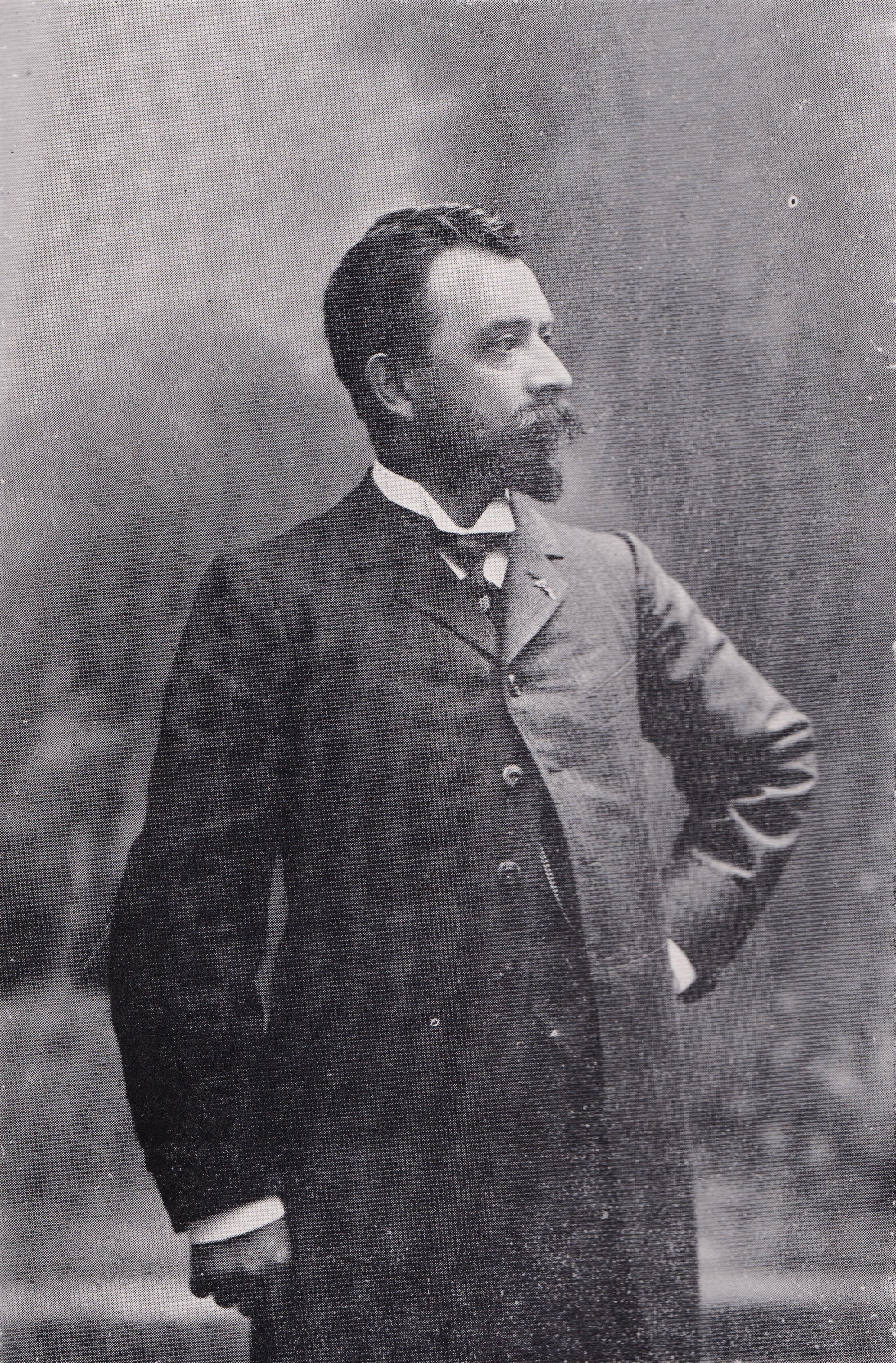
Edouard Buisine par Louis Piccolati

Son fils, Édouard Buisine (1856-1935), reprend les Ateliers Buisine.
Sa fille, Thérèse Buisine (1849-1922), se marie avec un certain Régis Héaulme en 1874. Ensemble, ils reprennent un commerce lillois de broderie et d'ornements d'église. La société appelée « Héaulme-Buisine » se transmet dans la famille sur plusieurs générations et ferme finalement ses portes entre 1975 et 1978.

## Distinction et récompenses
- 1863 : Médaille de vermeil décernée par la Société des Sciences, de l'Agriculture et des Arts de Lille[32].
- 1866 : Médaille d'or décernée par la Société des Sciences, de l'Agriculture et des Arts de Lille[33]. Cette médaille récompense la création de la chaire de l'église Saint-Jean-Baptiste d'Arras (aujourd'hui détruite)
- 1870 : Exposition romaine
  - Médaille d'encouragement[15],[17]
- 1878 : Exposition Universelle de Paris[20]
  - Médaille d'or
- 1882 : Exposition internationale d'art industriel (au Palais Rameau de Lille)[24]
  - Médaille d'or décernée à l'unanimité par le jury international[23]
  - Médaille d'argent décernée par la Société des architectes du Nord de la France[34]
  - Médaille décernée par la Société des entrepreneurs du Nord

## Œuvres
L'entreprise Buisine-Rigot travaille surtout le bois mais aussi la pierre, le marbre et la terre. Signe des temps, les œuvres de Buisine sont très souvent de style néogothique, surtout à partir de 1850. Il s'agit majoritairement d'éléments de mobilier liturgique : autels avec retables, chaires de vérité, banc de communions, stalles, statues dévotionnelles et décoratives...
Buisine travaille régulièrement pour des architectes (souvent des architectes diocésains) et réalisent des œuvres d'après leurs dessins, les siens ou ceux de son fils Charles. Dans le Nord, il est souvent présenté comme un collaborateur de l'architecte néogothique lillois Charles Leroy mais il a travaillé également pour d'autres architectes célèbres. Nous pouvons mentionner: 
- Alphonse Simil
- Alfred Dauvergne
- Noël Bion
- Alfred Coisel
- Henri Rapine
- Emile Vaudremer
- Henri Révoil

Malheureusement, au XXe siècle, les guerres, les nouveaux aménagements liturgiques et les changements de goût ont parfois entraînés la disparition des œuvres ou affecté le sens et les qualités esthétiques de ces dernières (remise en peinture, suppression et déplacement d'éléments...).

### France
- Agnetz, église Saint-Léger : Maître-autel[24]
- Aire-sur-l'Adour, cathédrale Saint-Jean-Baptiste : Autel néo-byzantin en chêne polychromé[24]
- Amiens :
  - église Sainte-Anne[36]:
    - maître-autel et ses statuettes (1873-1875)[P 4];
    - sièges des célébrants et banc de communion (1881)[P 4]
    - chaire à prêcher (1874, disparue)[P 5] ;
    - stalles du chœur (1895, disparues)[P 5] ;
    - autels de la Vierge[P 6], de Saint Joseph[P 7] et de Saint Vincent de Paul[P 8] (1881) ;
    - lambris à panneaux figurés[P 9],[P 10], clôtures des chapelles du transept ;
    - confessionnaux (vers 1881)[P 11].

- Arras, église Saint-Jean-Baptiste : chaire (détruite lors de la Première Guerre Mondiale)[37]

- Bailleul, église Saint-Vaast : buffet d'orgue.
- Beauval, église Saint-Nicolas[P 12] : 
  - ensemble du maître-autel (autel composite, degré et gradin d'autel, retable architecturé à niche, tabernacle architecturé à dais d'exposition, statues)[P 13] (1888)
  - ensemble des autels secondaires de la Vierge et du Christ du Sacré-Cœur (autels composites, degrés et gradins d'autel, retables architecturés à niche, tabernacles, hauts-reliefs)[P 14](1888)
  - chaire[P 15](1888)
  - paire de confessionnaux[P 16](1888)
  - paire de stalles de célébrant[P 17] (1888)
  - buffet du grand orgue (peut-être détruit en 1925, le buffet actuel serait alors plus récent)[P 18] (après 1888)
  - Christ en croix[P 19] (1888)
- Boulogne sur Mer, basilique Notre-Dame-de-l'Immaculée-Conception : chaire (1869)

Chaire de la basilique Notre-Dame-de-l'Immaculée-Conception de Boulogne-Sur-Mer
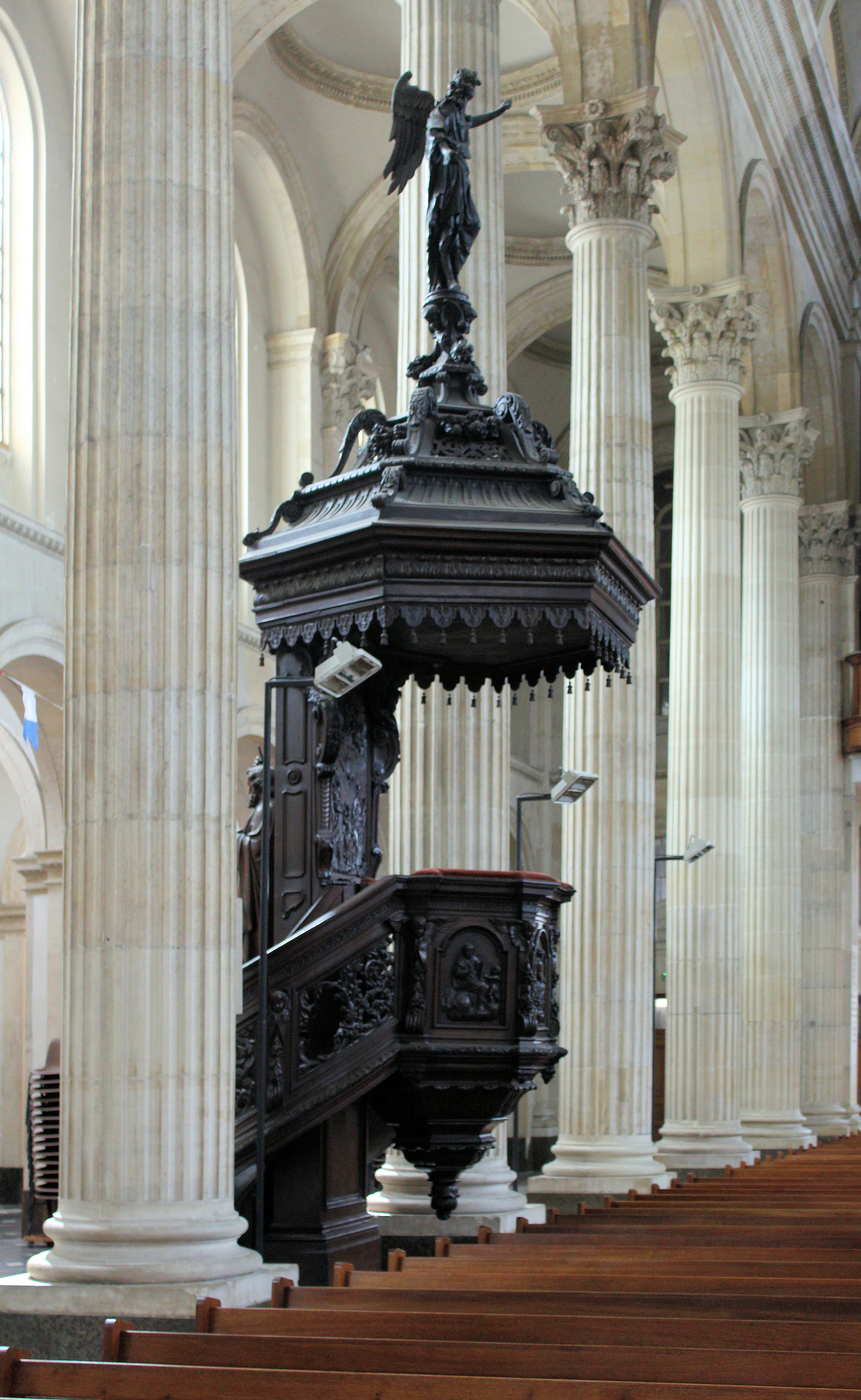
vue depuis la nef
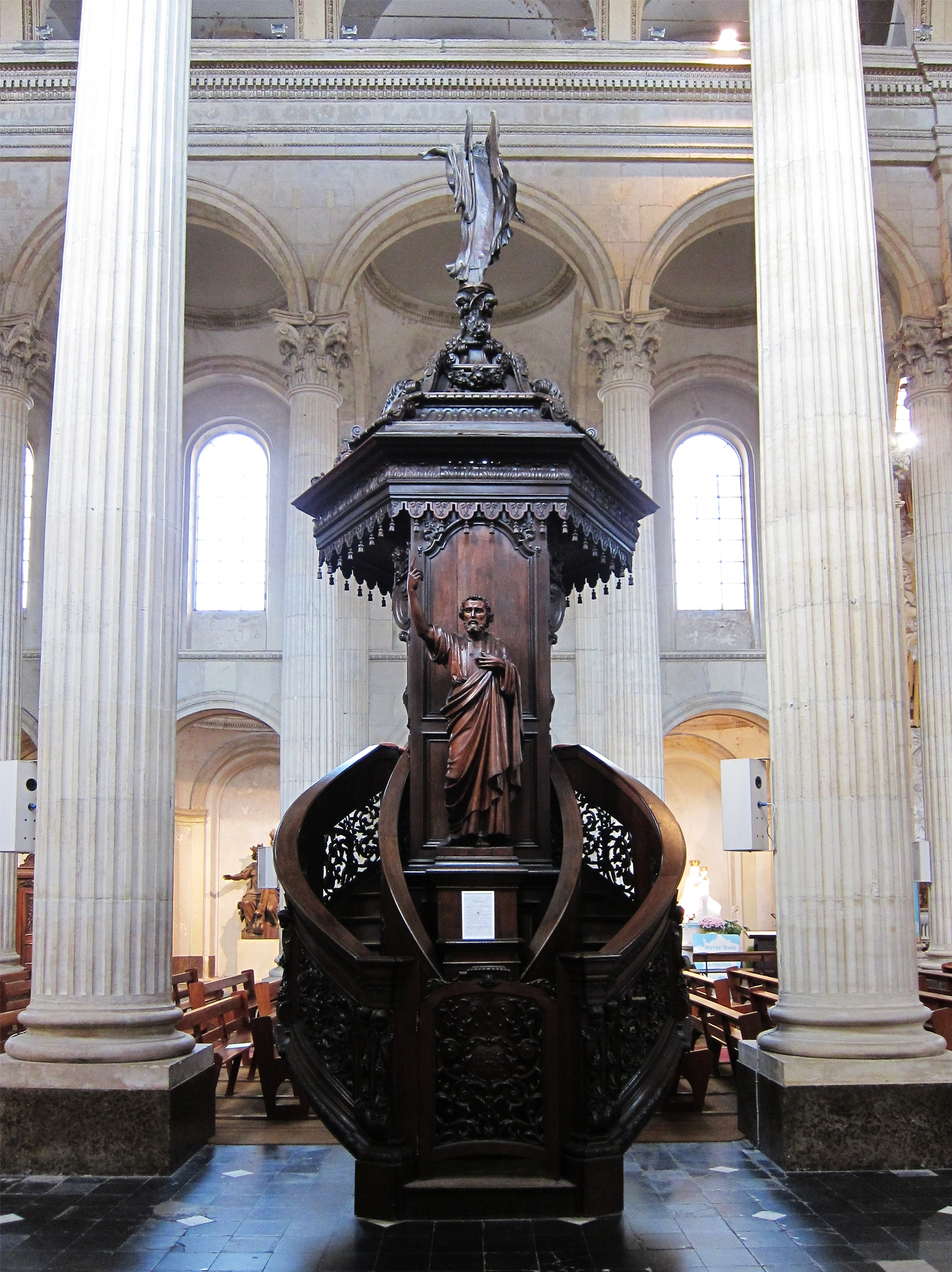
vue depuis la nef latérale
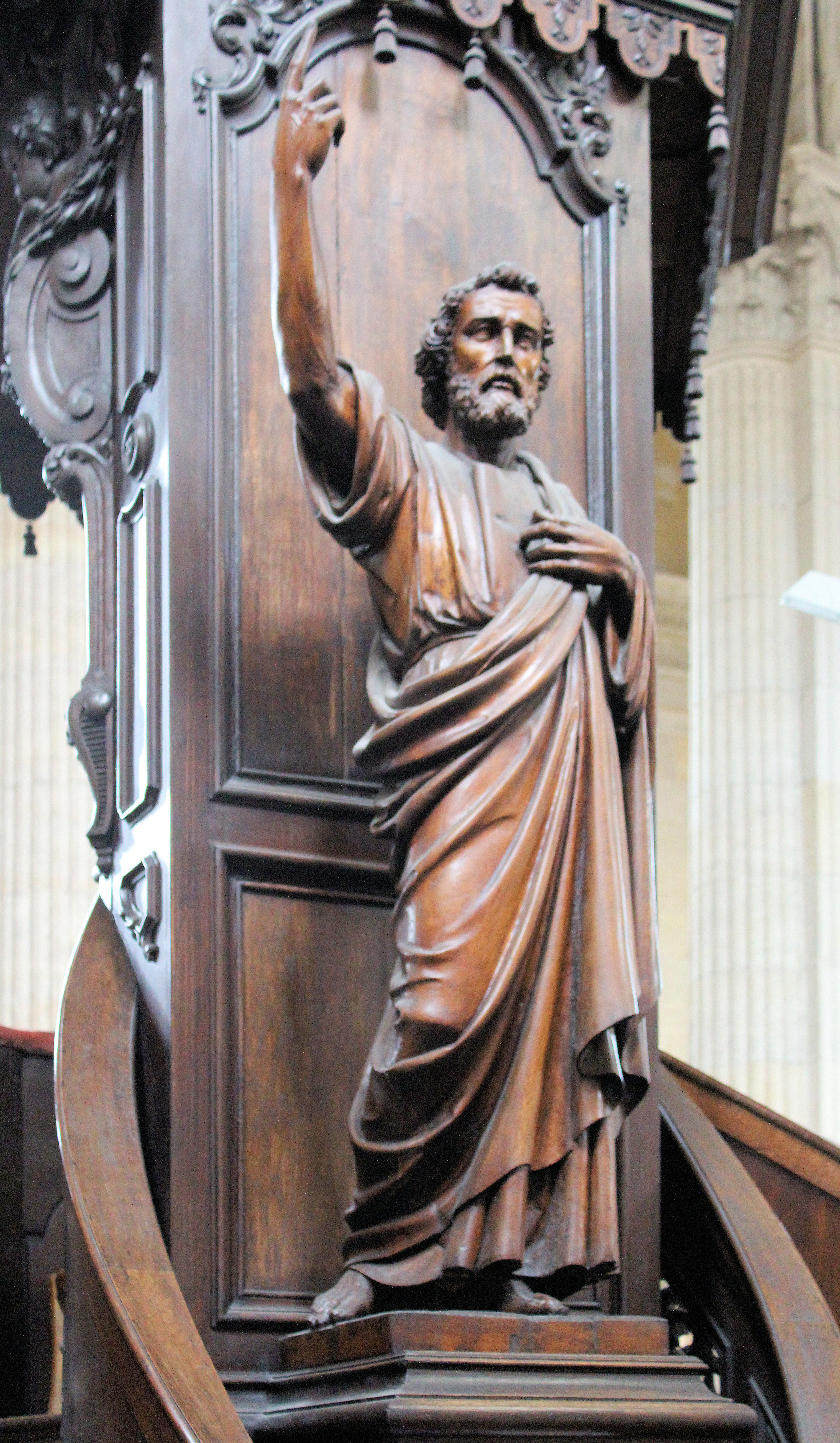
Saint Pierre

- Carly, église Saint-Martin : 3 autels, banc de chœur, chaire à prêcher, confessionnal, fauteuil de célébrant, 2 retables, tribune (à partir de 1890)[P 20]. La chaire est livrée en 1897 par Edouard, le fils de Charles, donc cette commande s'est échelonné entre l'ère du père et celle du fils.
- Chateauneuf-sur-Cher, Basilique Notre-Dame-des-Enfants : chaire, stalles, buffet d'orgue et confessionnaux.

Chaire de la basilique Notre-Dame-des-Enfants de Chateauneuf-sur-Cher
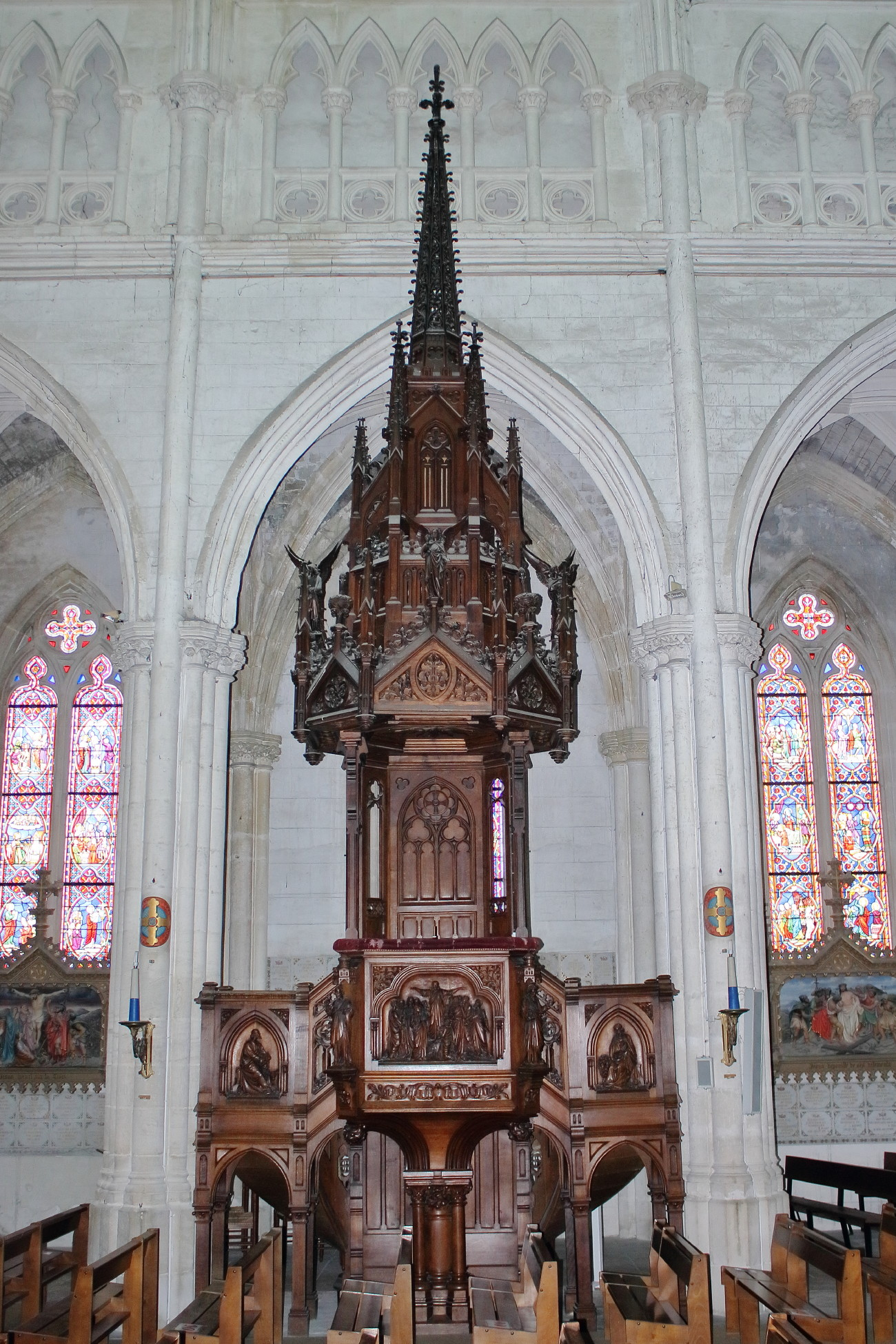
Vue générale
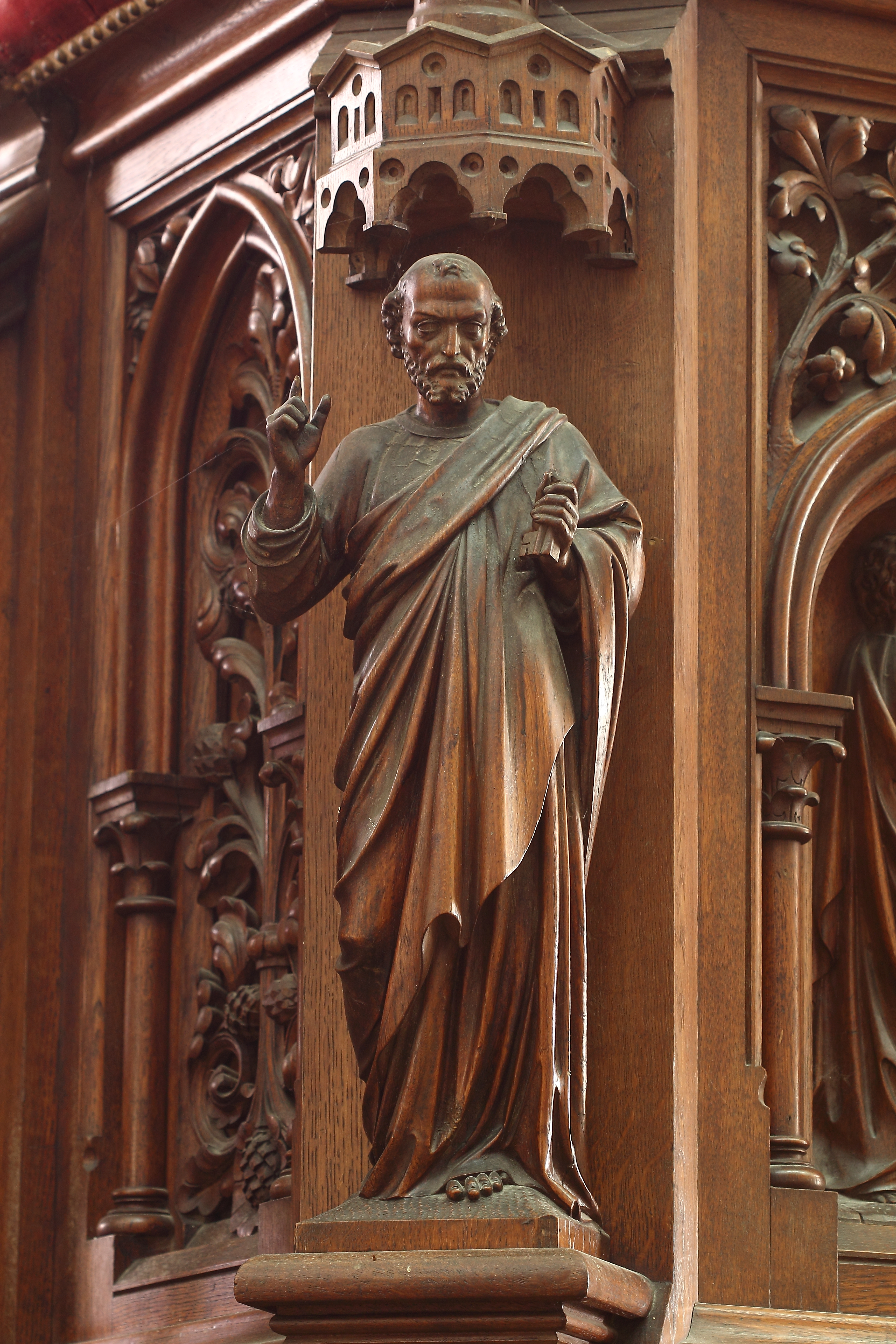
Saint Pierre.
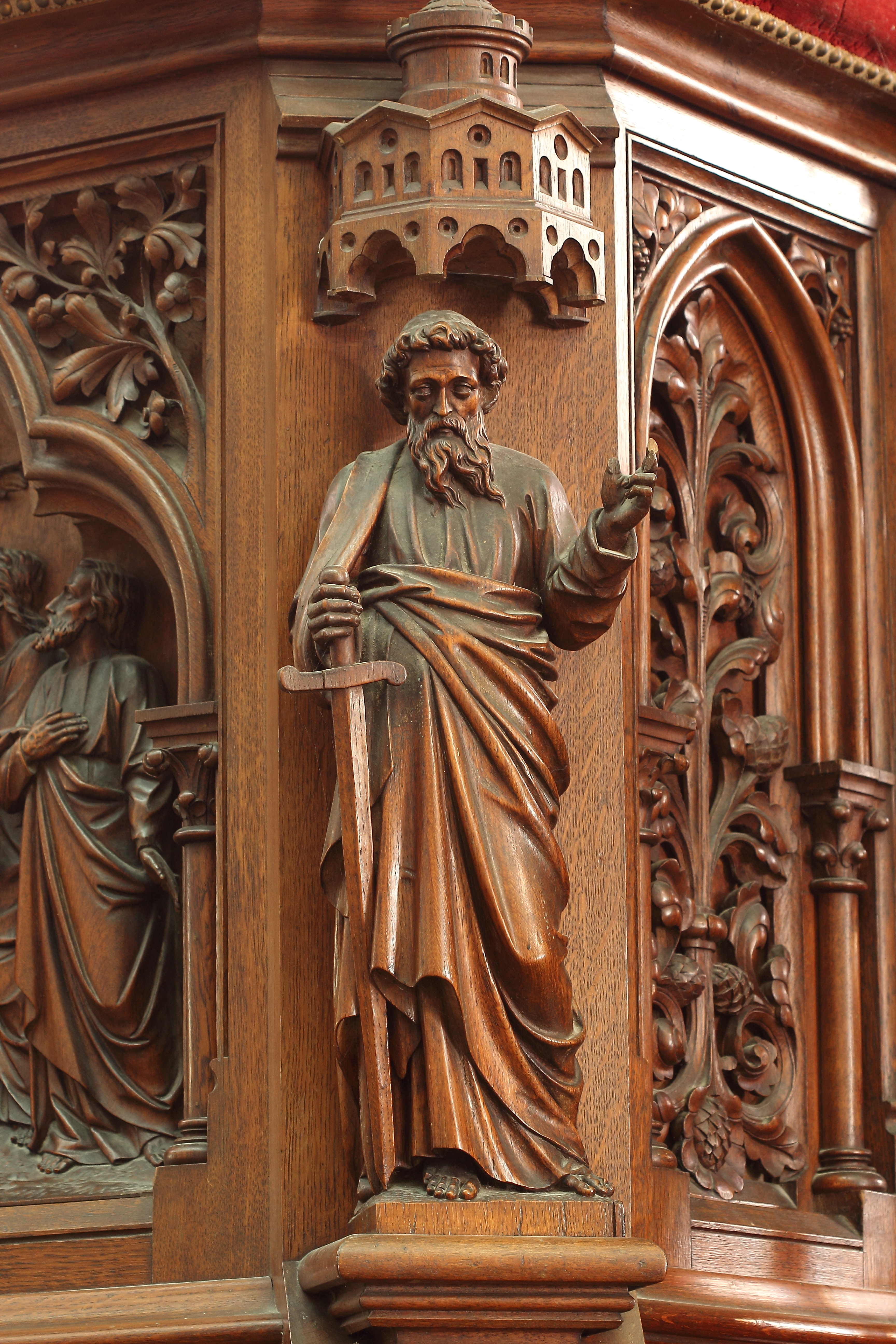
Saint Paul
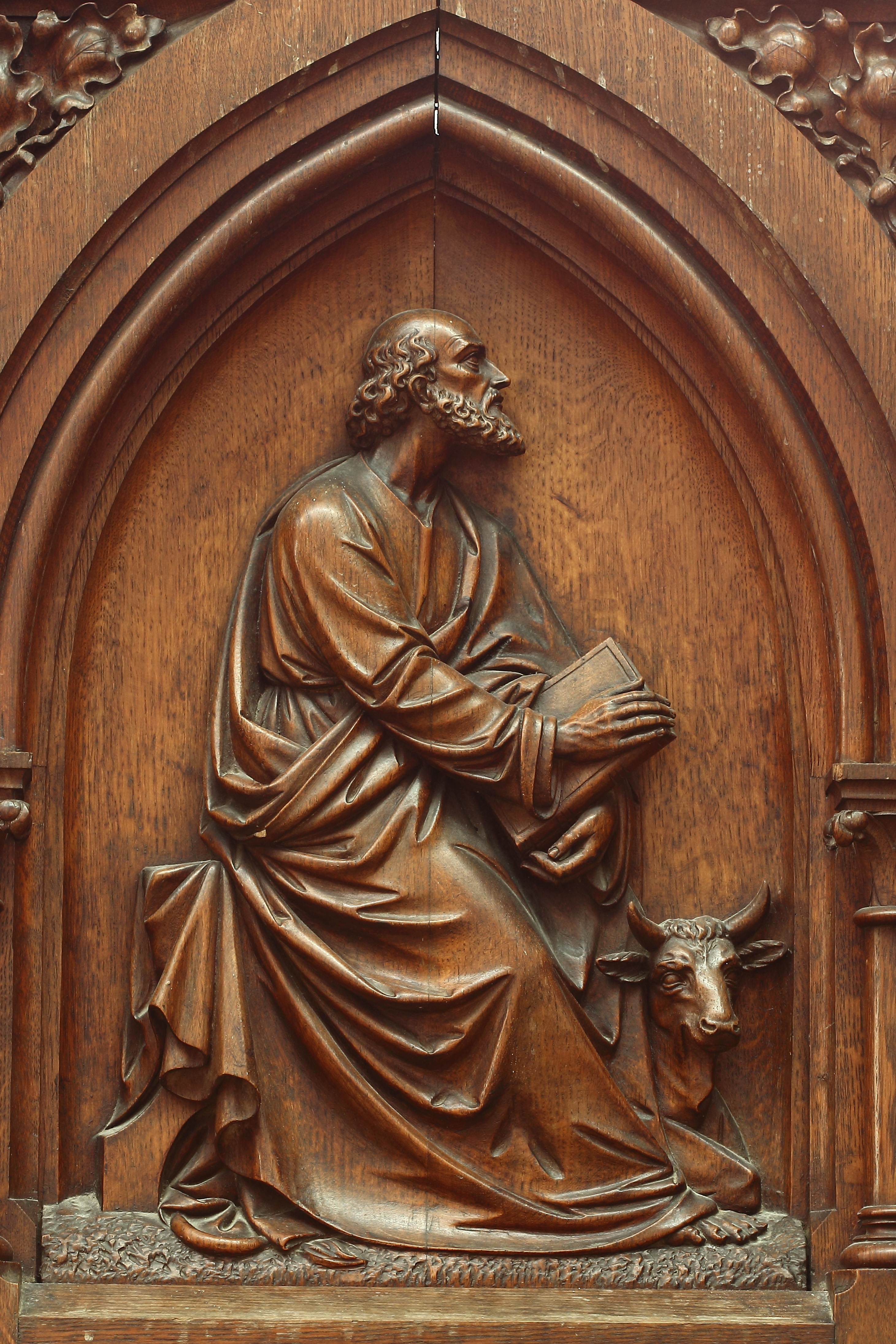
Saint Luc
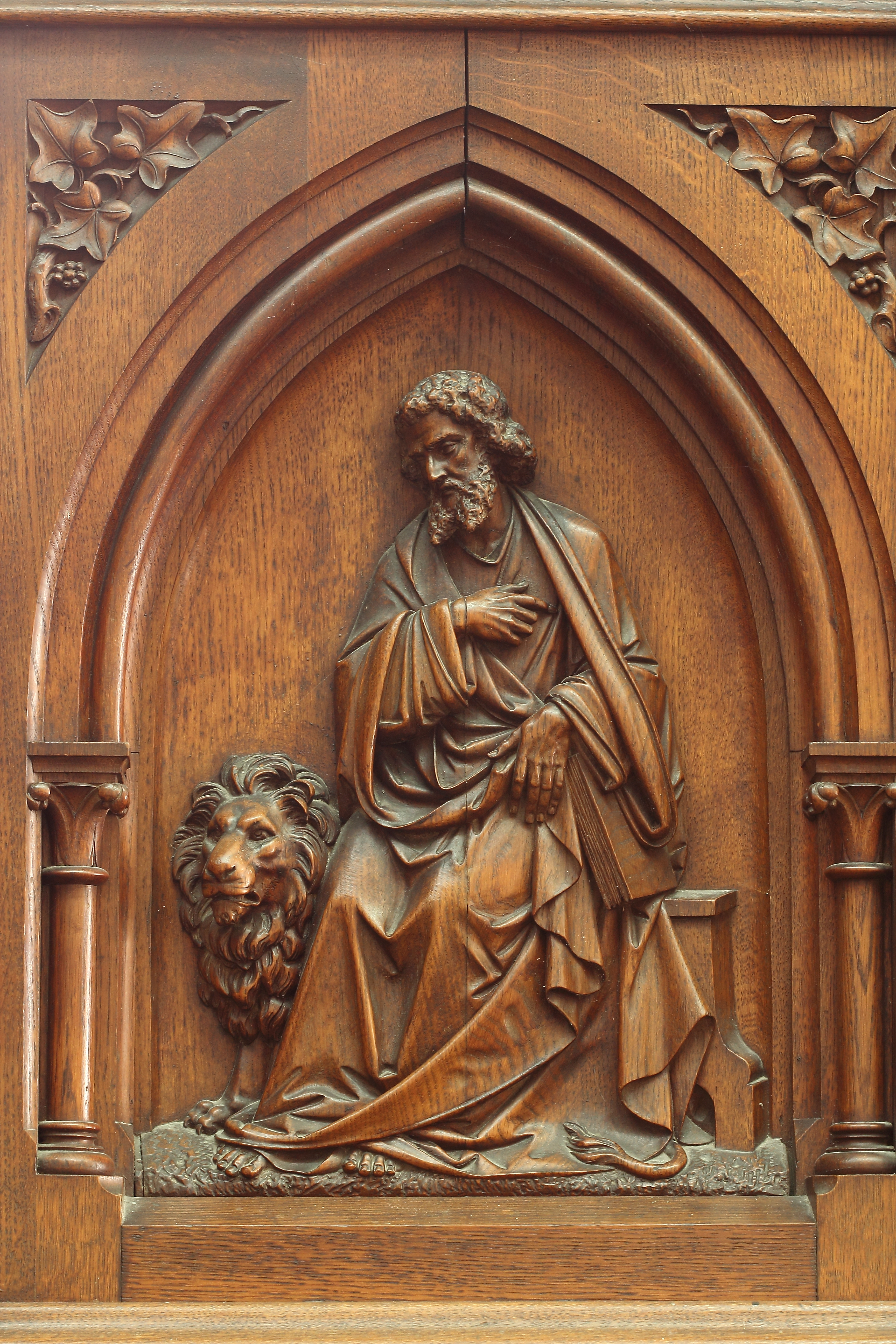
Saint Marc

Confessionaux, orgue et stalles de la Basilique Notre-Dame-des-Enfants
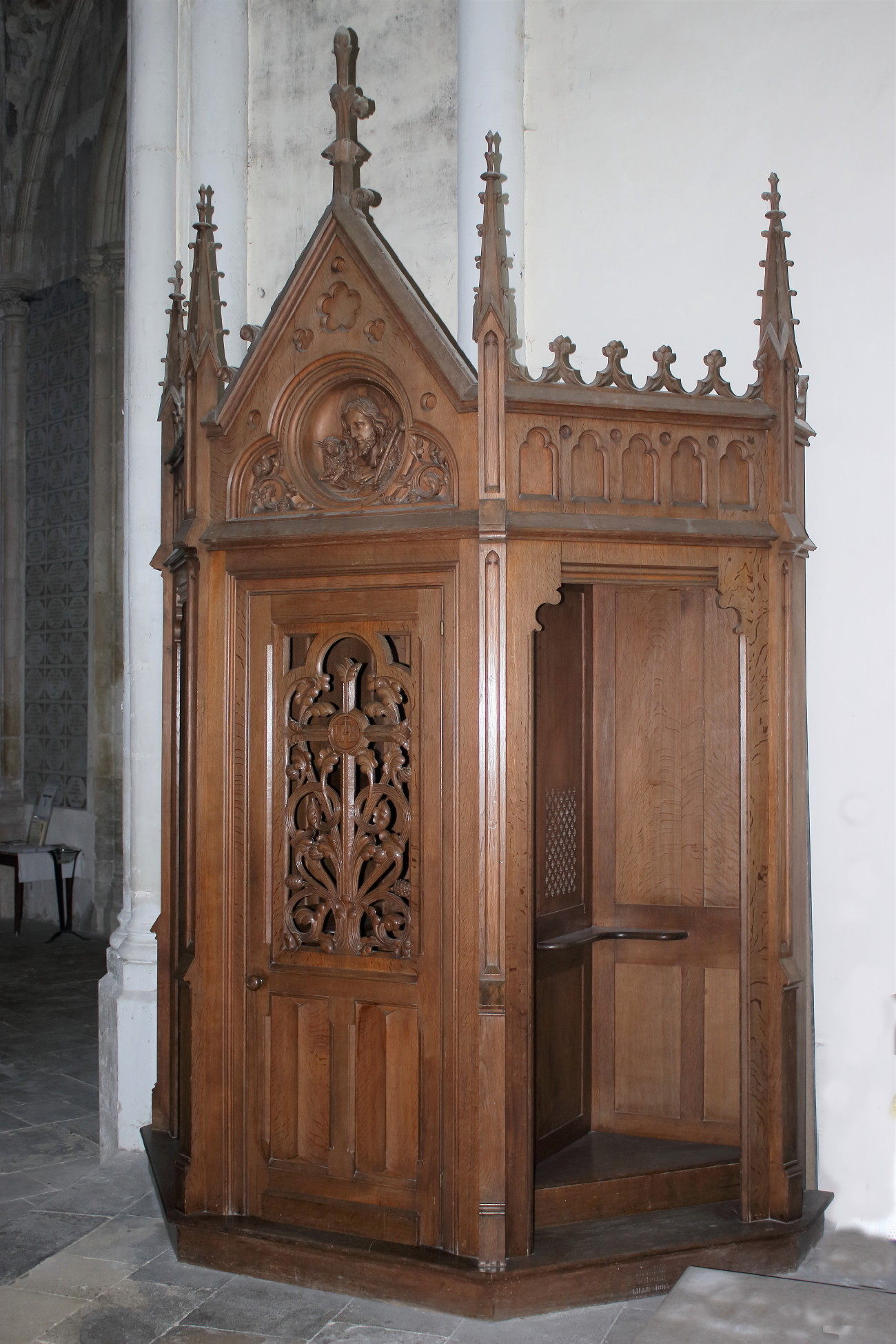
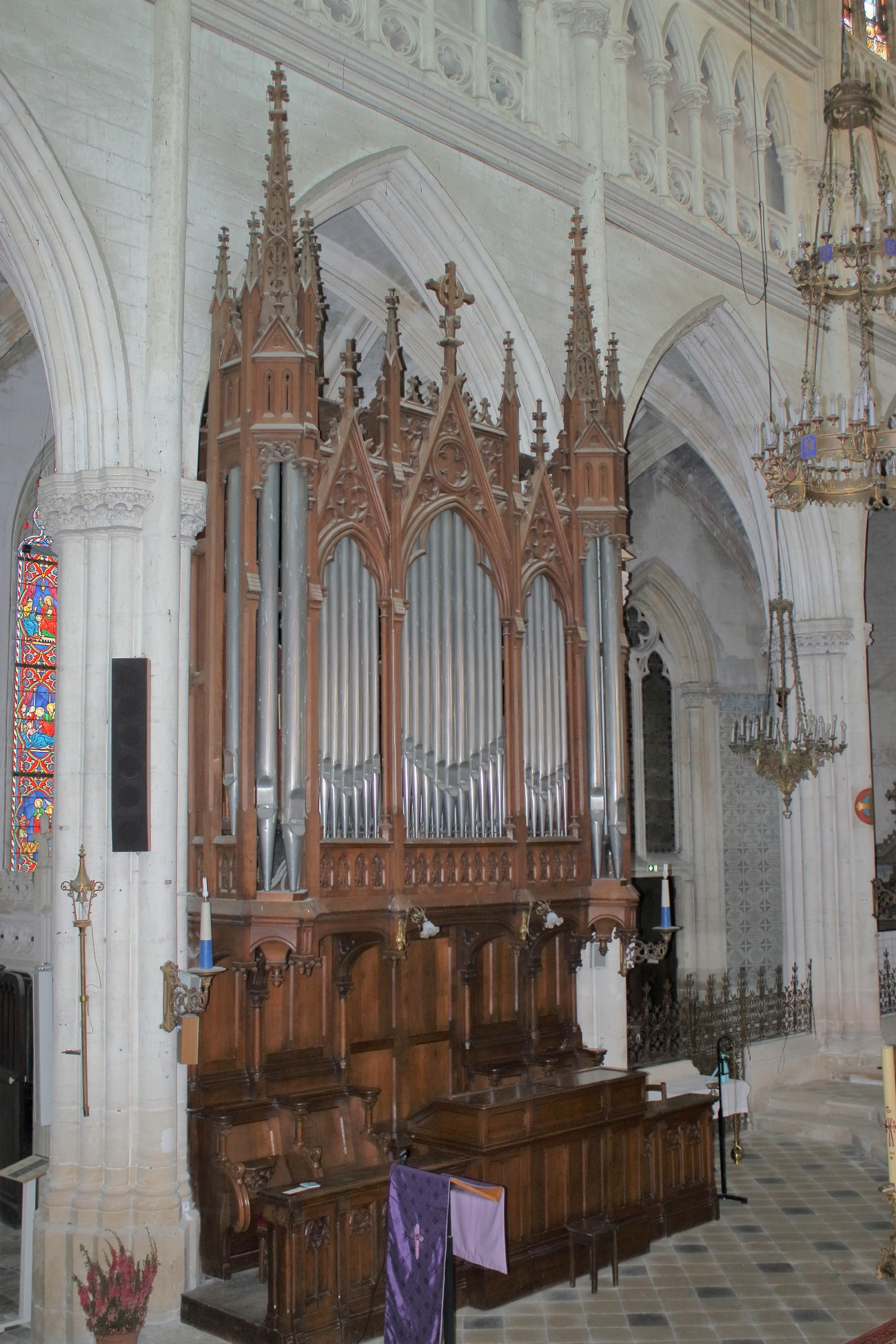
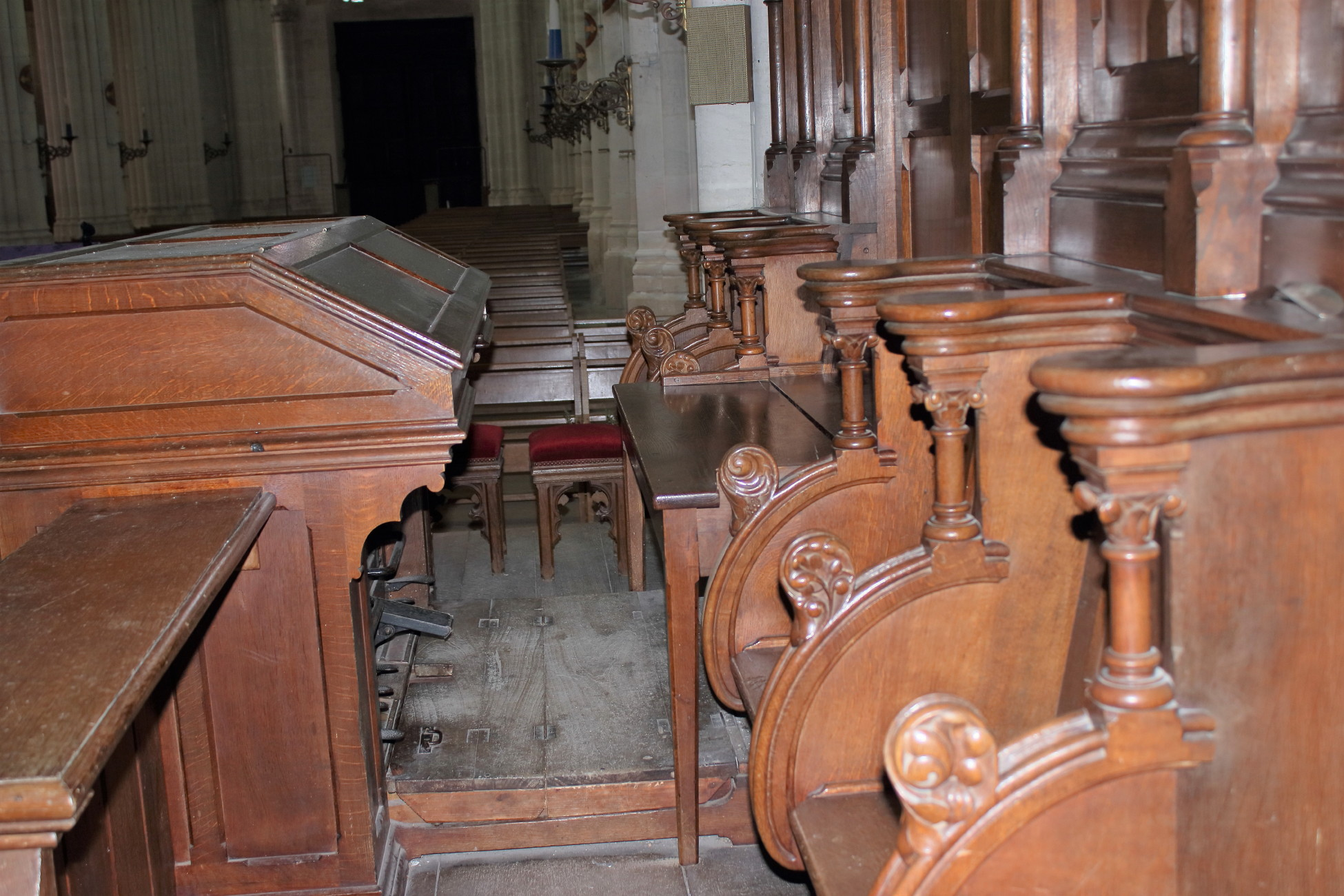

- Douvrin, église du Sacré-Cœur : Chaire (1881, restaurée en 1936)[P 21]. Elle repose sur le même démon que la chaire d'Arequipa.
- Lille, église Sainte-Catherine[38] : Restaurations : banc d'œuvre (vers 1860). Créations : statues de Saint Pierre et Saint Paul placées dans des niches ouvragées (1855), cloisons séparant le chœur des chapelles latérales (vers 1857), boiserie du chœur (vers 1860), de la nef (vers 1870), autel et statues de la chapelle de Notre Dame de Lourdes (1873), stalles[19] représentant les évêques de Cambrai, les fondateurs des ordres religieux et des saints régionaux (1877). Il convient aussi d'ajouter à cette liste les boiseries de la chapelle du Sacré-Cœur par analogie avec celle de Notre-Dame-de-Lourdes.

Œuvres pour l'église Sainte-Catherine de Lille
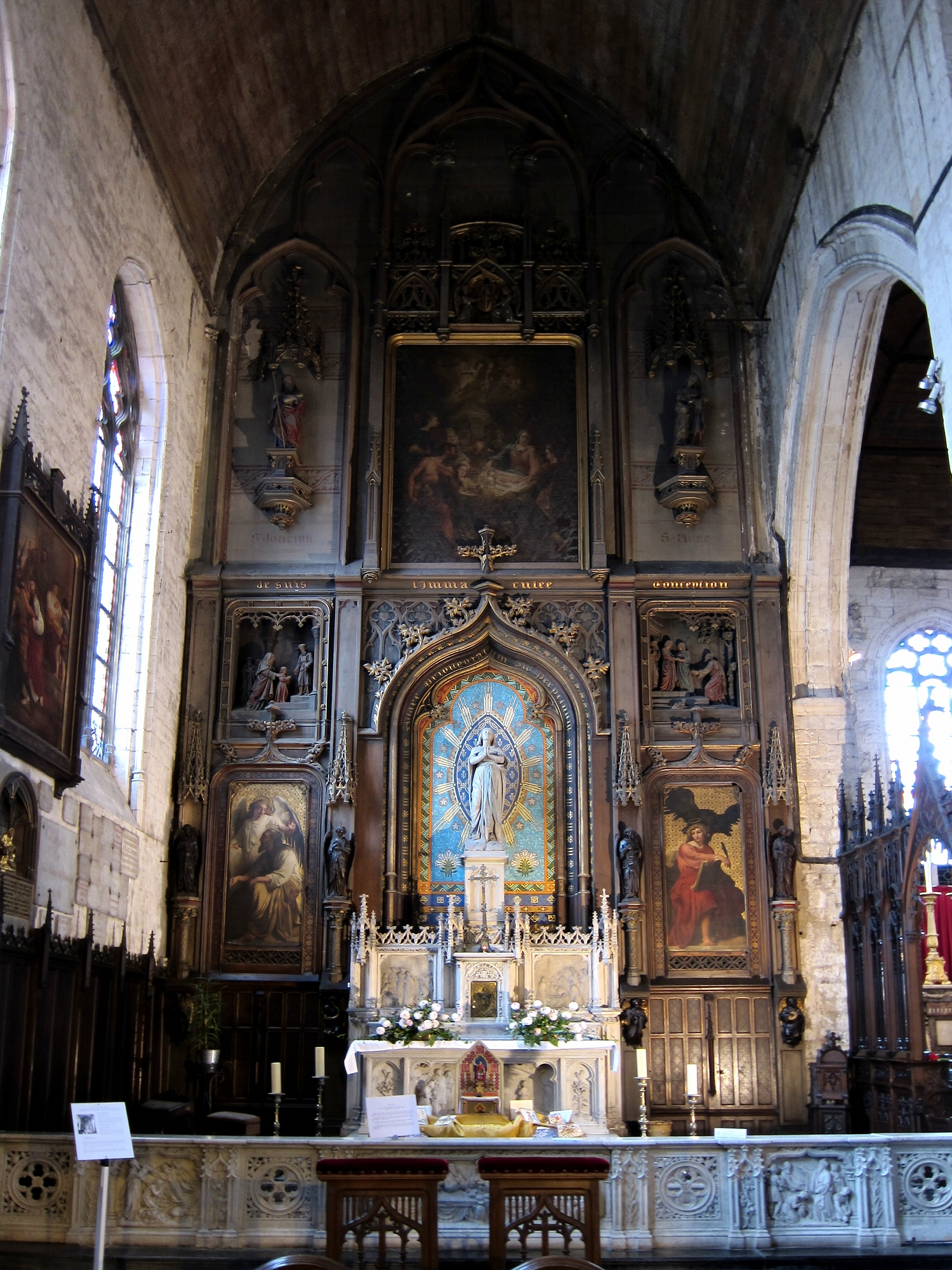
Chapelle de Notre-Dame-de-Lourdes
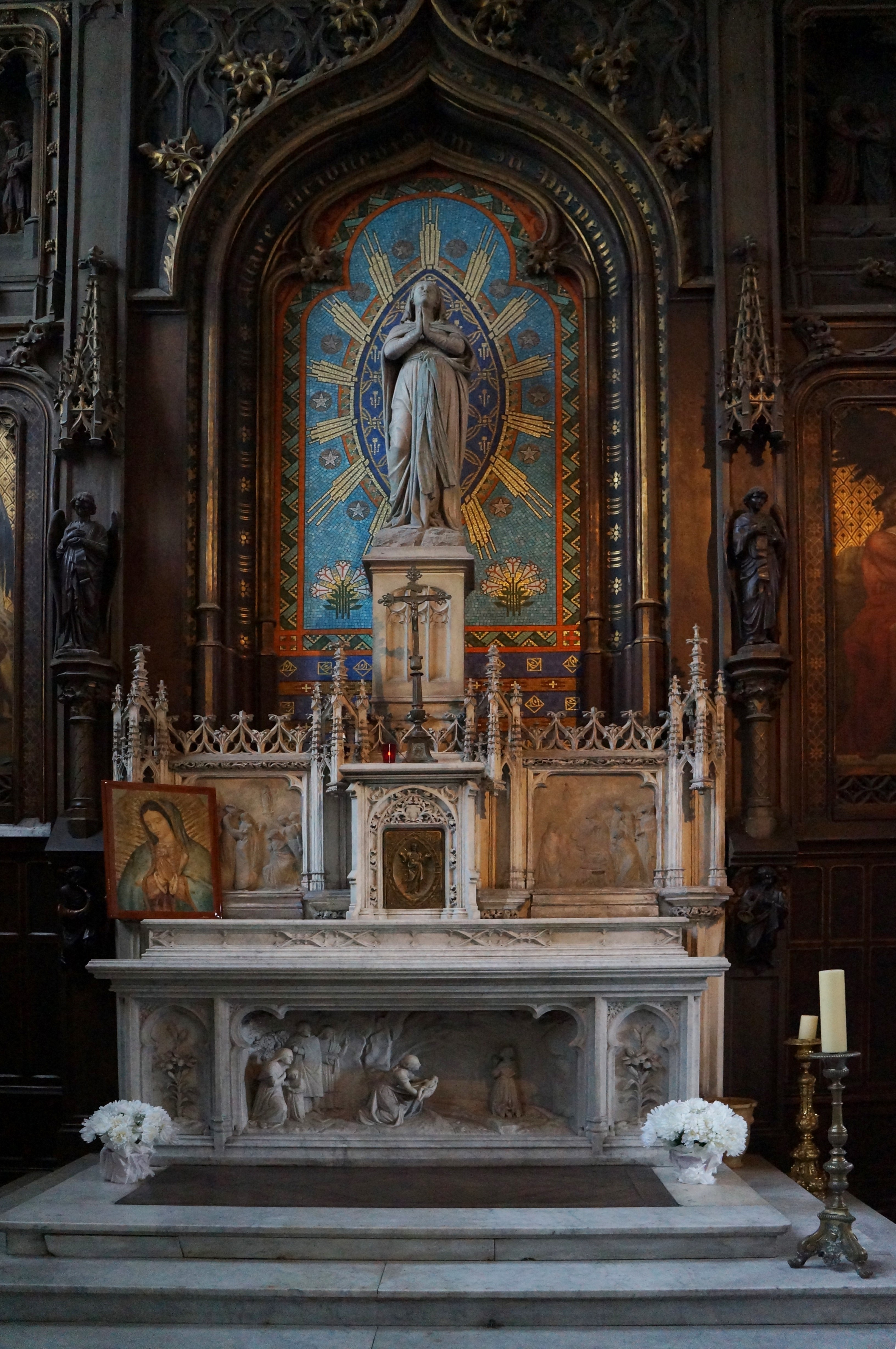
Autel de Notre-Dame de Lourdes (1873)
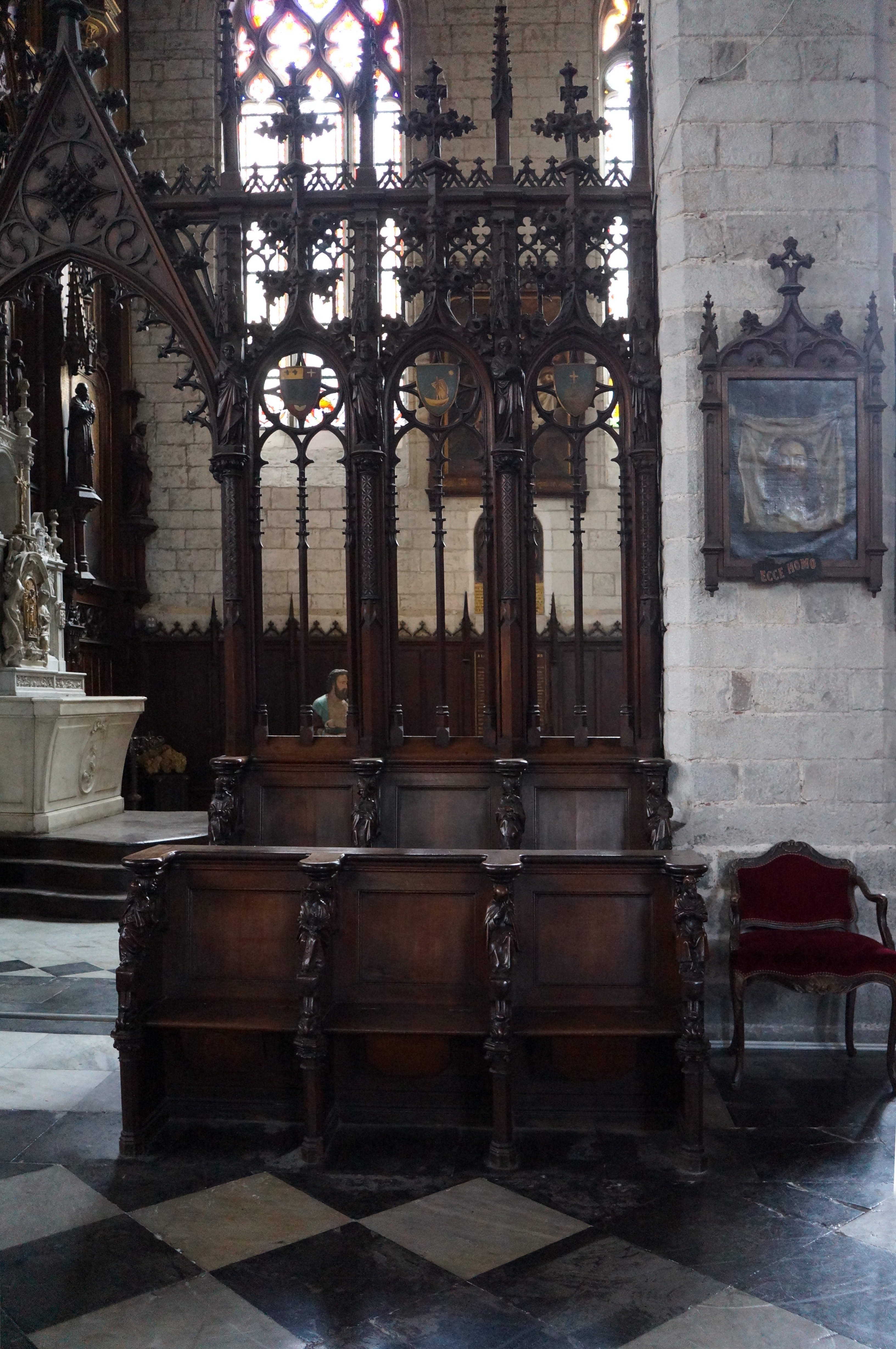
Stalles (1877) et cloison du chœur (vers 1857)
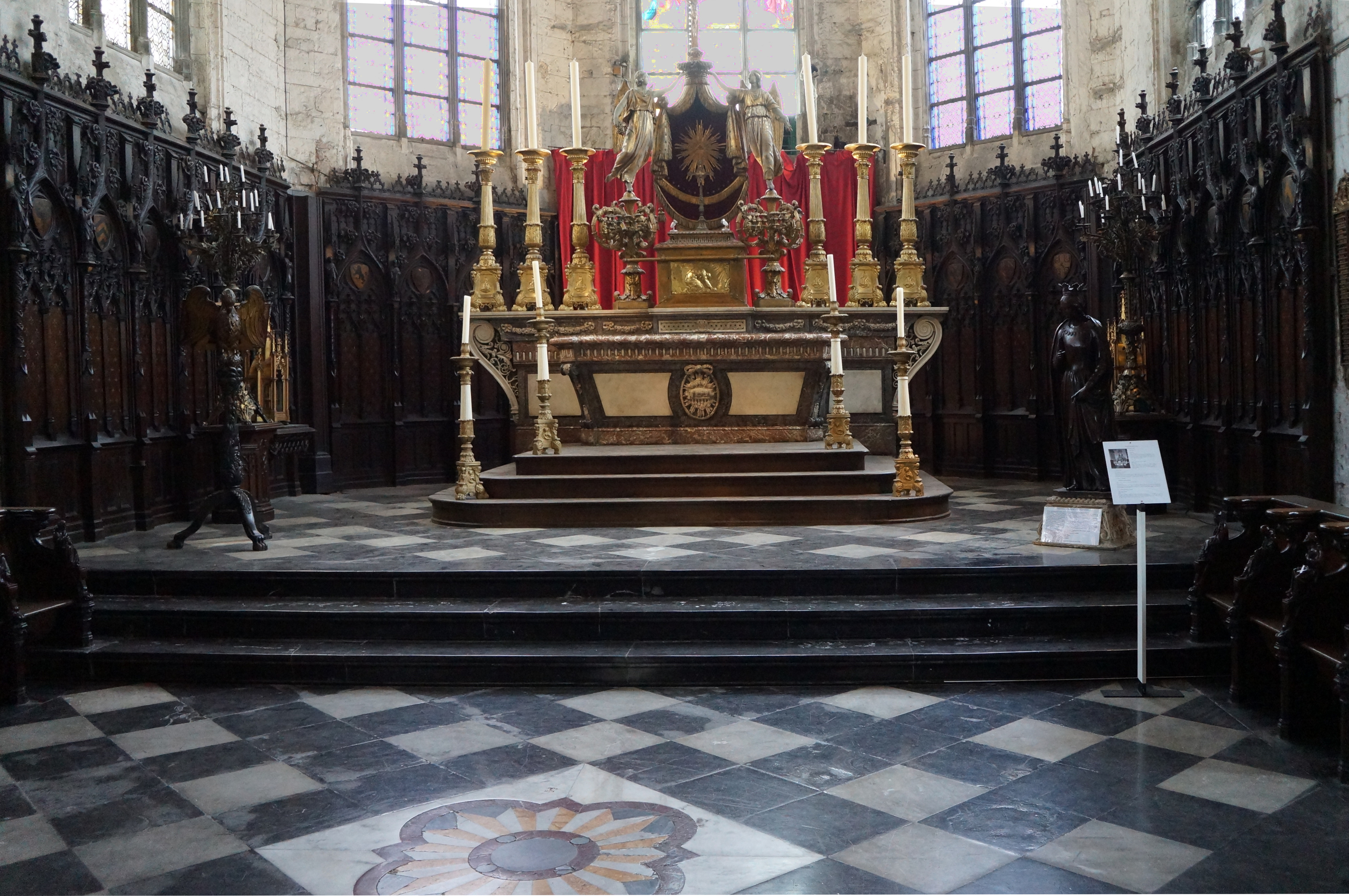
Boiseries du chœur (vers 1860)

- Lille, église Saint-Maurice : Orgue de chœur[P 22], grand-orgue[P 23], maître-autel[P 24], autel de Saint Joseph[P 25],[P 26], autel de Sainte Barbe[P 27], lambris, confessionnaux[P 28].

Mobilier pour l'église Saint-Maurice de Lille
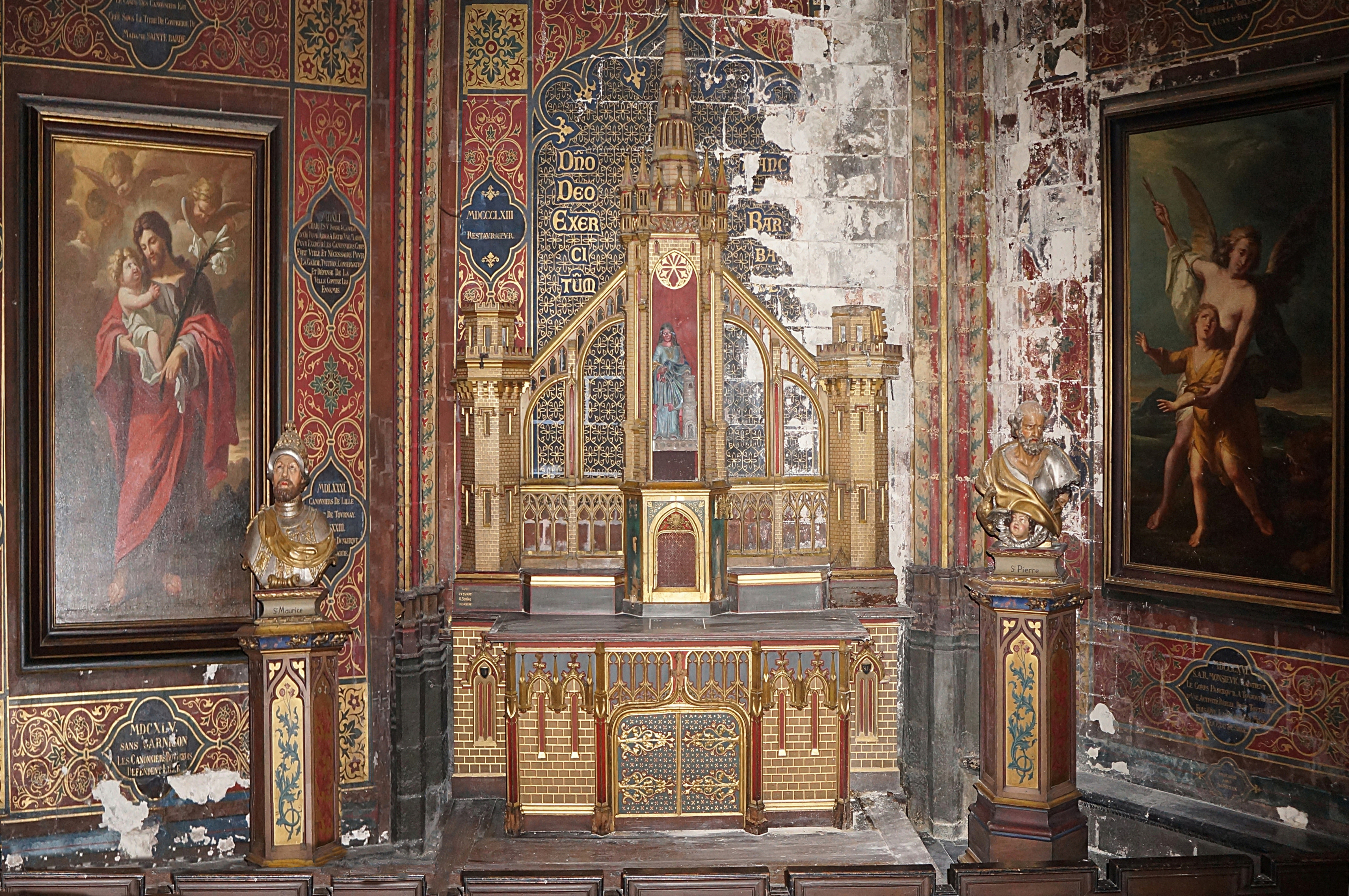
Autel de Sainte Barbe (1863)
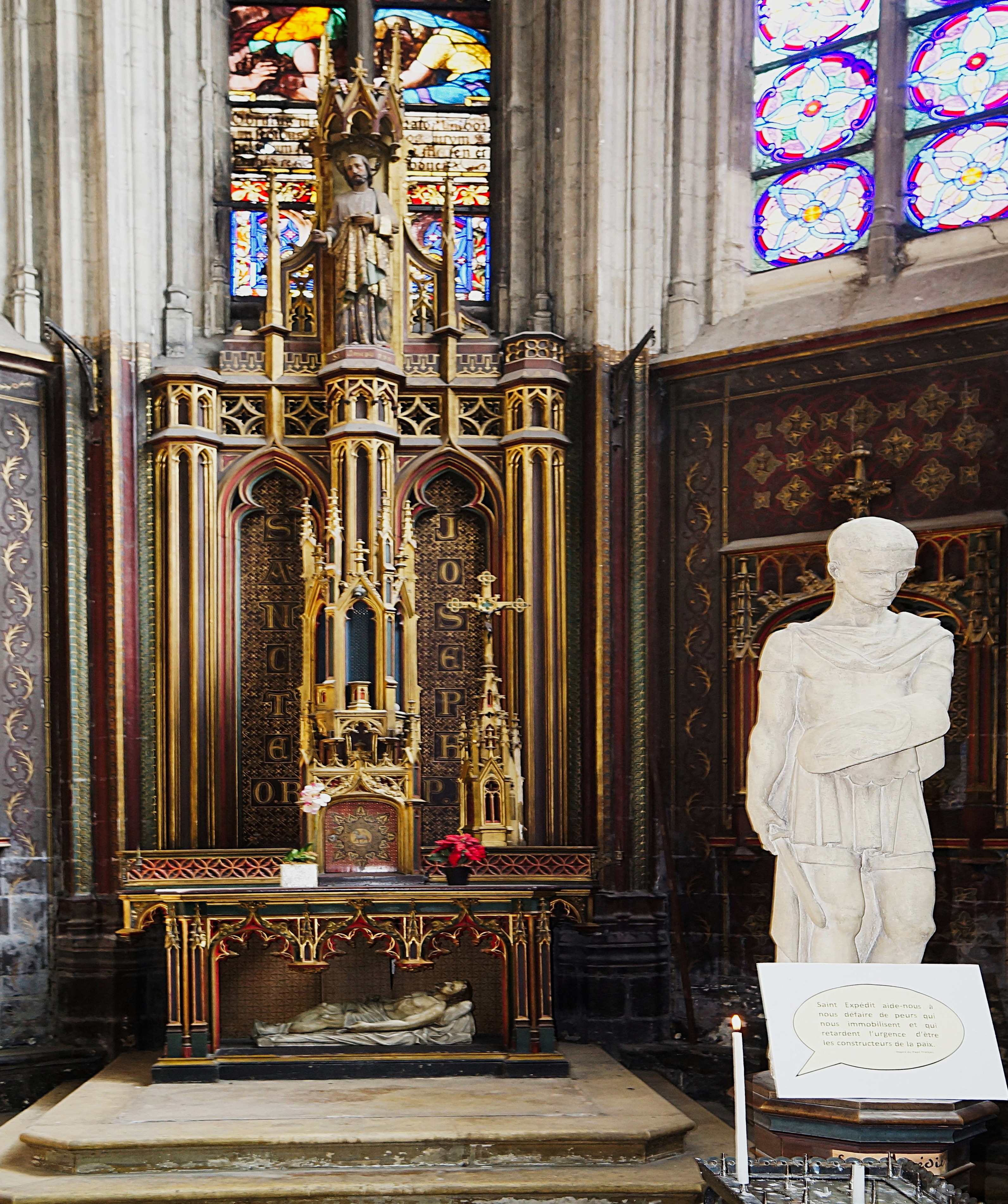
Autel de Saint Joseph
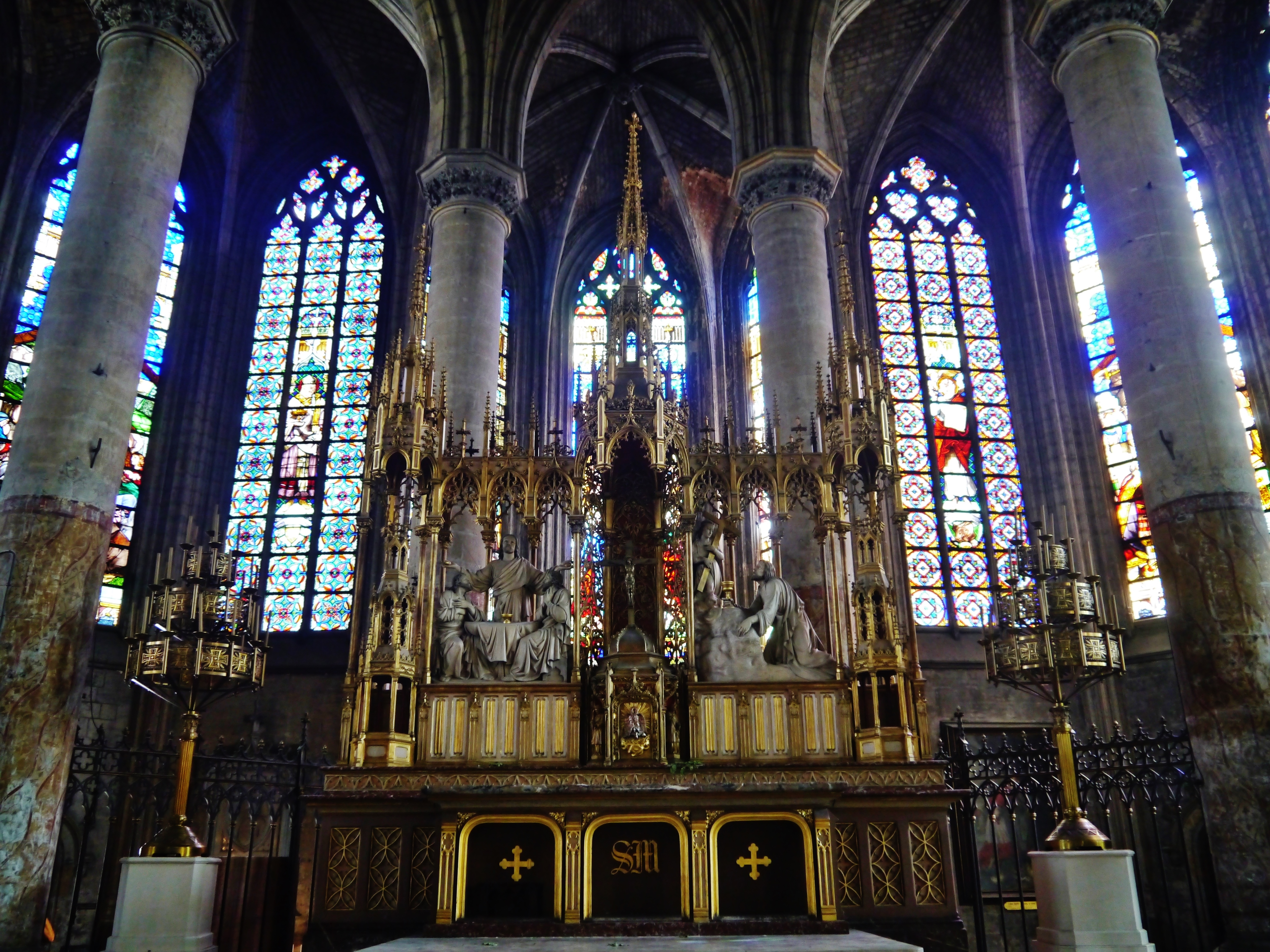
Maître-Autel
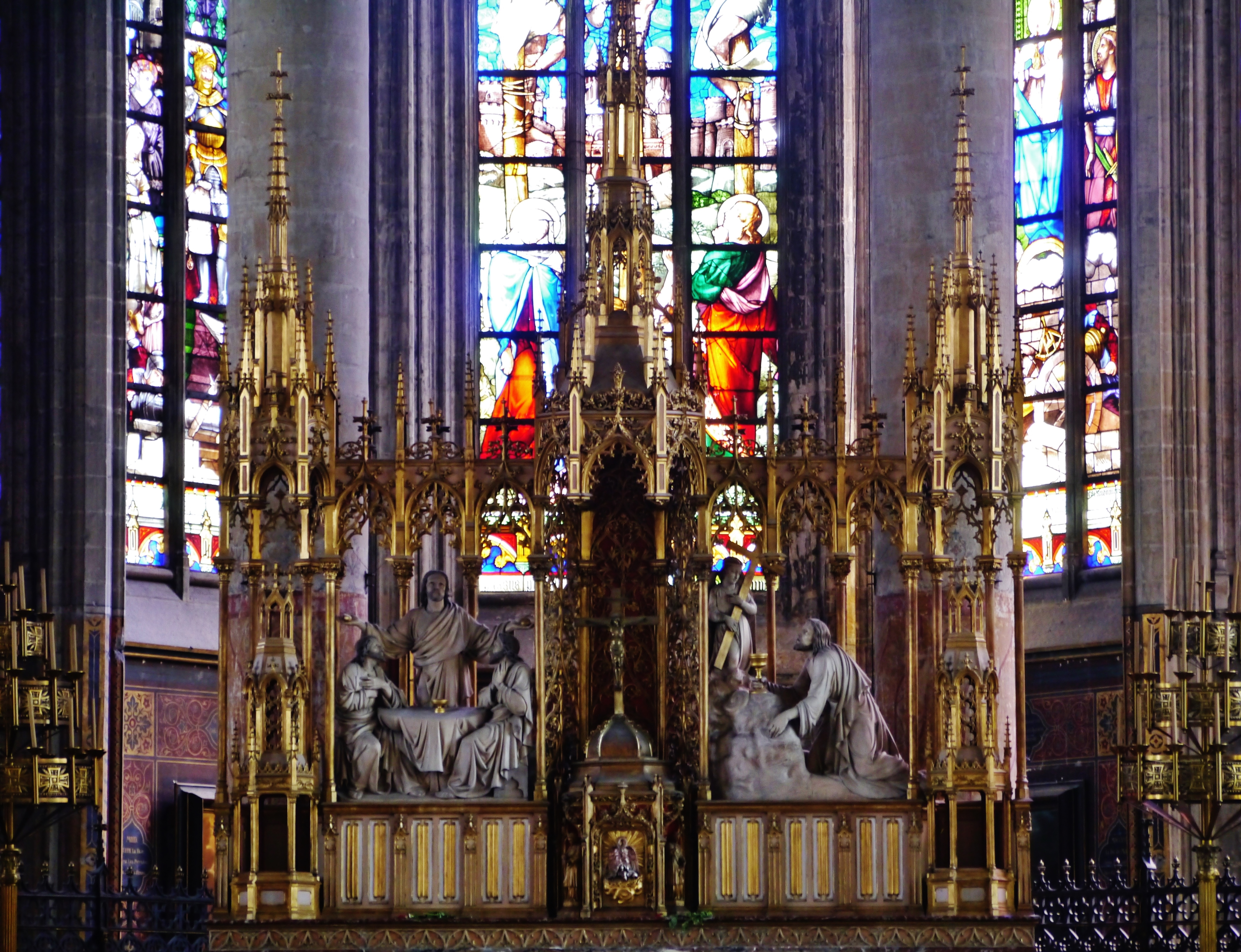
Maître-Autel
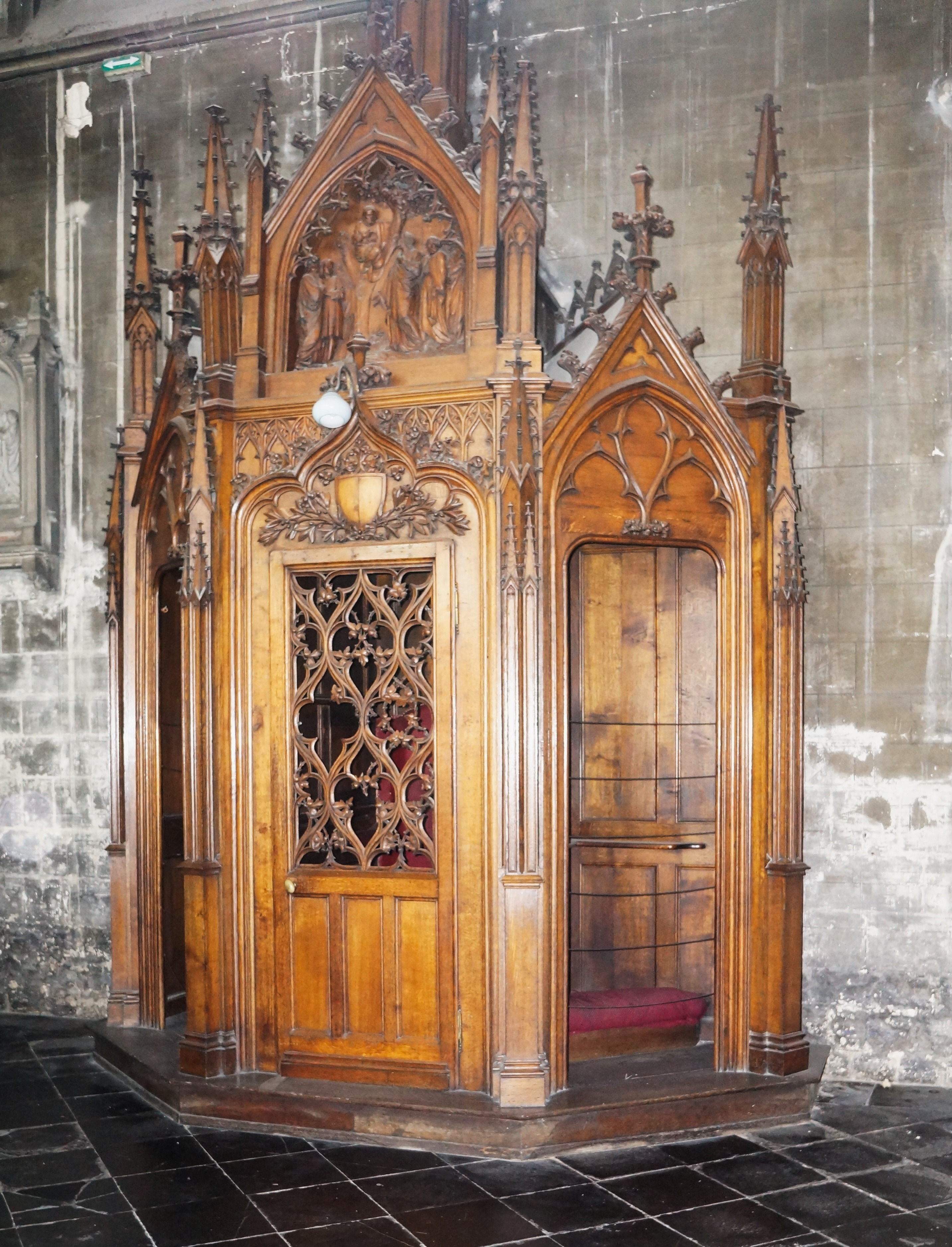
Confessionnal
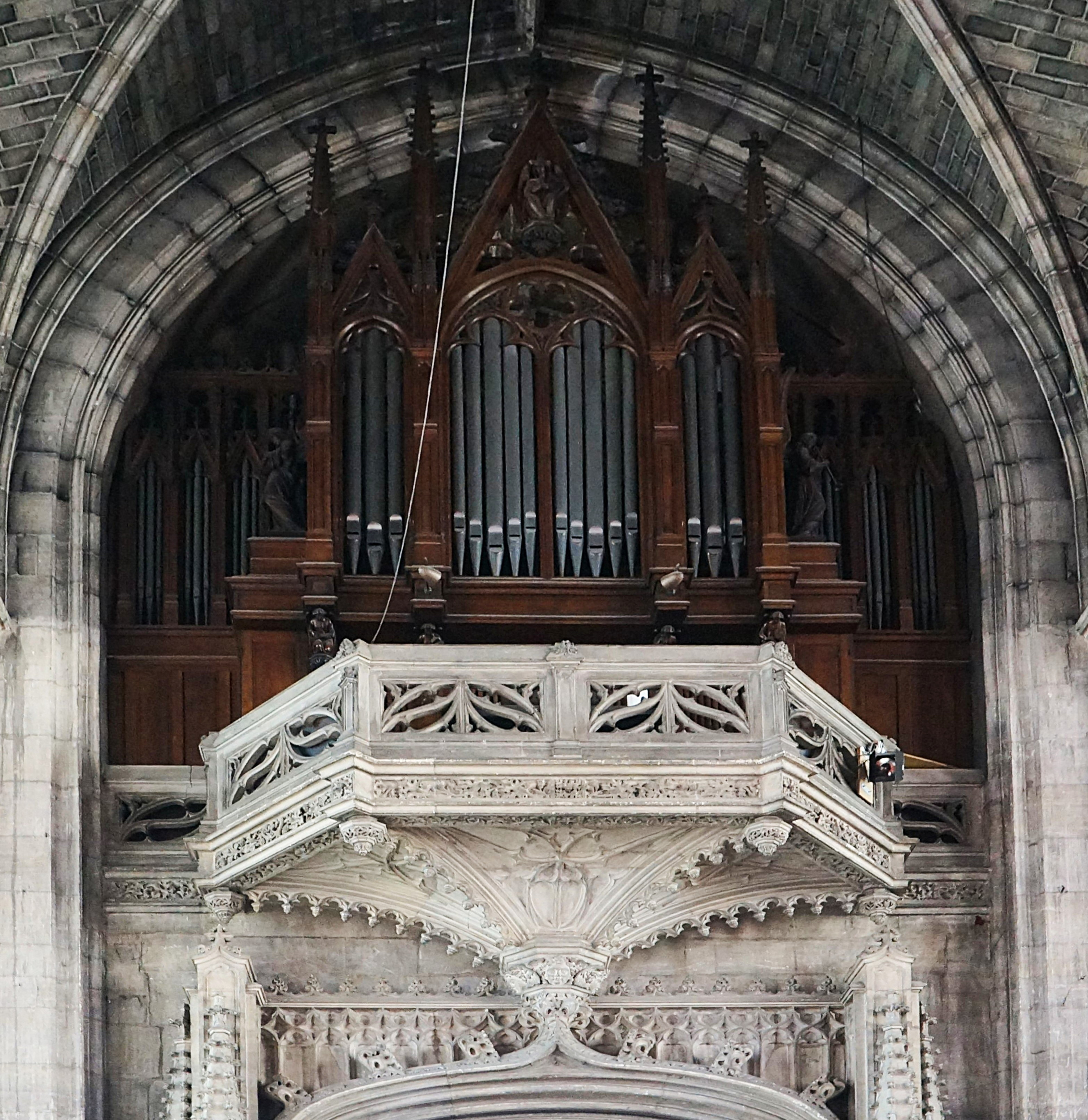
grand orgue
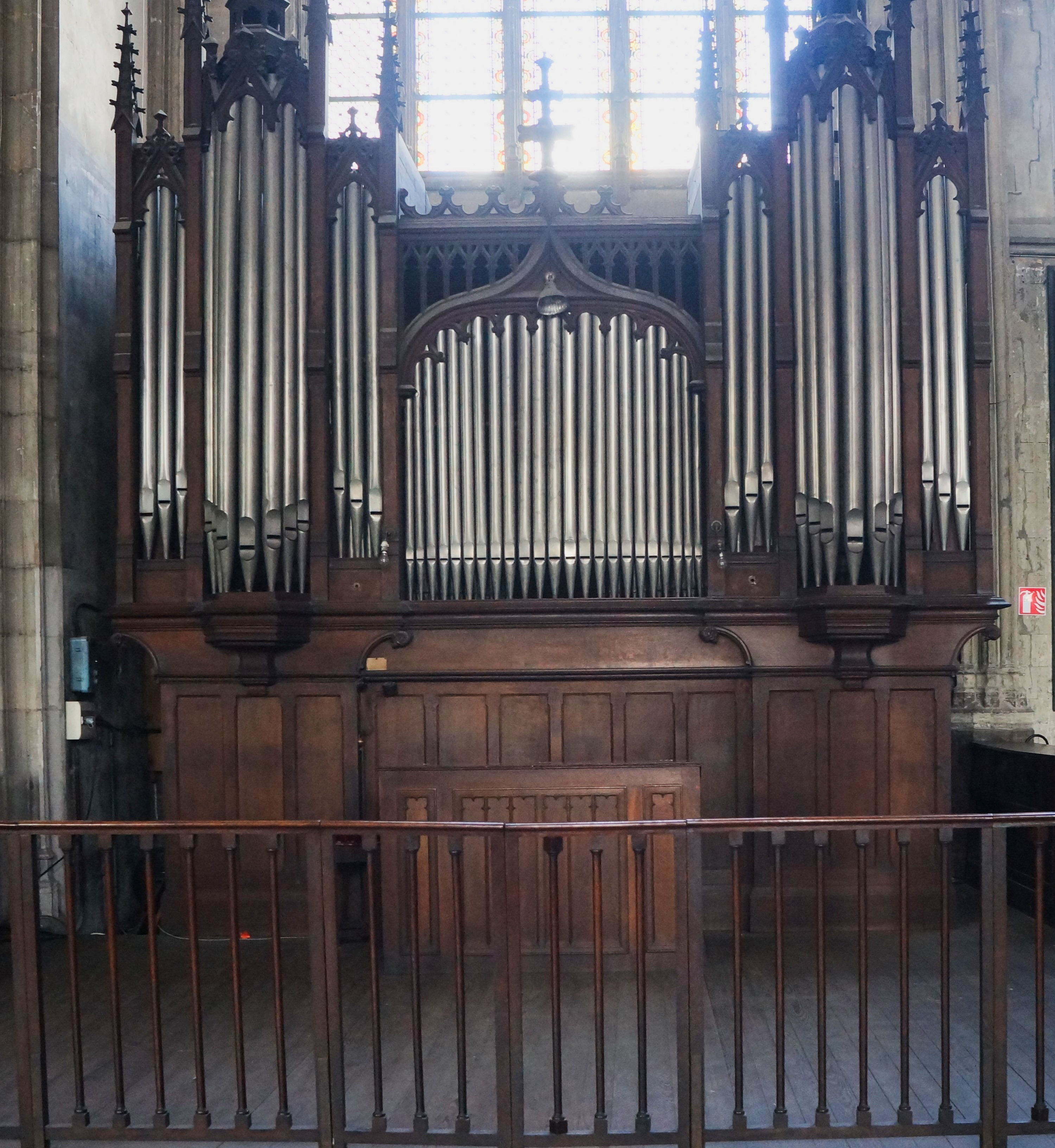
orgue de chœur

- Lille,église Saint-Étienne : sculptures.
- Lille, église Saint-Michel : stalles, lambris, autels, fonts baptismaux, confessionnaux, orgue.
- Lille, église Saint-André : confessionnaux, stalles, lambris de revêtement.
- Lille, église Notre-Dame-de-Fives : autels[35] (vers 1869)

Autels de l'église Notre-Dame-de-Fives
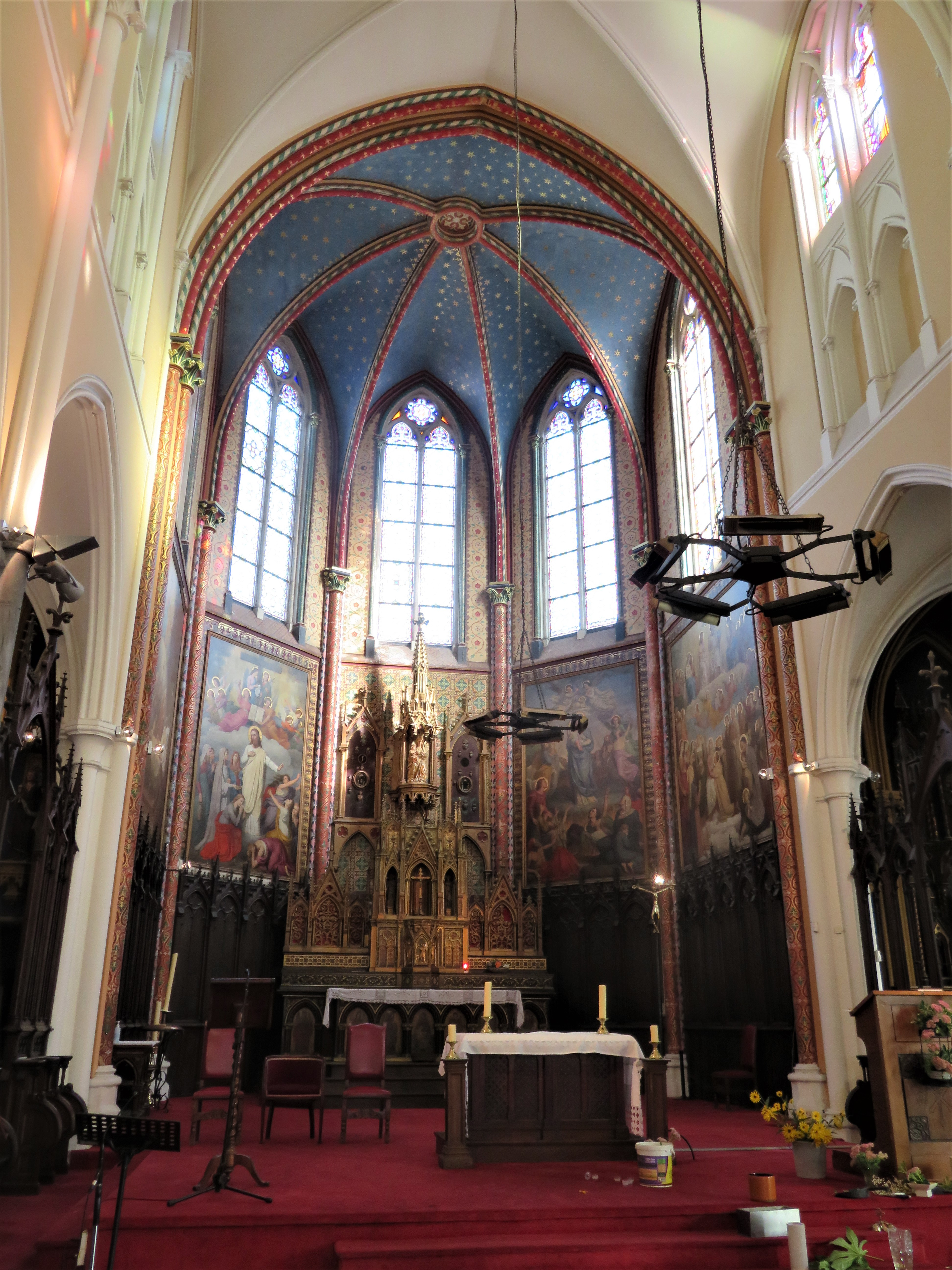
Vue du chœur et du maître-autel de Buisine
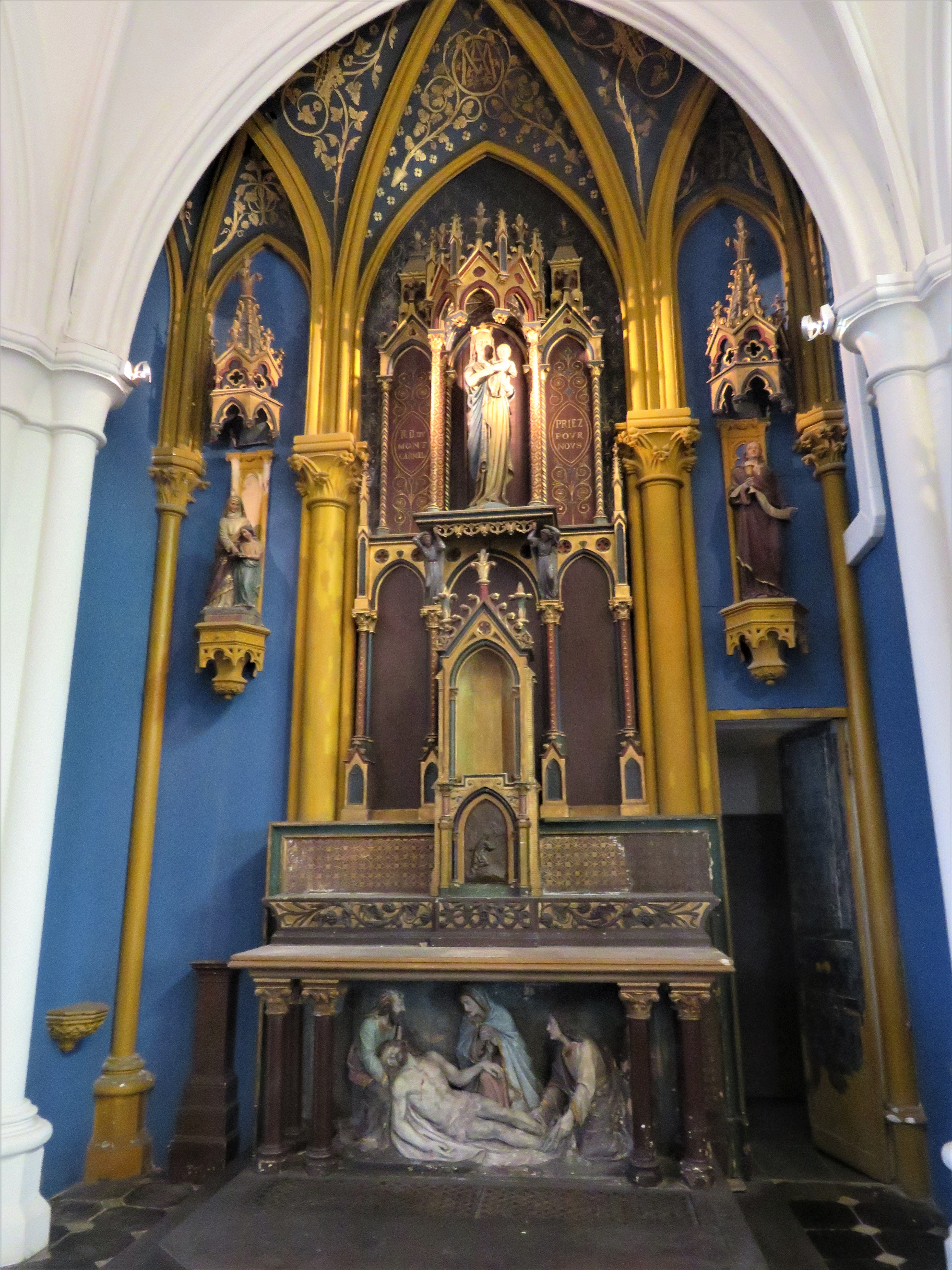
Autel de la Vierge

- Lille (Wazemmes), église Saint-Pierre-Saint-Paul
  - maître autel.  Le retable a été détruit, probablement au XXe siècle. Le relief central de façade du maître-autel est identique à celui du maître-autel de l'église de l'Immaculée Conception de Saint-Omer. L'atelier Buisine a pu réaliser d'autres éléments de mobilier pour cette église, une étude reste à mener.
- Long, église Saint-Jean-Baptiste : buffet d'orgue.

Buffet d'orgue de l'église Saint-Jean-Baptiste de Long
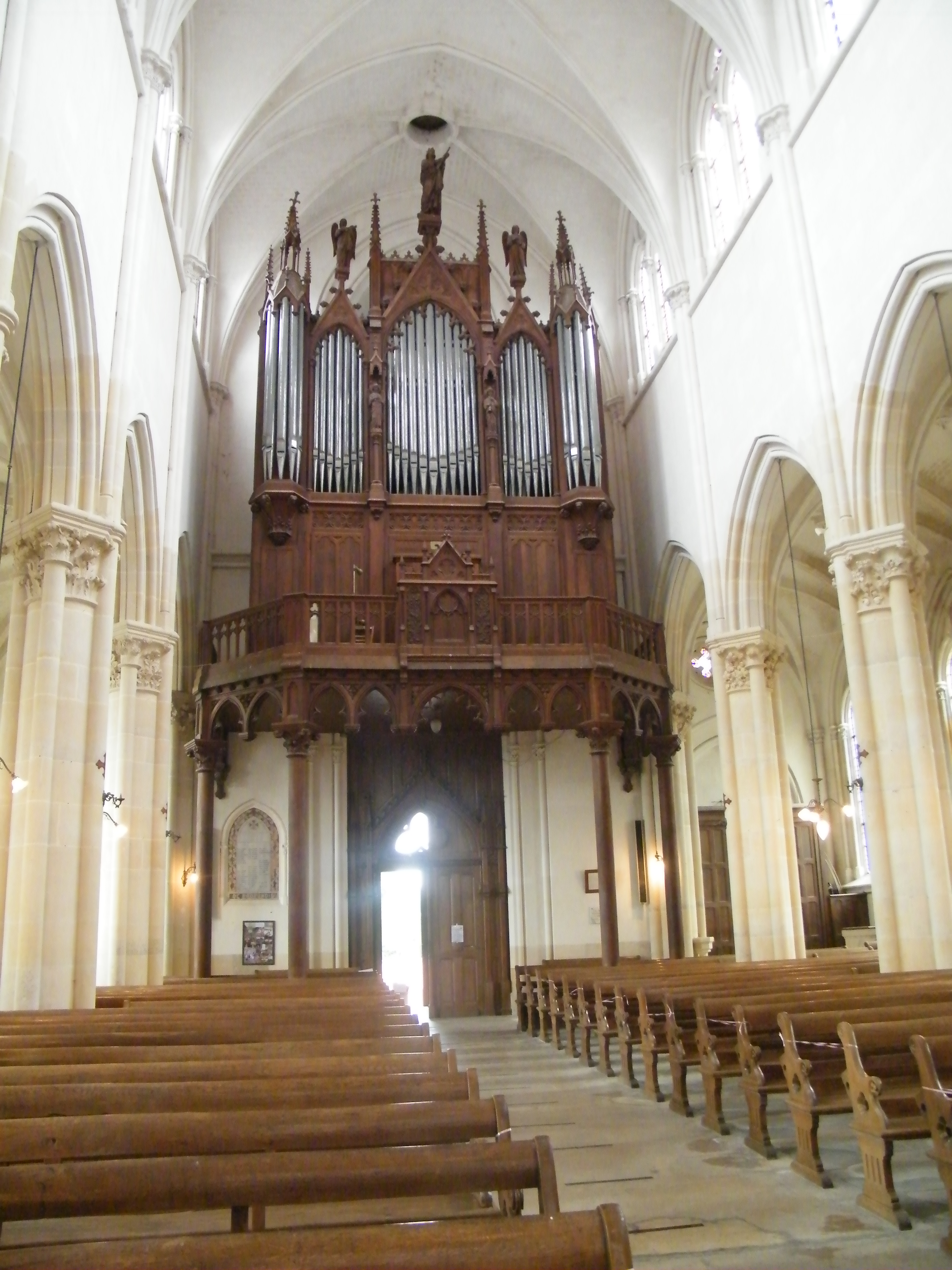
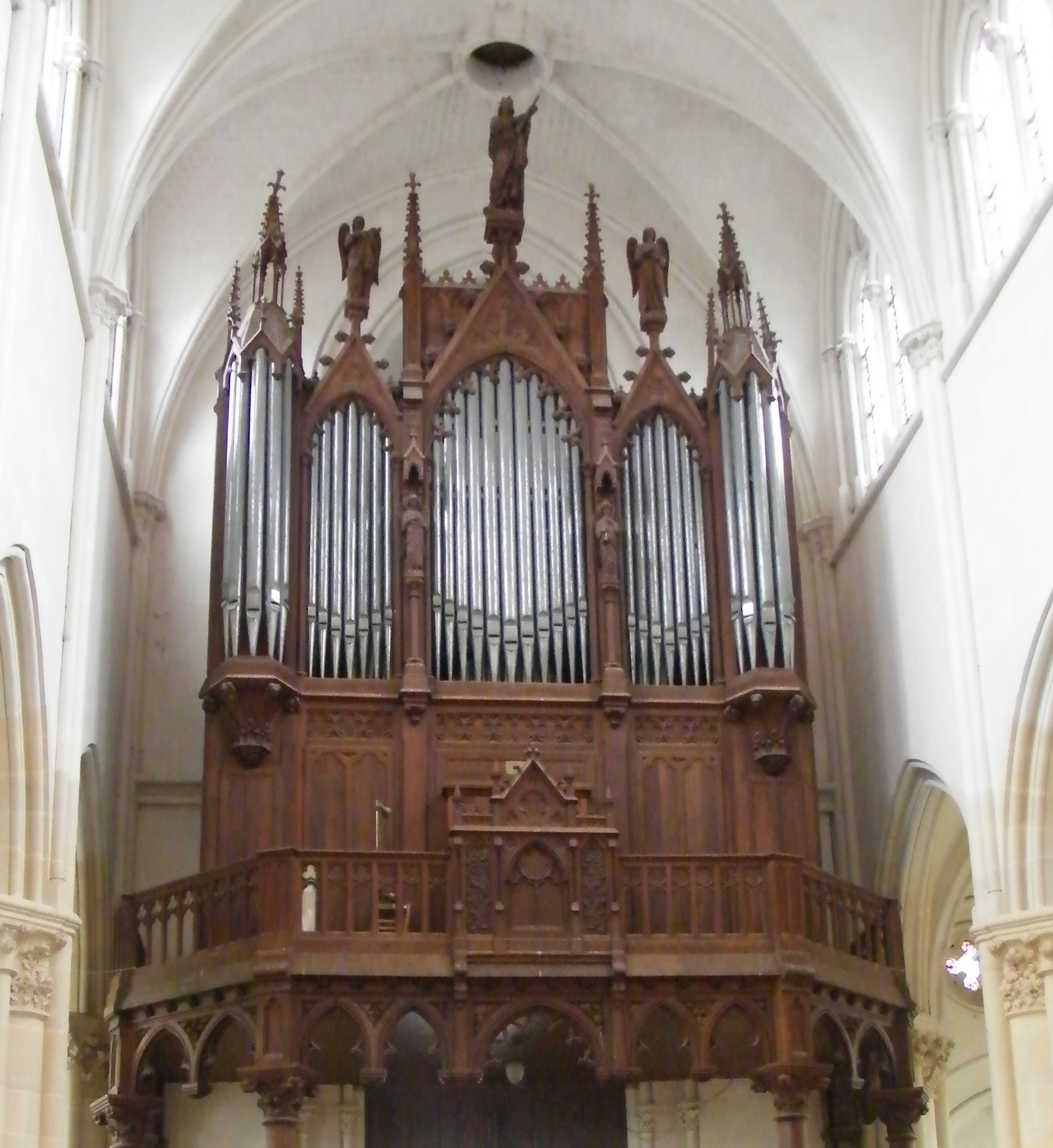

- Loos, église Notre-Dame-de-Grâce : maître-autel (aujourd'hui disparu)[35]
- Marcq-en-Barœul, grande chapelle du collège de Marcq : ensemble réalisé en 1884[39] comprenant un maître-autel, un retable, un tabernacle, des stalles et un banc de communion. Il ne reste de cet ensemble que l'autel, les stalles, la façade du tabernacle et la statue de la Vierge à l'enfant. Buisine avait également conçu les dessins exécutés pour le pavage en céramique de Creil dont les carreaux alternaient dans le sanctuaire avec des marbres diversement colorés (1870)[39].

Œuvres pour la grande chapelle du collège de Marcq
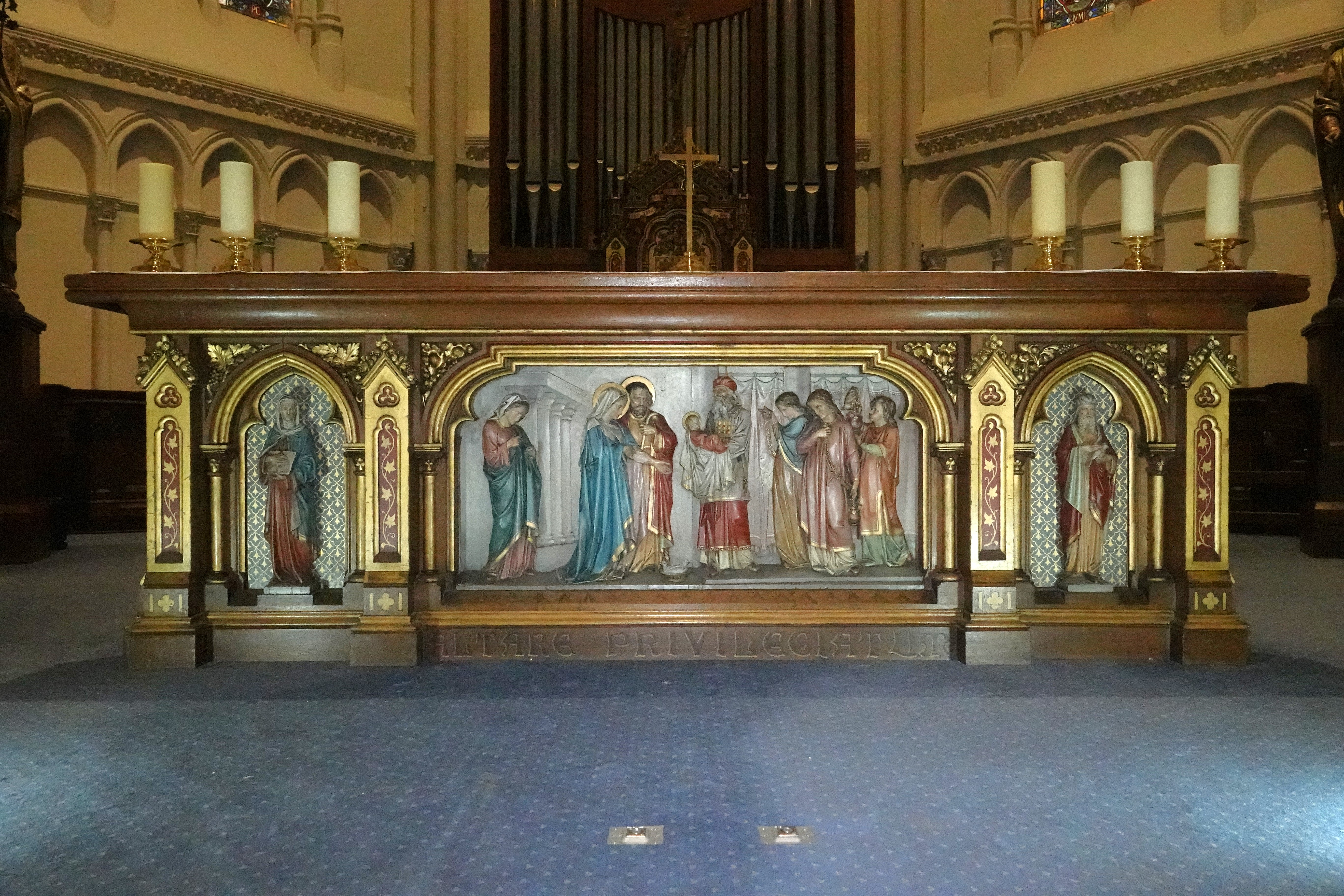
maître-autel
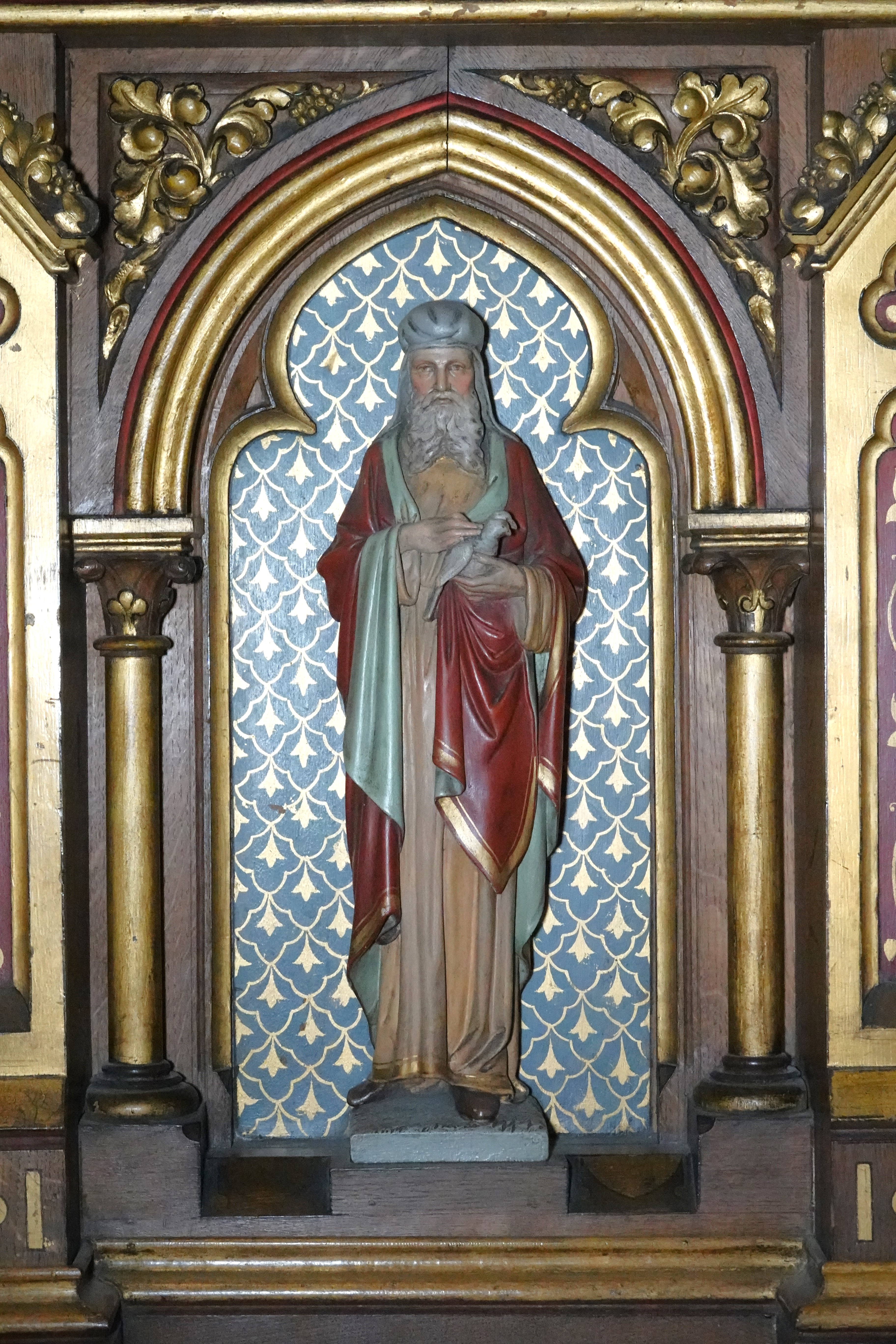
maître-autel (détail : la prophétesse Anne)
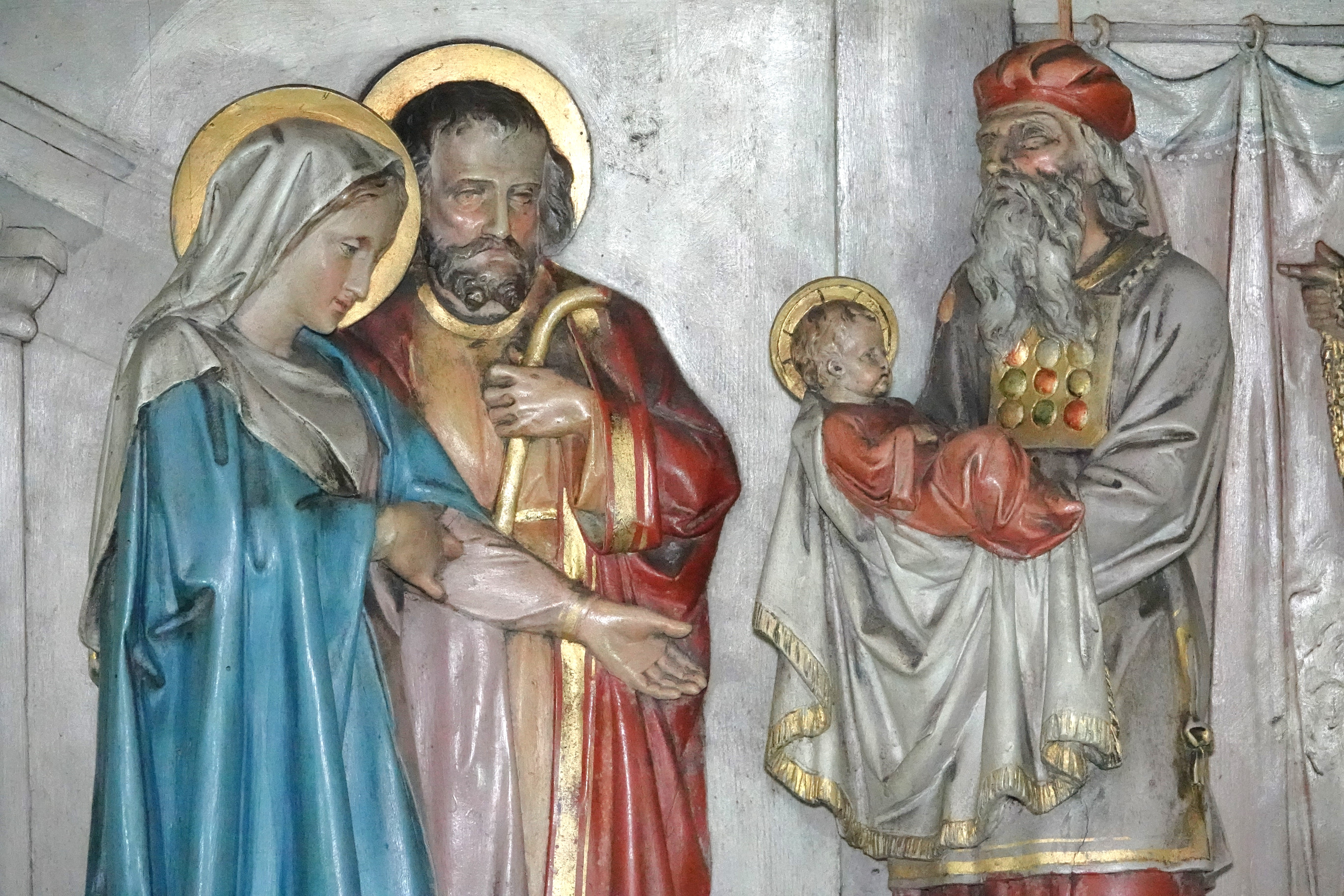
maître-autel (détail : la présentation au temple)
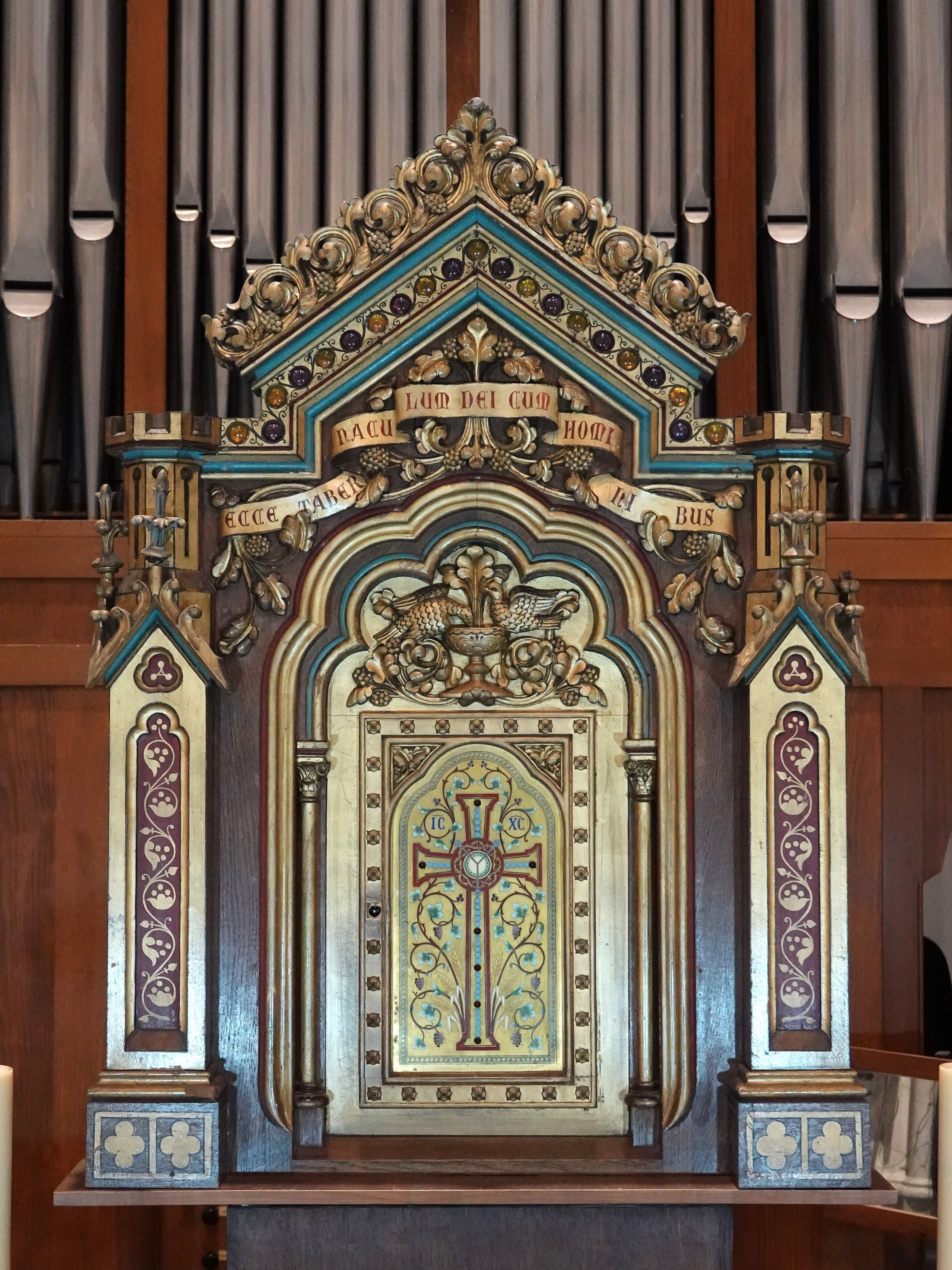
façade du tabernacle
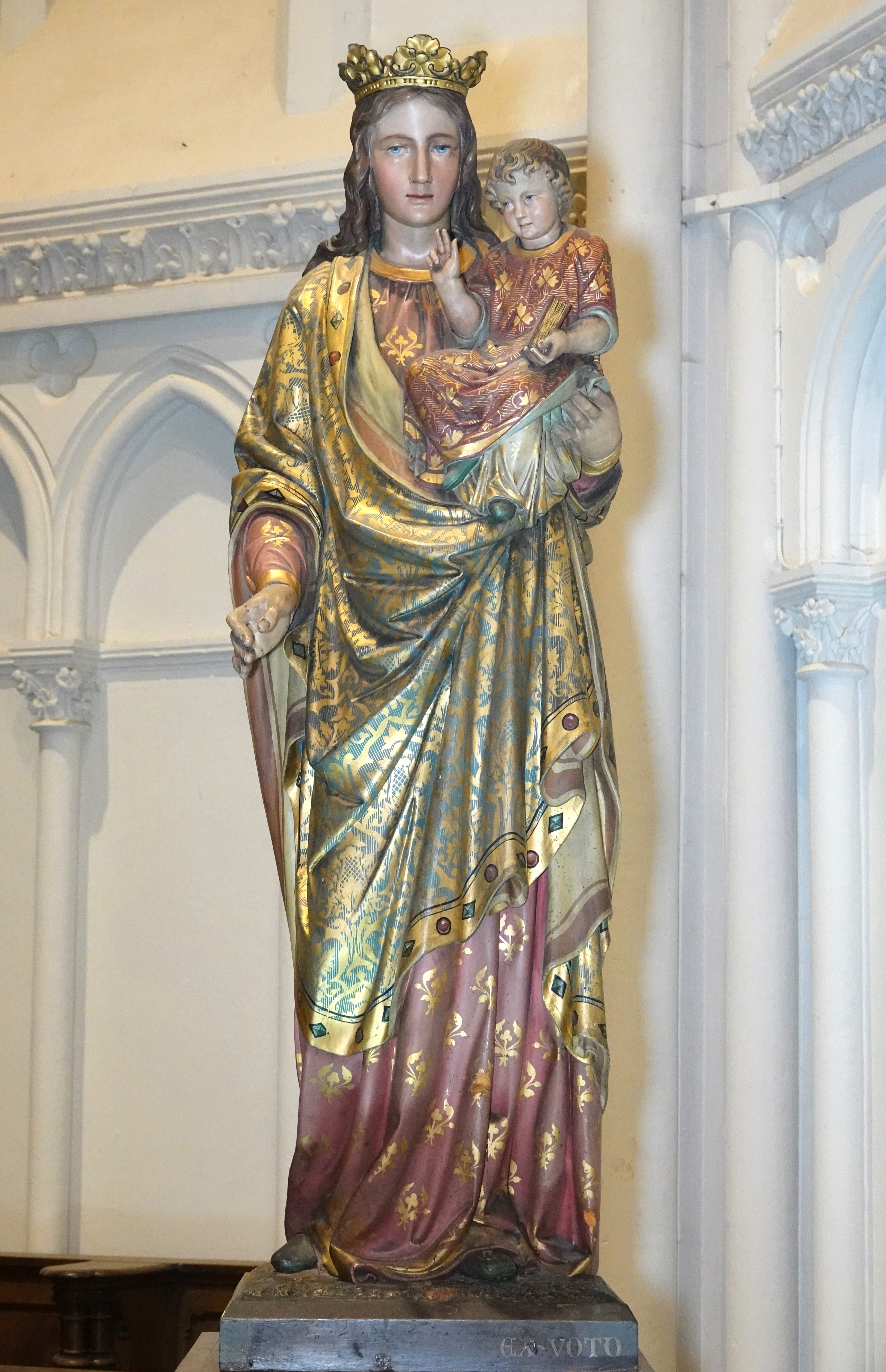
Statue de la Vierge à l'enfant

- Mayet, église Notre Dame de l'Immaculée Conception : 
  - chaire
  - confessionnaux. Signature « Buisine et fils. Sculpteurs à Lille ». (date inconnue mais construction de l'église entre 1860 et 1880 y compris les décors intérieurs)[N 5]
- Mont-l'Évêque, église Saint-Germain[40]
  - chaire (1879)
  - confessionnal (1884)
  - maître-autel (1887). L'autel lui même est en pierre, le retable en bois polychrome.
- Rouen, église Saint-Sever, chaire et maître-autel[41]

Sculptures du retable de l'autel de l'église Saint-Sever de Rouen
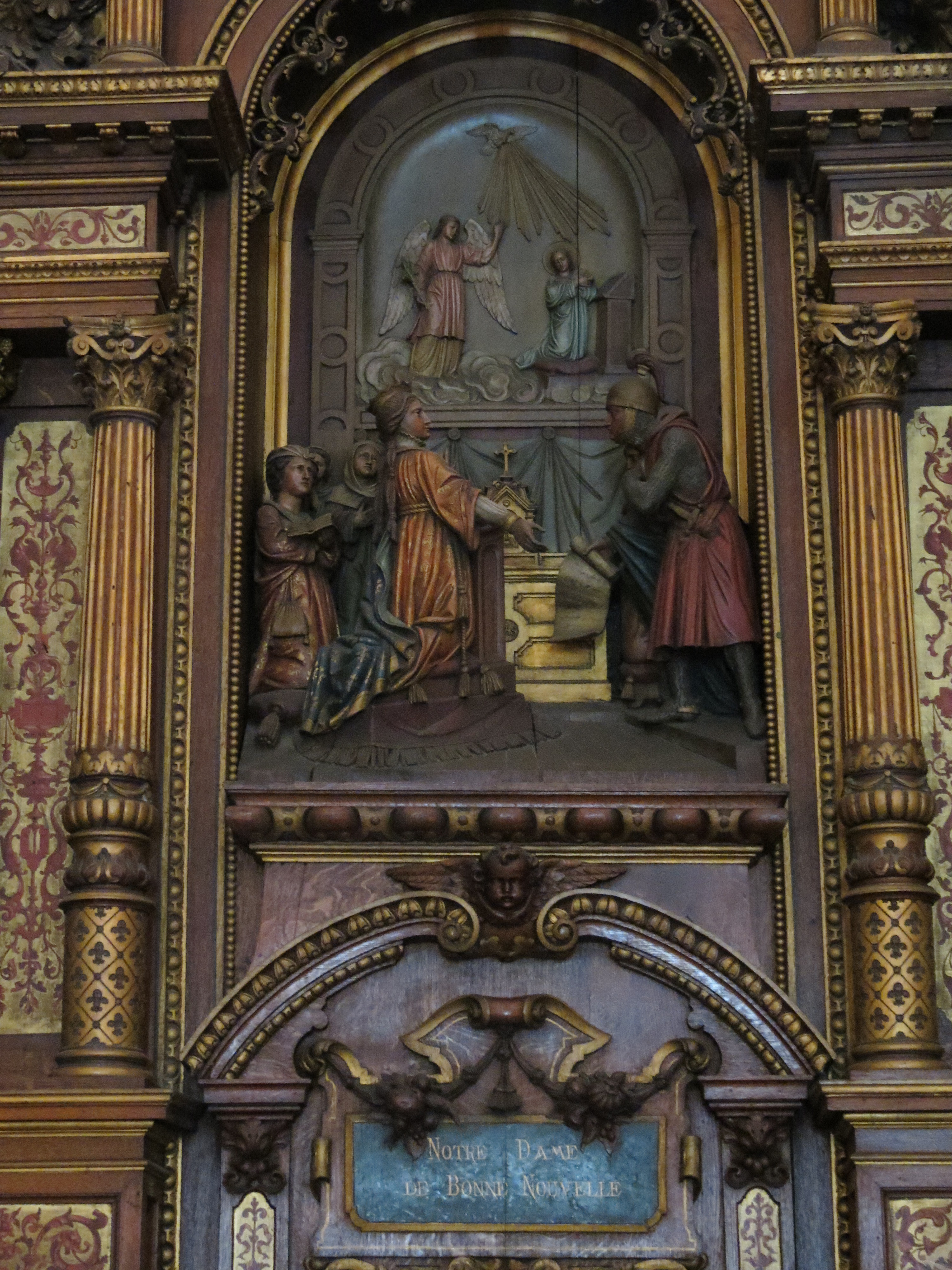
Notre-Dame de Bonne Nouvelle
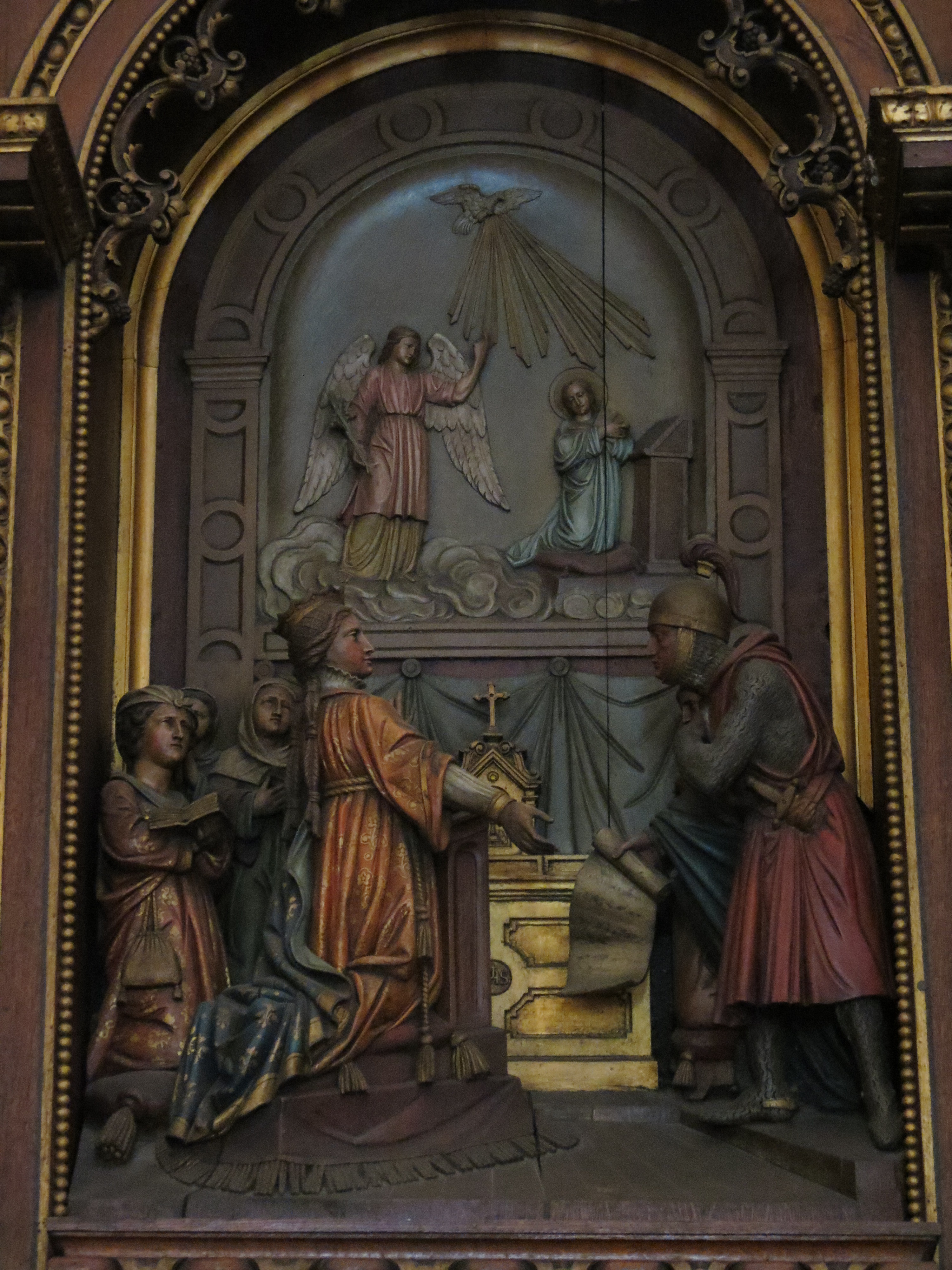
Notre-Dame de Bonne Nouvelle (détail)
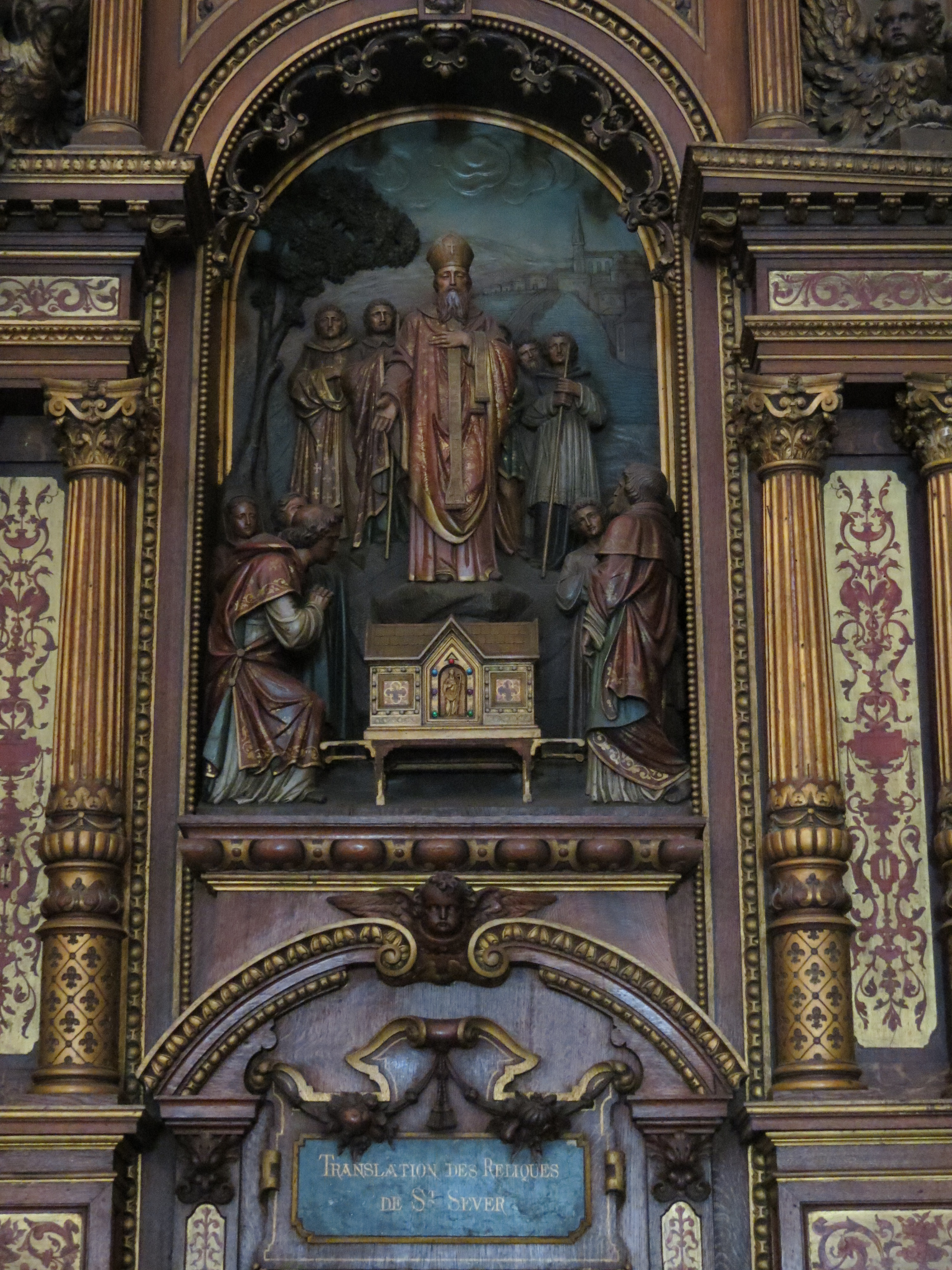
Translation des reliques de Saint-Sever
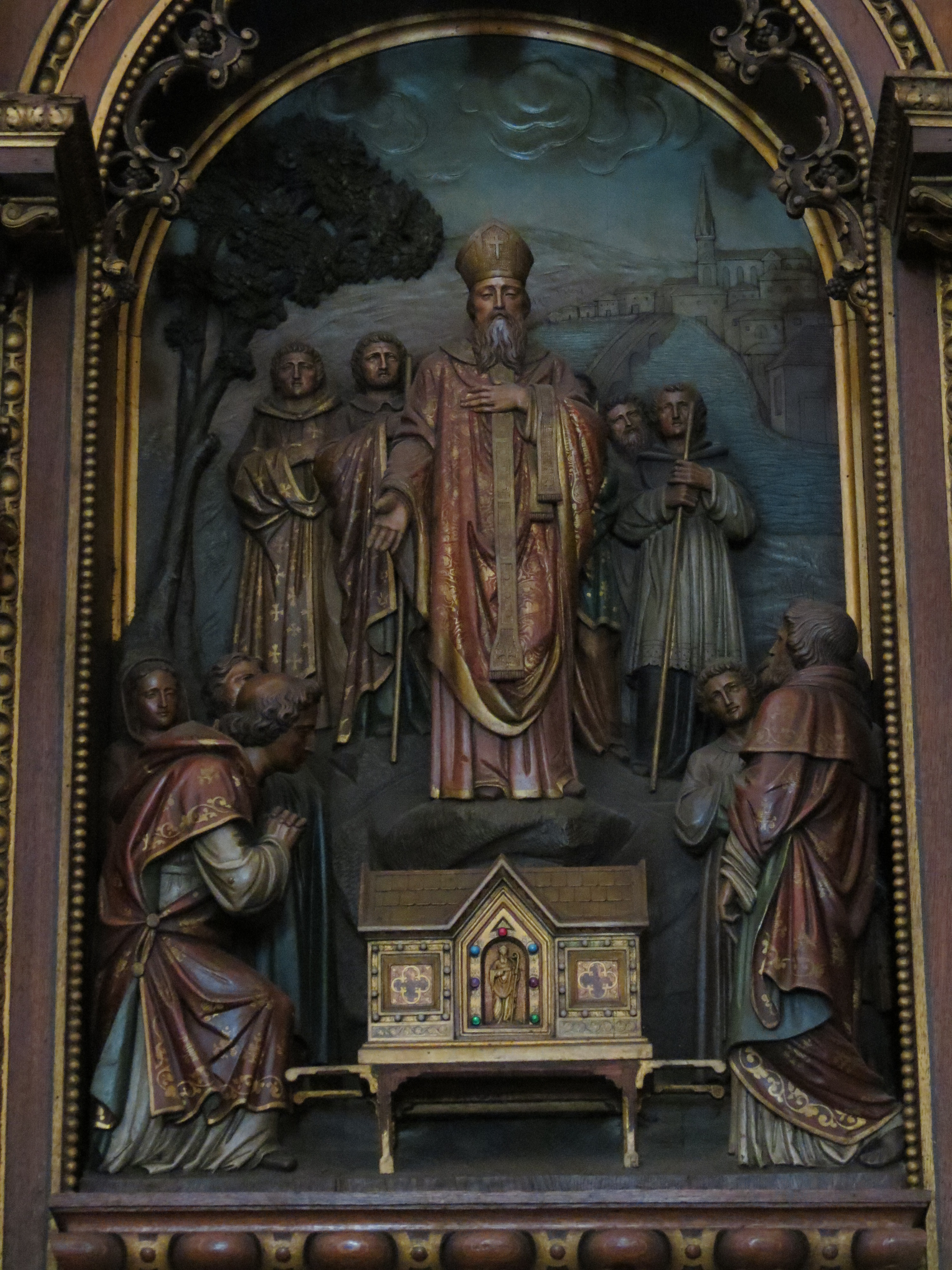
Translation des reliques de Saint-Sever (détail)

- Saint-Omer, église de l'Immaculée-Conception : 
  - maître-autel[P 29] (vers 1860)
  - autel de la Vierge[P 30],[P 31](vers 1860)
  - autel de Saint Joseph[P 32],[P 33](vers 1860)
  - chaire de vérité[P 34] (vers 1860-1879)
  - stalles[P 35],[P 36](entre 1870 et 1879).

La chaire est modifiée après le concile Vatican II et les éléments constitutifs sont dispersés dans l'église : les reliefs de la cuve forme le tombeau du nouvel autel, la cuve est dans l'oratoire nord, l'abat-voix dans la chapelle des fonts. L'escalier a disparu. L'incendie de 2024 laisse planer un doute sur la survie de plusieurs de ces éléments.
- Saint-Omer, chapelle du collège Saint-Bertin : 4 statues surplombant le chœur[P 37],[42] (Saint Bertin, Vierge à l'enfant, Saint Joseph, Saint Ignace de Loyola). La Vierge à l'enfant est similaire à celle surmontant l'autel de l'église Notre-Dame de Fives.

Statues surplombant le chœur de la chapelle du collège Saint-Bertin de Saint-Omer
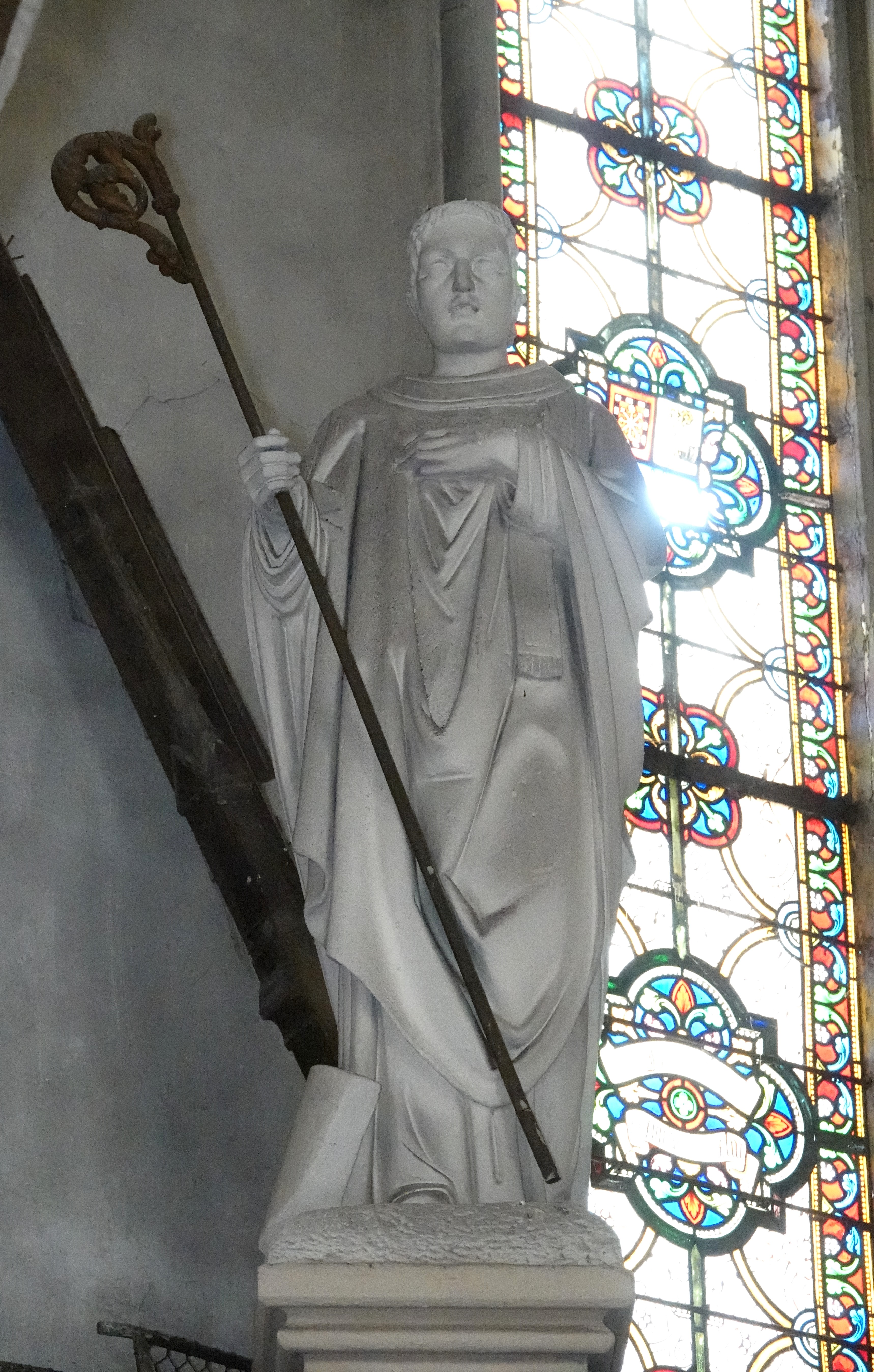
Saint Bertin
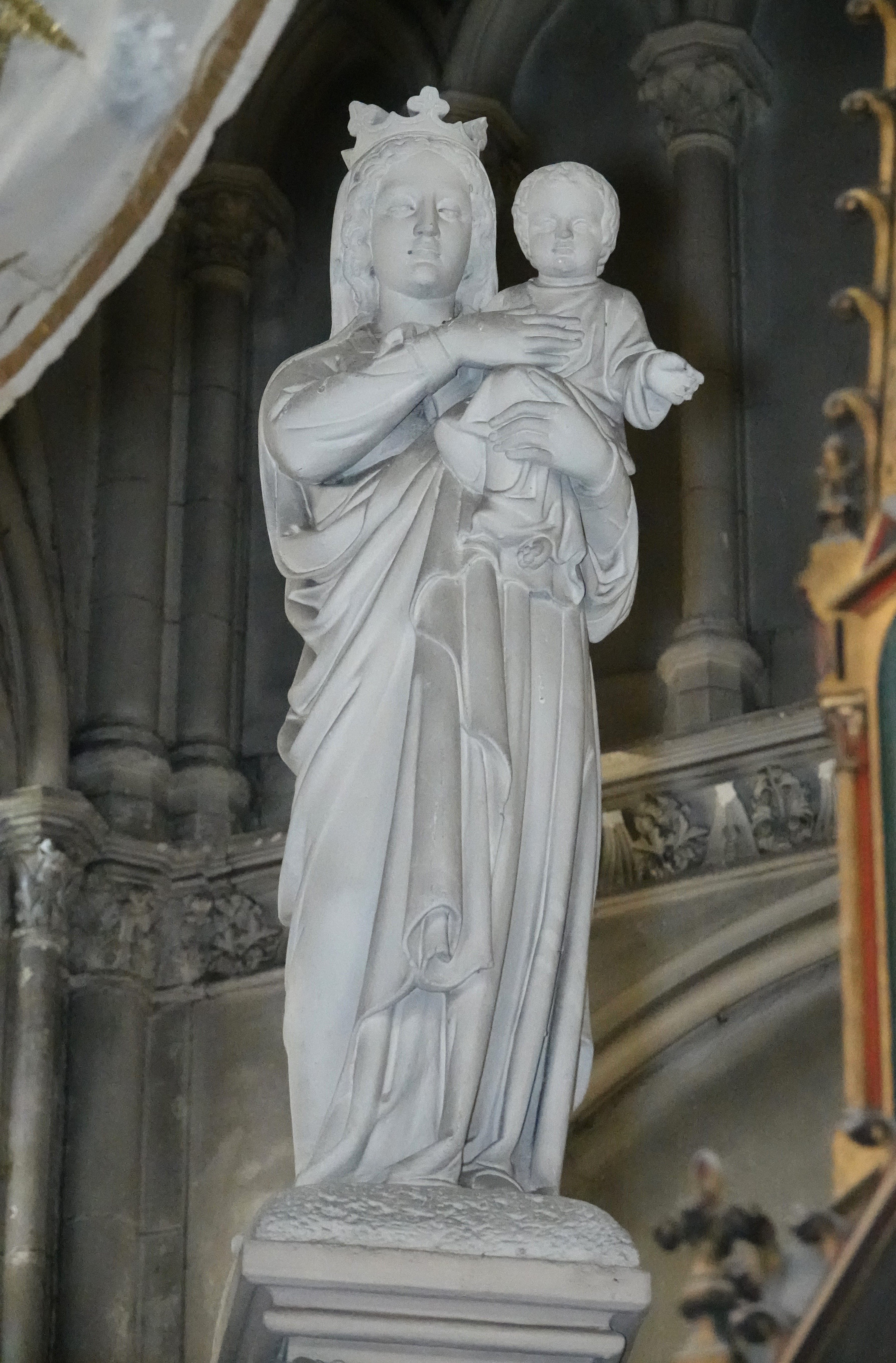
Vierge à l'enfant
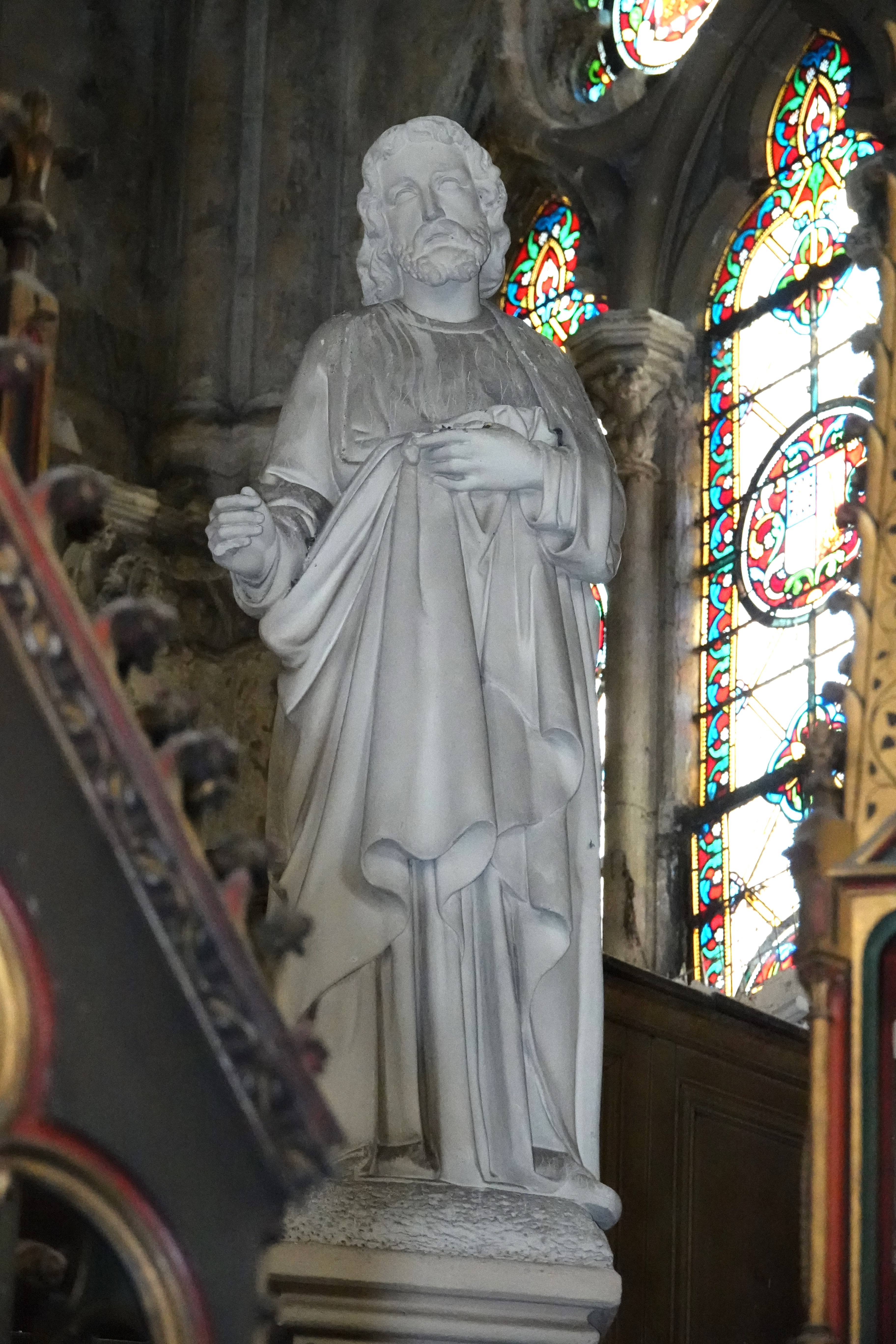
Saint Joseph
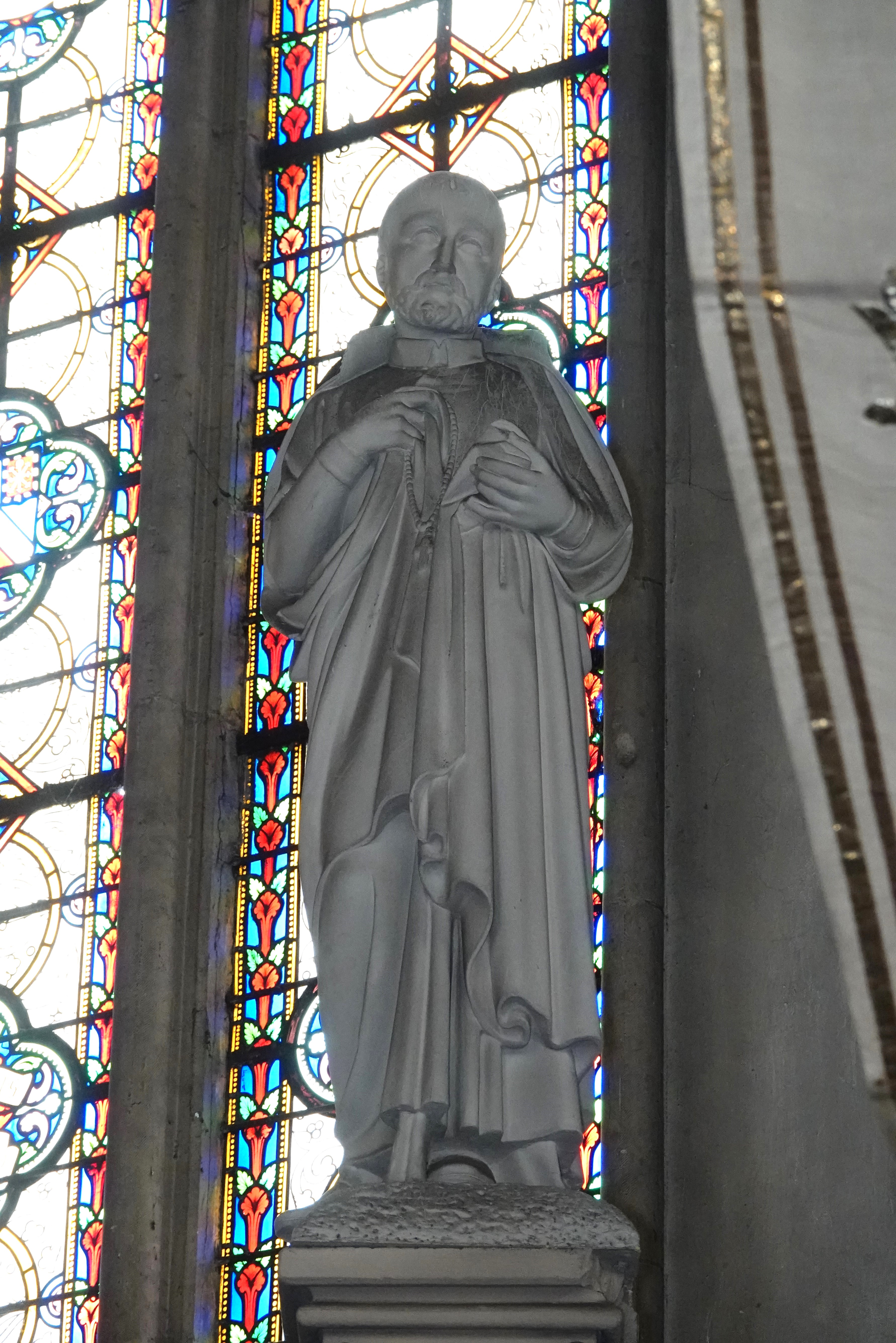
Saint Ignace de Loyola

- Saint-Quentin, Basilique Saint-Quentin : 
  - Autel de la Vierge (autel tombeau, tabernacle) (vers 1859)[P 38]
- Sars-et-Rosières, église de l'Immaculée-Conception[43] : 
  - autel, tabernacle et retable en bois de sapin et tilleul « dans le style gothique du 13e siècle » (ensemble disparu)
- Tourcoing, église Notre-Dame-des-Anges[44] : 
  - confessionnaux (les statues sont de Jan Frans Vermeylen[45])
  - buffet d'orgue
  - cadres des stations du chemin de croix (les toiles sont de Bruno Chérier[44]).
- Tourcoing, église Saint-Christophe
  - sculptures du retable de l'autel de Notre-Dame du Rosaire.
- Vignacourt, église Saint-Firmin[P 39]
  - Ensemble du maître-autel (autel tombeau, degré et gradin d'autel, retable architecturé à niche, tabernacle à dais d'exposition, châsses, statues, haut-relief)[P 40] (1880)
  - Chaire à prêcher de style néogothique[P 41] (1880)
  - Ensembles de stalles de célébrant de style néogothique[P 42] (vers 1880)

### Pérou
- Arequipa, cathédrale Notre-Dame : chaire (1879)[46].